# Arco trionfale

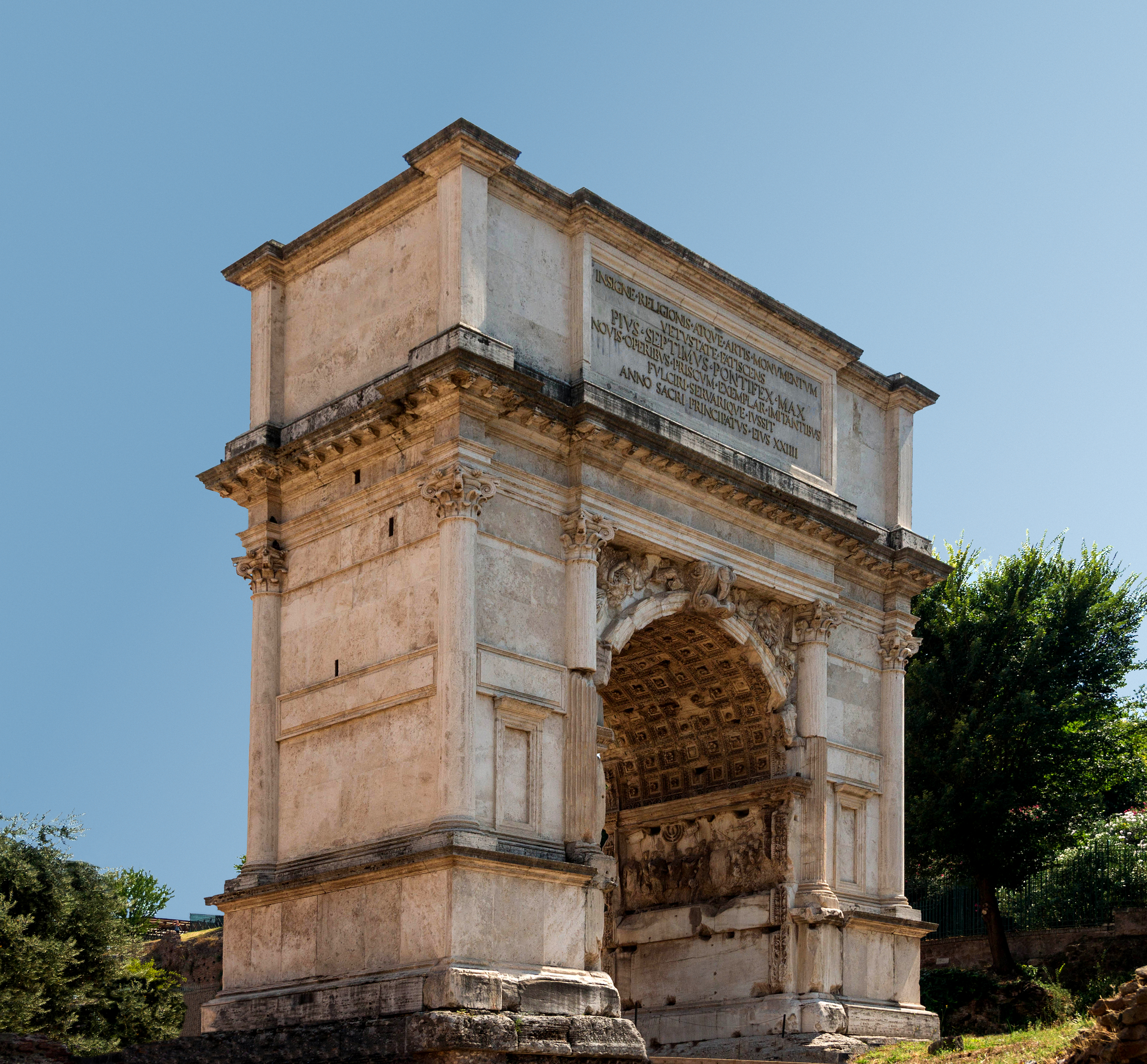
L'Arco di Tito a Roma

Un arco trionfale, o arco di trionfo, è una costruzione con la forma di una monumentale porta ad arco, solitamente costruita per celebrare una vittoria in guerra, in auge presso le culture antiche. Questa tradizione nasce nell'Antica Roma, e molti archi costruiti in età imperiale possono essere ammirati ancora oggi nella "città eterna".
Alcuni archi trionfali erano realizzati in pietra, a Roma in marmo o travertino, ed erano dunque destinati ad essere permanenti. In altri casi venivano eretti archi temporanei, costruiti per essere utilizzati durante celebrazioni e parate e poi smontati. In genere solo gli archi eretti a Roma vengono definiti "trionfali" in quanto solo nell'Urbe venivano celebrati i trionfi e onorato l'ingresso del vincitore. Gli archi eretti altrove sono generalmente definiti "onorari" e avevano la funzione di celebrare nuove opere pubbliche. Originariamente gli archi erano semplici e avevano una sola apertura (fòrnice), nell'età tardoimperiale si arricchirono con fòrnici laterali e rilievi scultorei decorativi. Sulla sommità, detta attico, erano poste statue e quadrighe guidate dall'imperatore. L'età augustea inaugurò una tipologia grandiosa dell'arco di trionfo; era arricchito con rilievi in marmo o in bronzo che raccontavano le imprese di guerra dell'imperatore.
La costruzione degli archi romani assunse man mano, un ruolo pressoché simbolico. Essi infatti si rifanno alle porte monumentali, allineate alle mura della città, ma da esse si differiscono non tanto strutturalmente, ma, appunto, simbolicamente. Essi sono, infatti, dedicati a grandi imprese compiute da imperatori, generali, quali guerre, conquiste o anche alla semplice edificazione di infrastrutture come ponti e strade. Altro elemento di grande importanza, e quindi da sottolineare, è la circostanza che la monumentalità sia data dalla sovrapposizione di due elementi strutturali: la volta ed il trilite (due colonne che sorreggono un architrave). Di questi due, solo la volta è l'elemento portante: il peso dell'intera struttura è scaricato solamente su di esso e non sulla struttura trilitica.

## Lista di archi onorari e trionfali

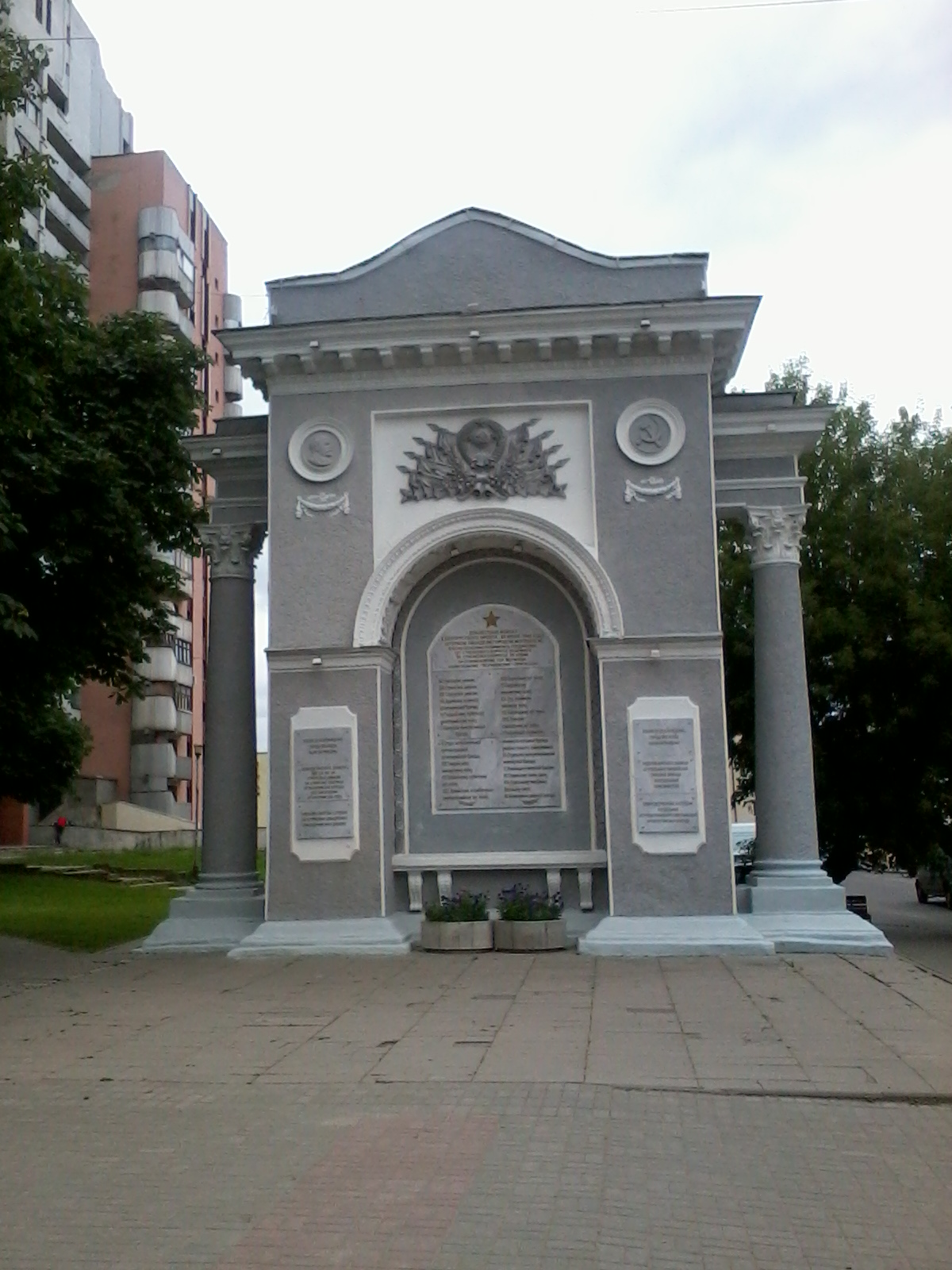
Mahilëŭ, Arco della Gloria

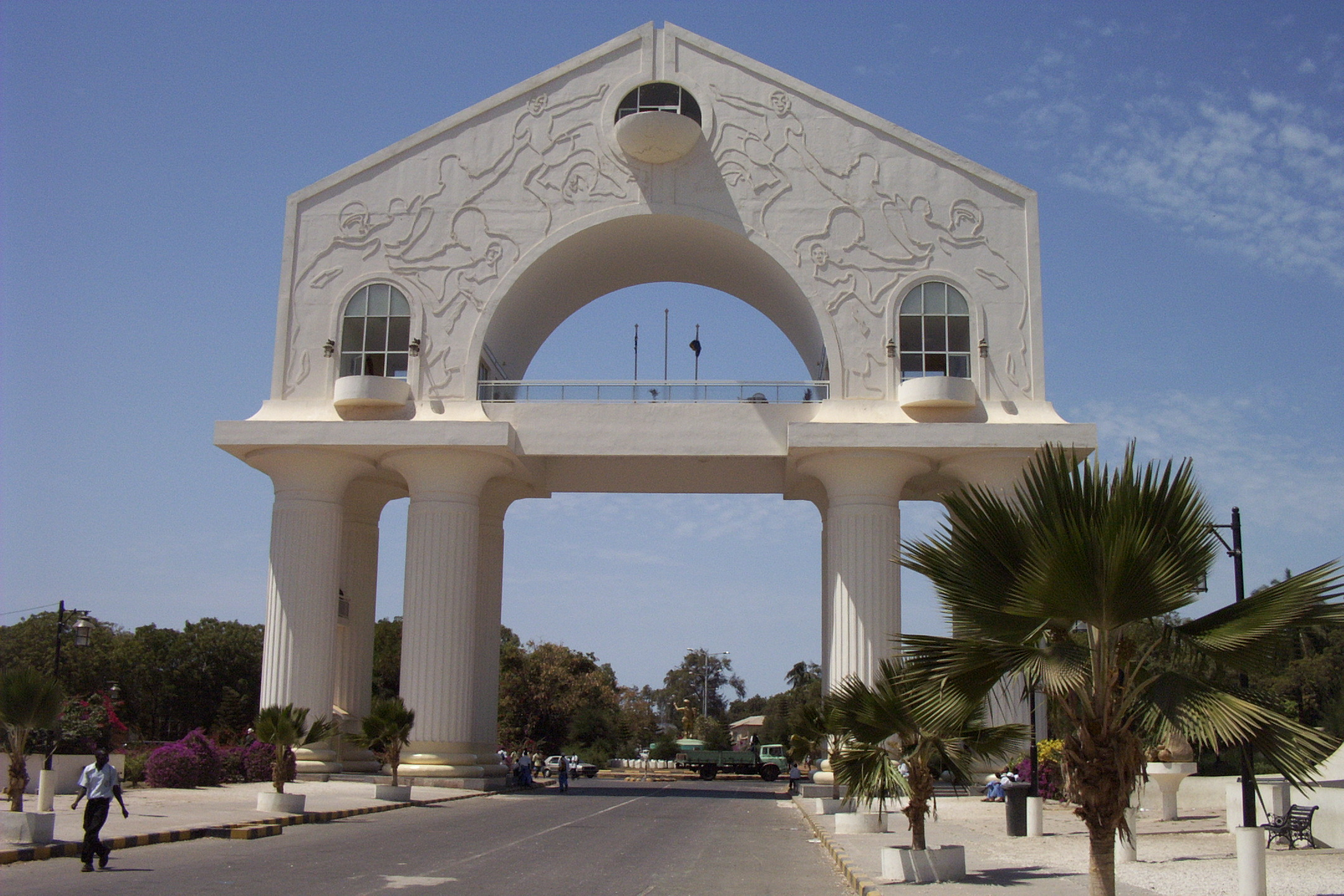
Banjul, Arco 22

Archi trionfali monumentali e permanenti:
 Algeria 
- Arco di Caracalla, Djémila
- Arco di Traiano, Timgad

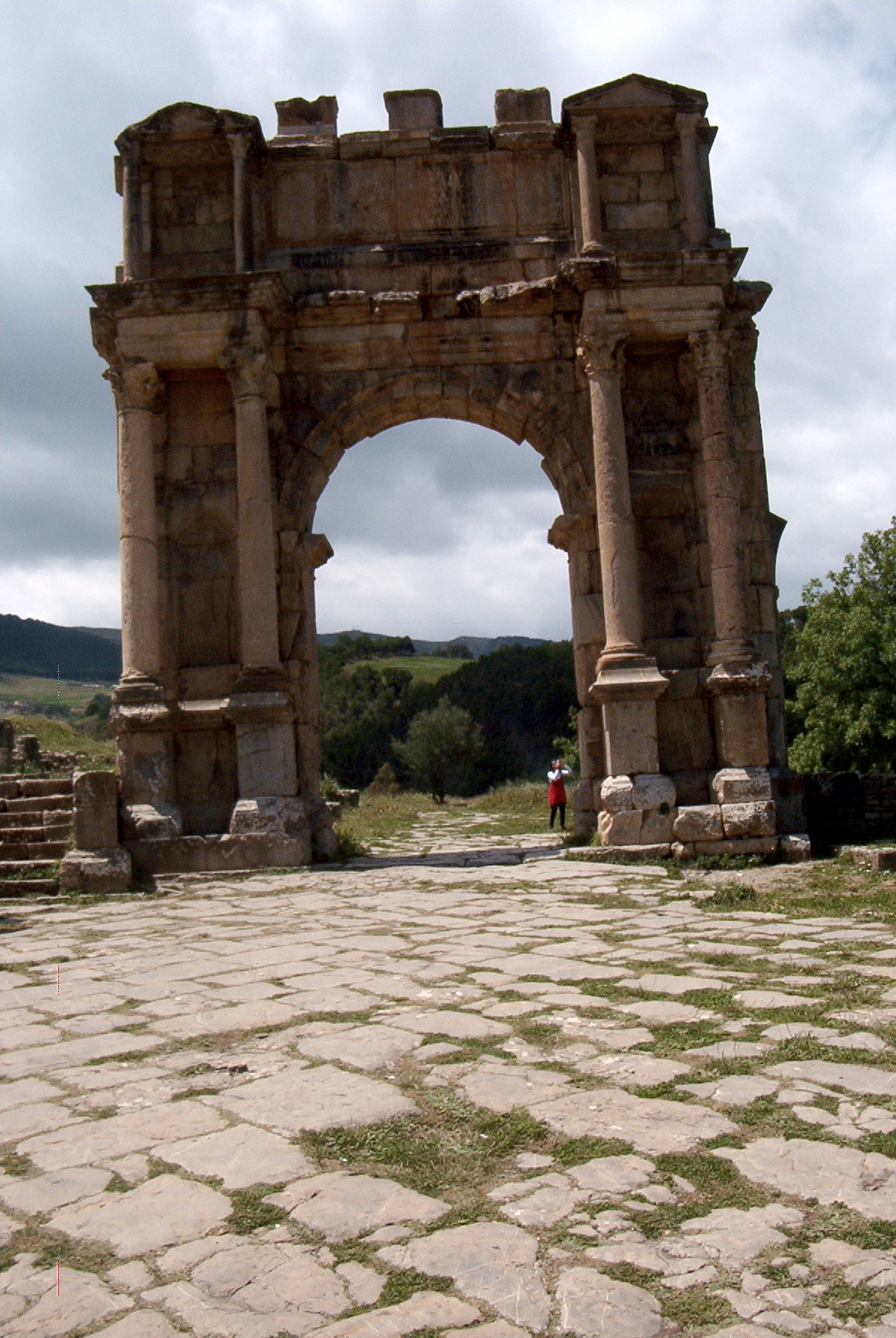
Djémila, Arco di Caracalla (III sec.)
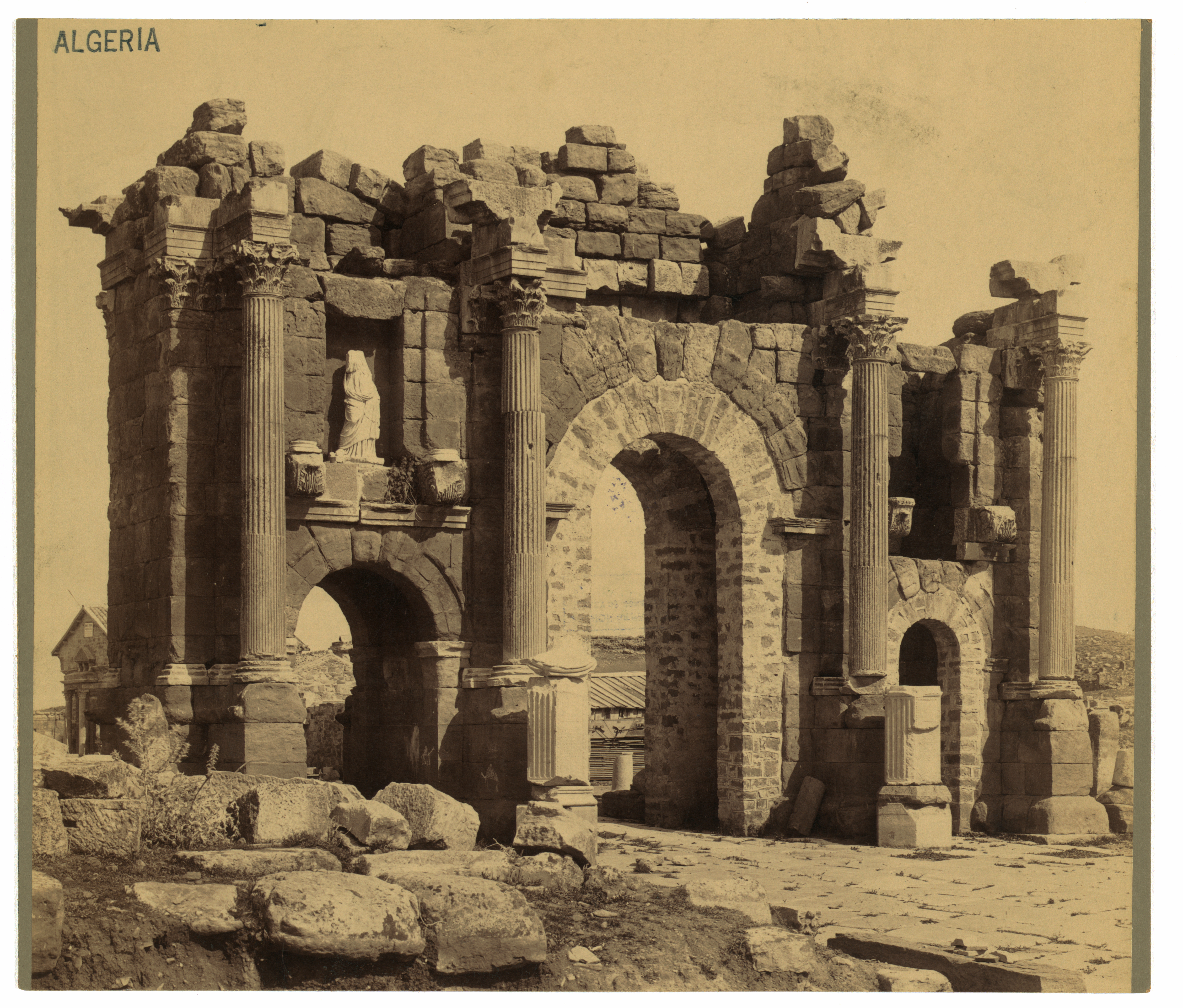
Timgad (Thamugadi), l'arco di Traiano (seconda metà del II secolo o inizi del III secolo) alla fine del XIX sec.

 Austria 
- Triumphpforte, Innsbruck, 1765

 Belgio 

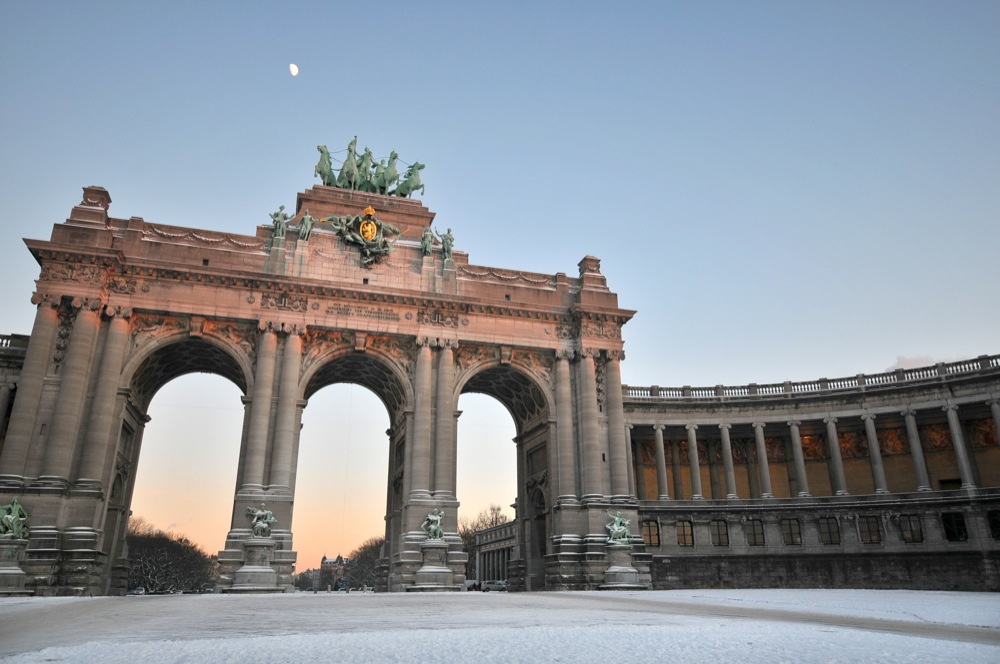
Arco del Cinquantenario, Bruxelles  - Bruxelles, l'arco del Cinquantenario

 Bielorussia 
- Arco della Gloria, Mahilëŭ  - Mahilëŭ, Arco della Gloria

 Canada 

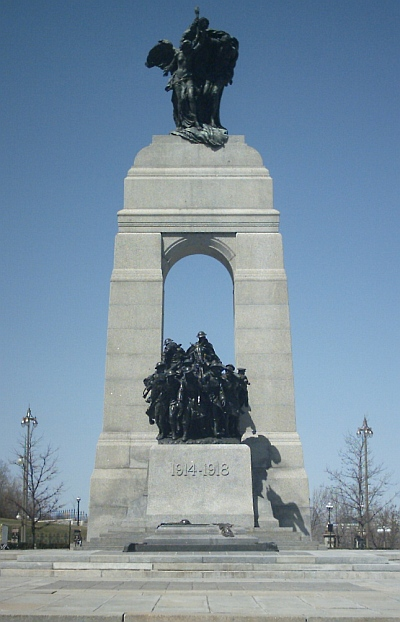
National War Memorial, Ottawa  - Ottawa, il National War Memorial

 Cina 

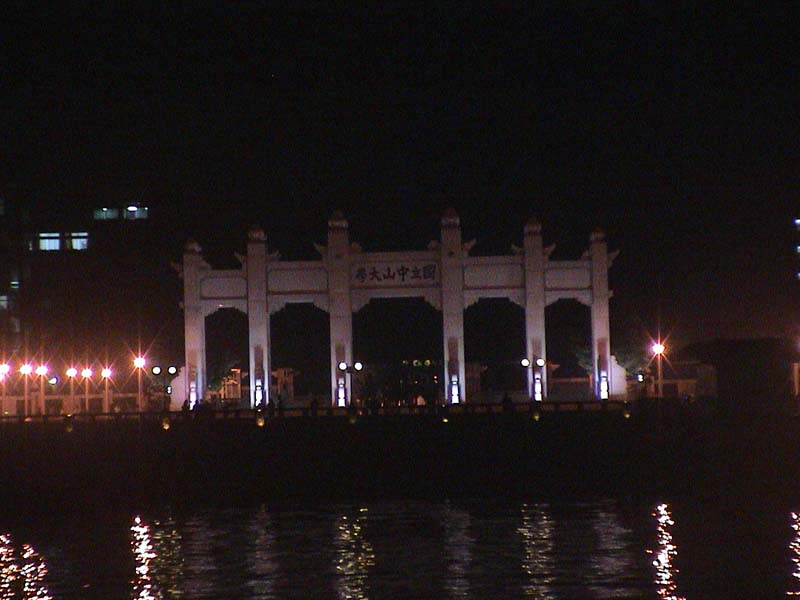
Arco di Canton  - Arco di Canton

 Corea del Nord 

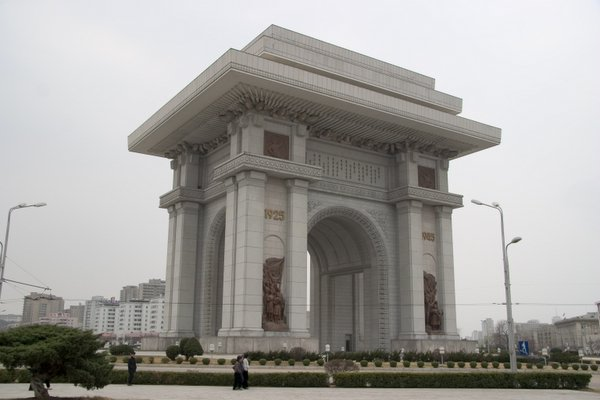
Arco di trionfo di Pyongyang   - Pyongyang, l'arco di trionfo

 Croazia 
- Arco dei Sergi (Porta d'Oro), Pola, Istria

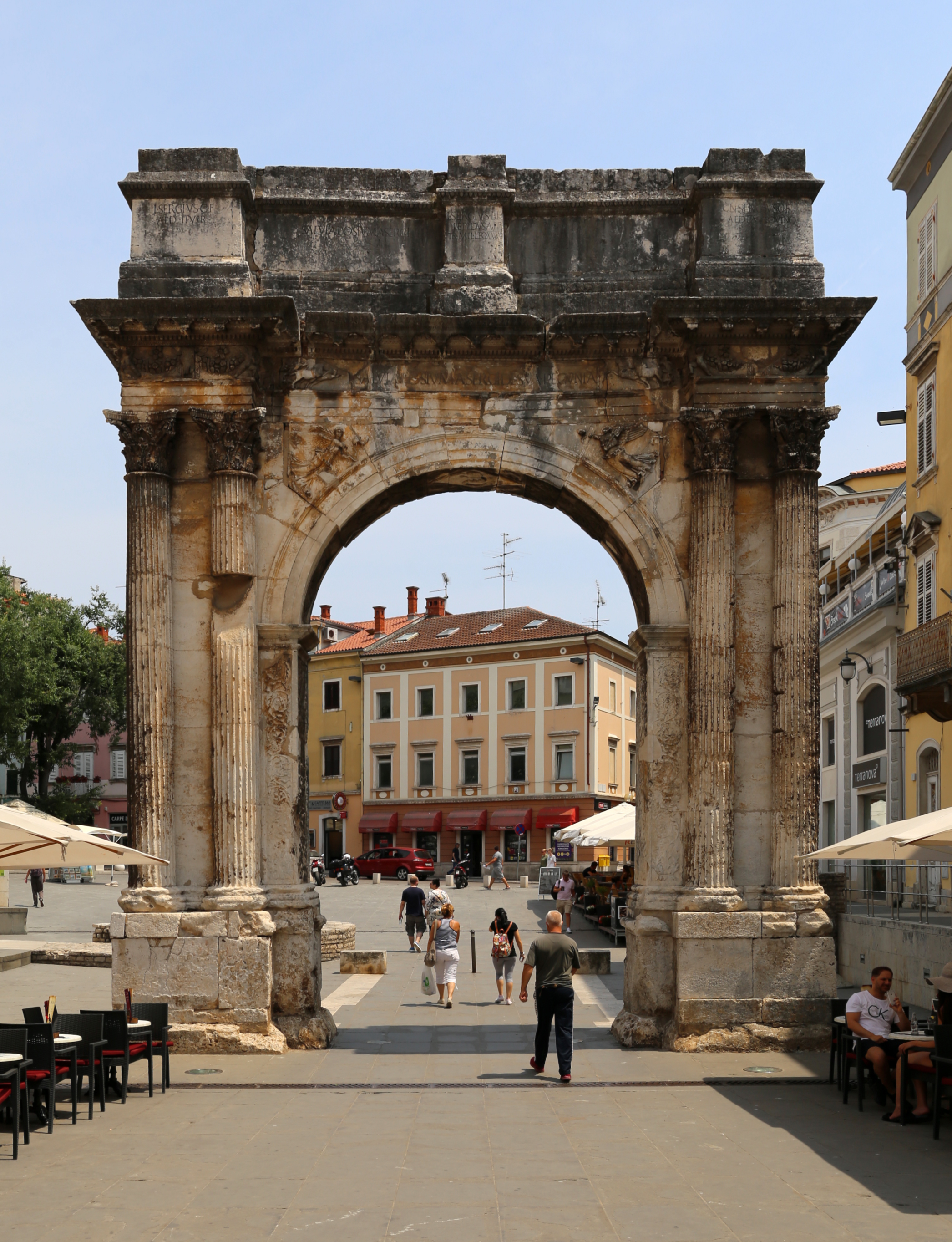
Pola, la Porta d'Oro

 Francia 
- Arco romano, del 18-19 d.C., Carpentras
- Arco romano, del primo decennio del I secolo d.C., Cavaillon
- Arco di Germanico, del 18-19 d.C., Saintes
- Arco di Glanum, I secolo d.C., Saint-Rémy-de-Provence
- Arco trionfale, del 20-25 d.C., Orange
- Porta di Saint Denis, del 1672, Parigi
- Porta di Parigi, del 1685-92, Lilla
- Porte du Peyrou, 1691, Montpellier
- Porta di San Pietro, del XVIII secolo, Pontarlier
- Porta di Parigi,del 1745, Nevers
- Arc Héré, del 1753-56, nella Place Stanislas di Nancy
- Arc de Triomphe, del 1806, Parigi
- Arc de Triomphe du Carrousel, del 1807-09, a Parigi
- Porta di Aix a Marsiglia
- Grande Arche, del 1983-89, a La Défense, Parigi

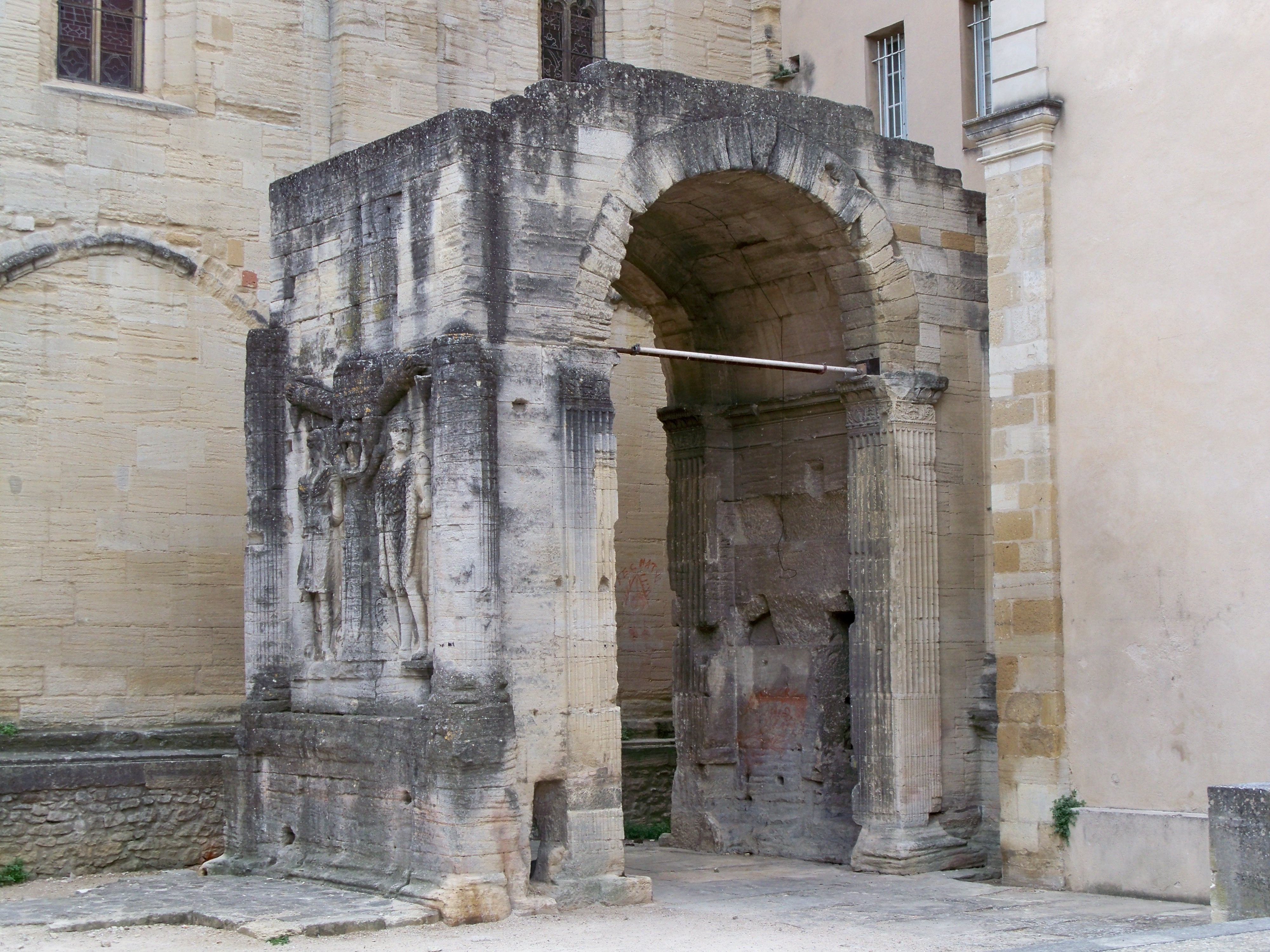
Arco romano, del 18-19 d.C., Carpentras
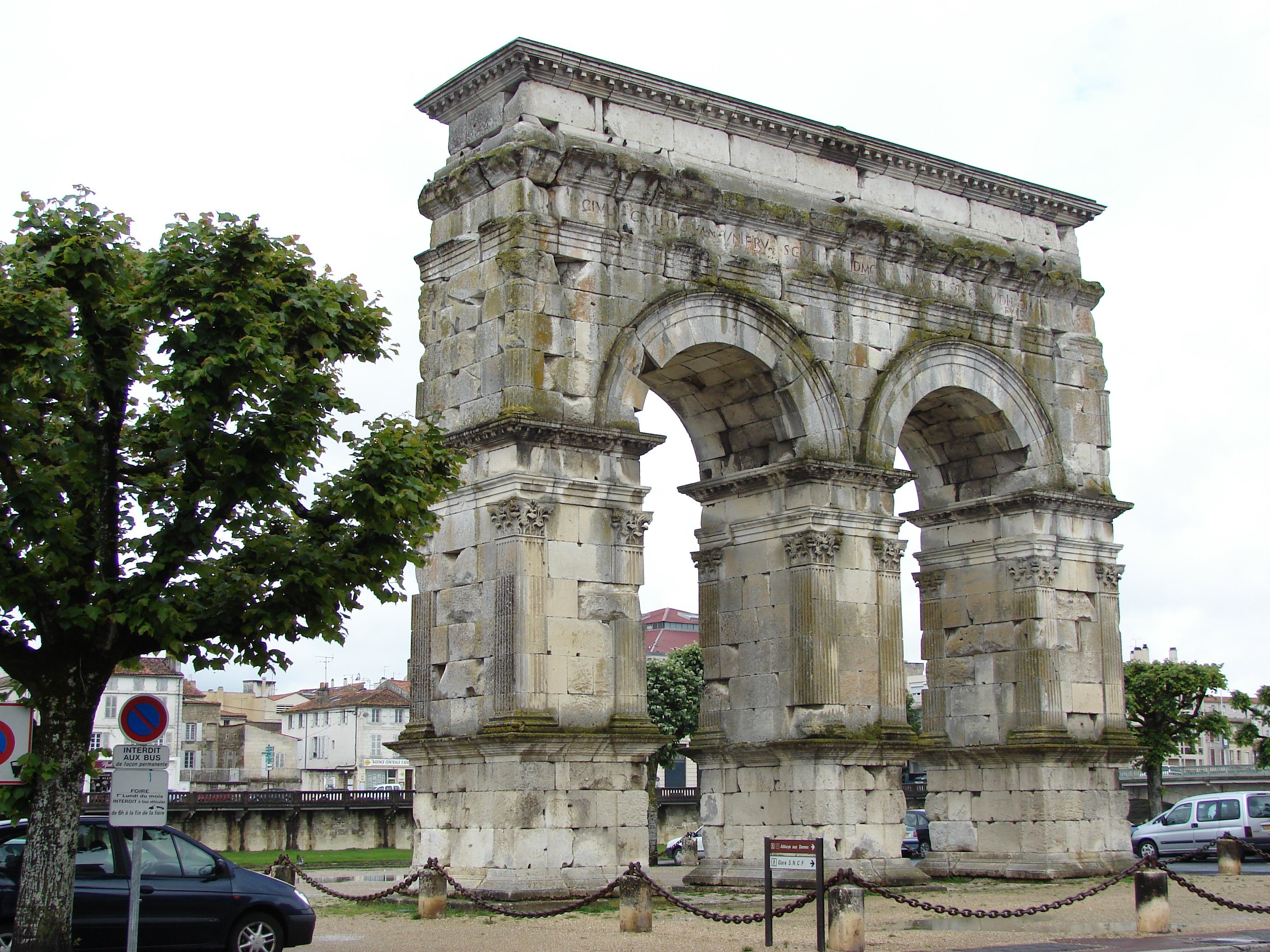
Arco di Germanico, del 18-19 d.C., Saintes
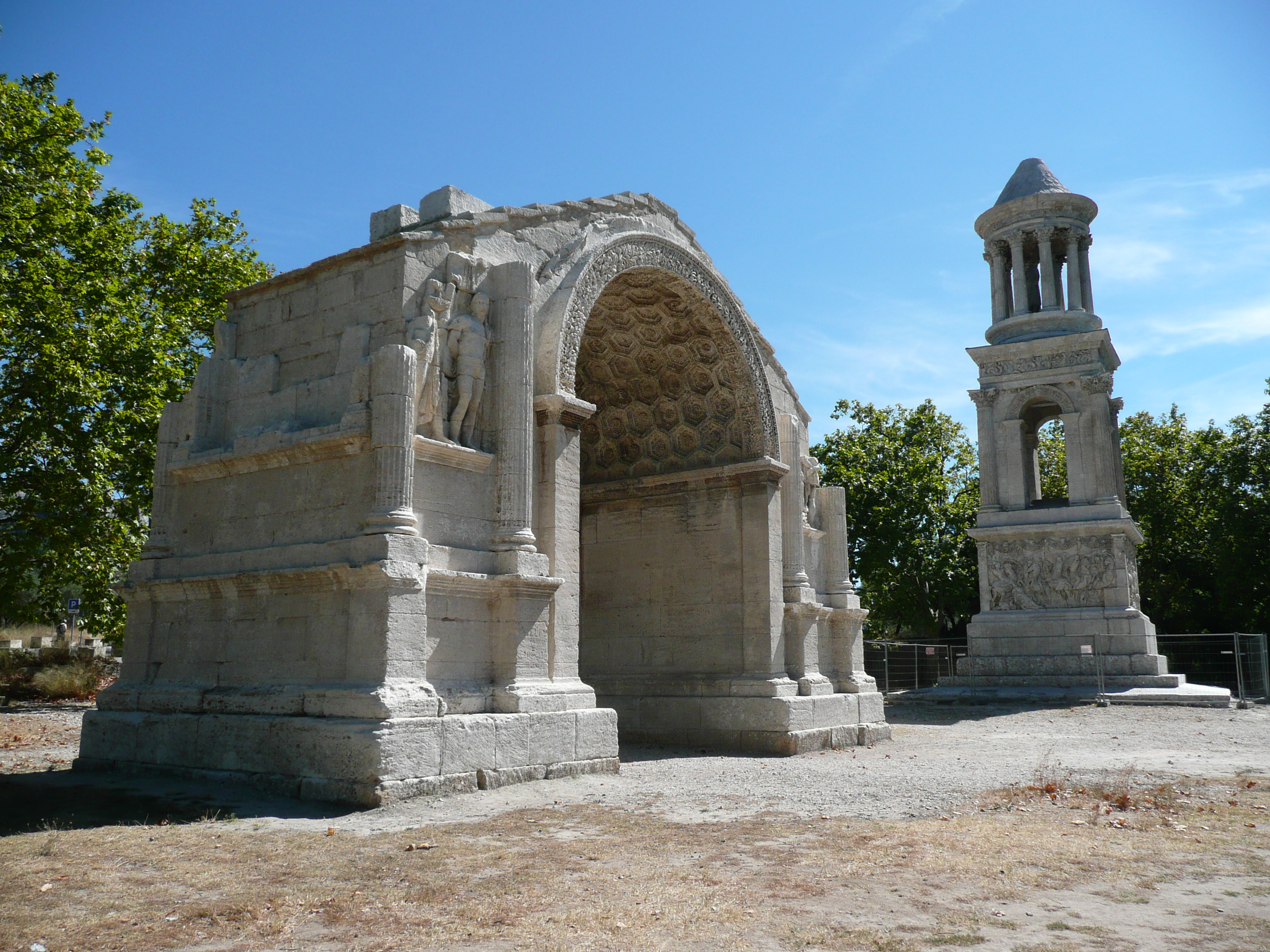
Arco di Glanum, I secolo d.C., Saint-Rémy-de-Provence
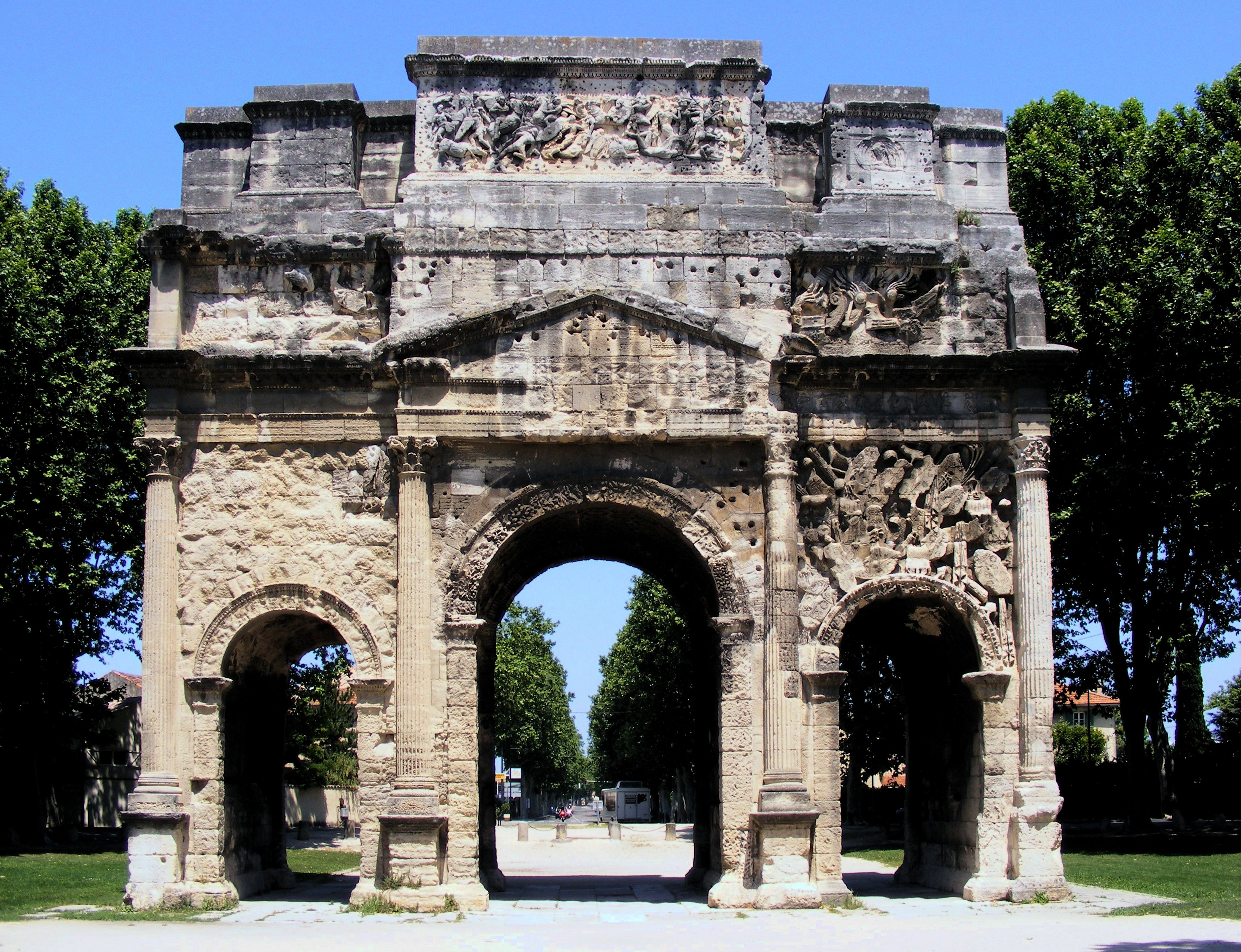
Arco di Orange, del 20-25 d.C., Orange
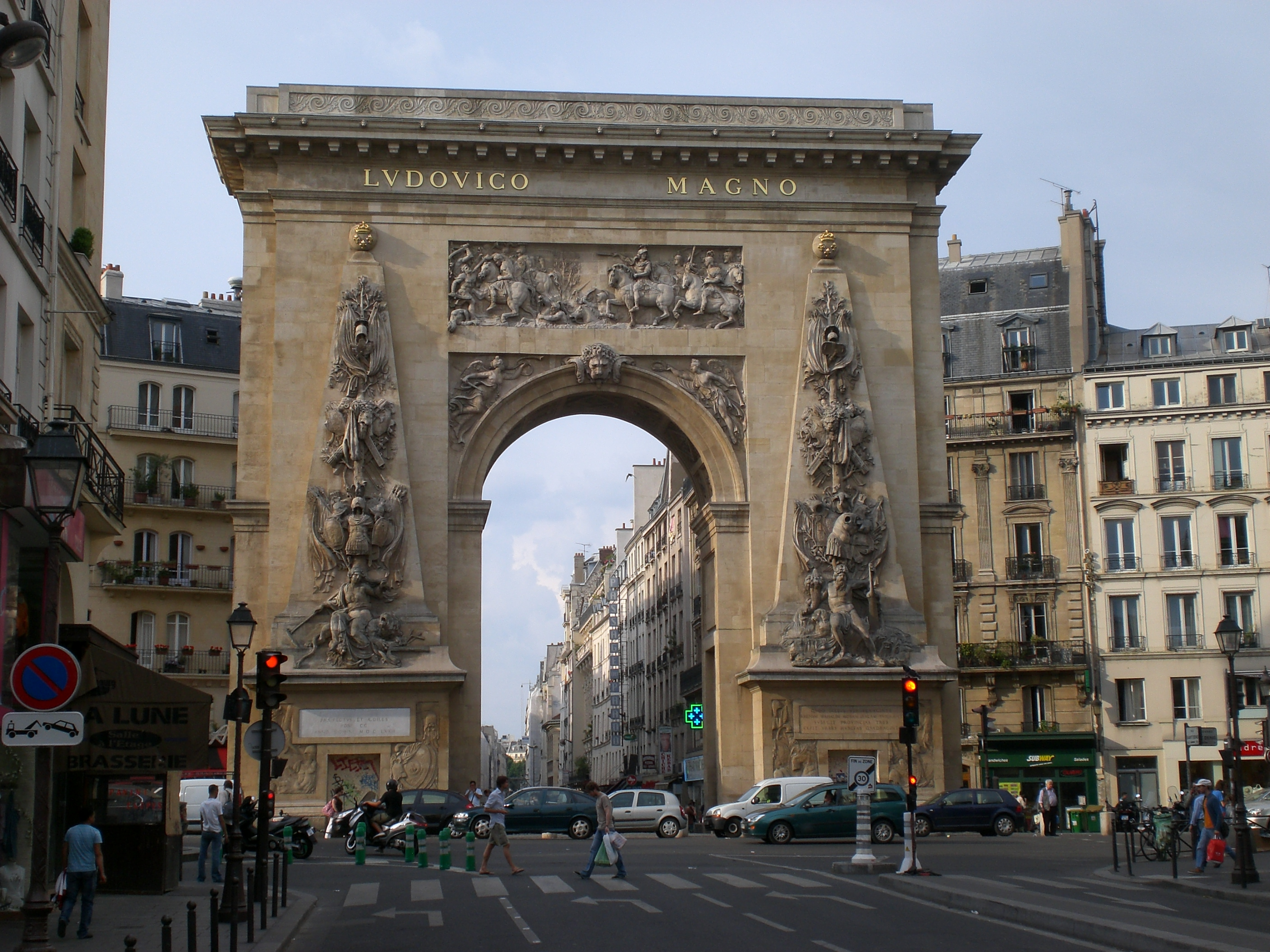
Porta di Saint Denis, del 1672, Parigi
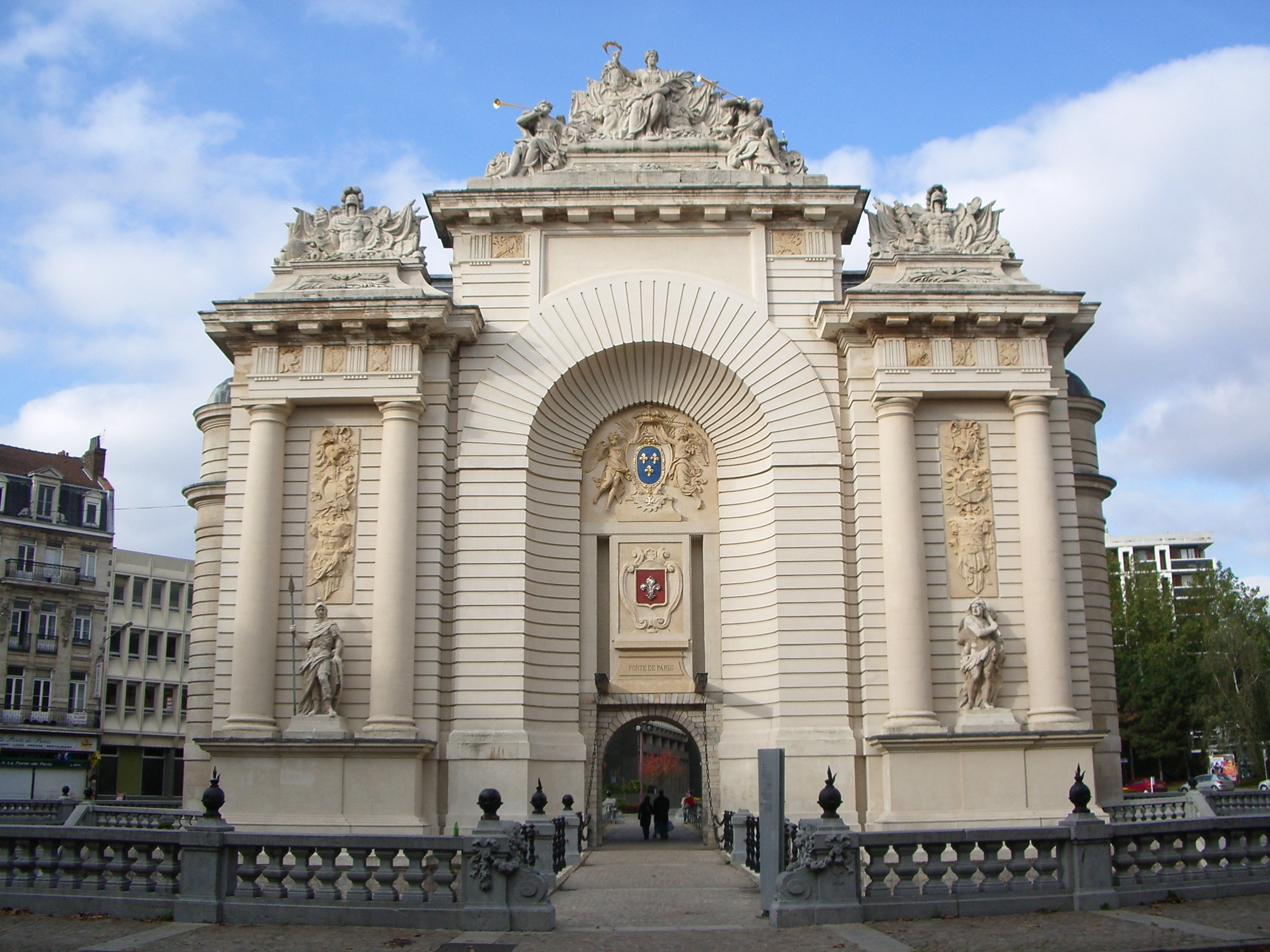
Porta di Parigi, del 1685-92, Lilla
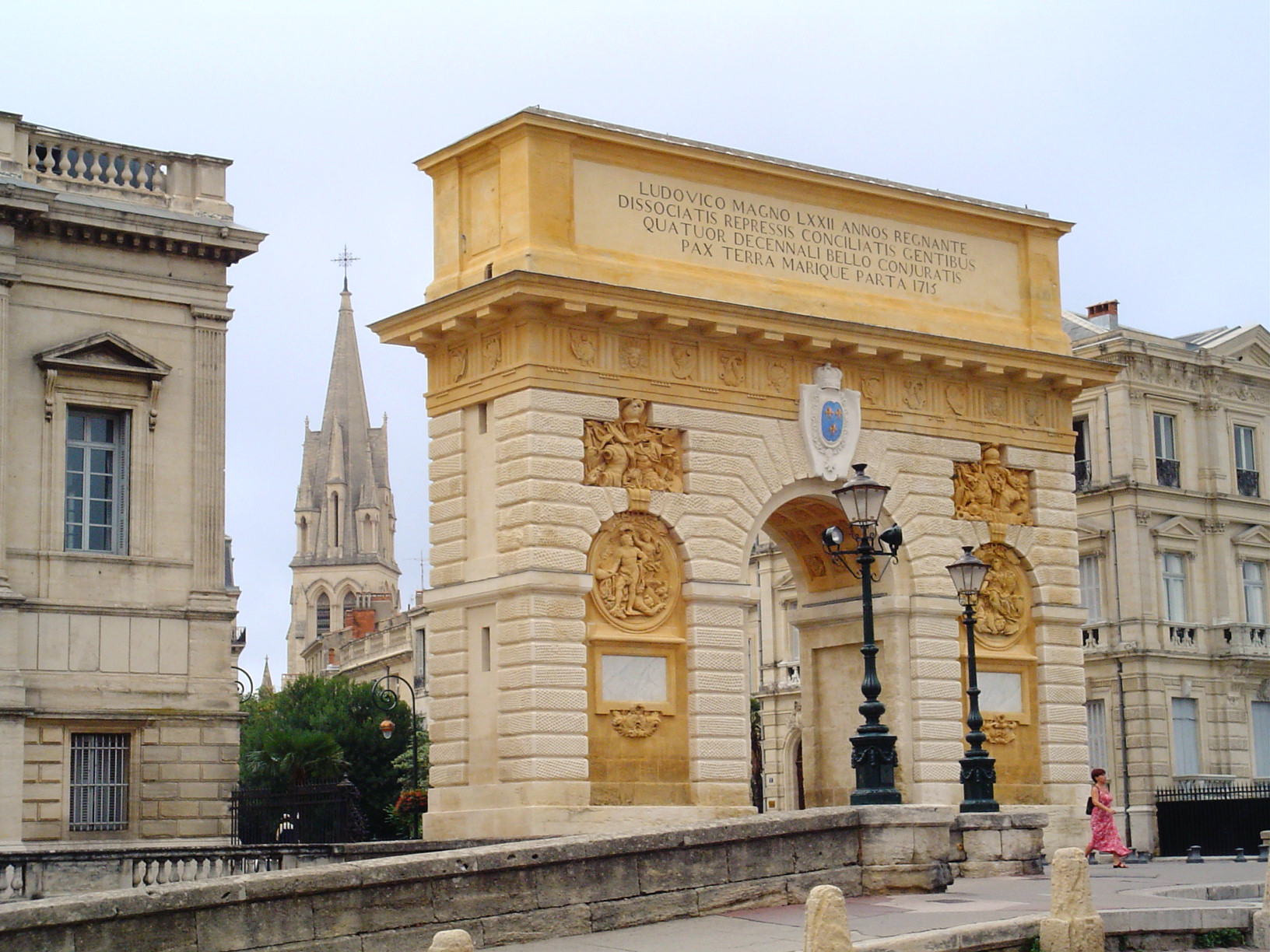
Porte du Peyrou, 1691, Montpellier
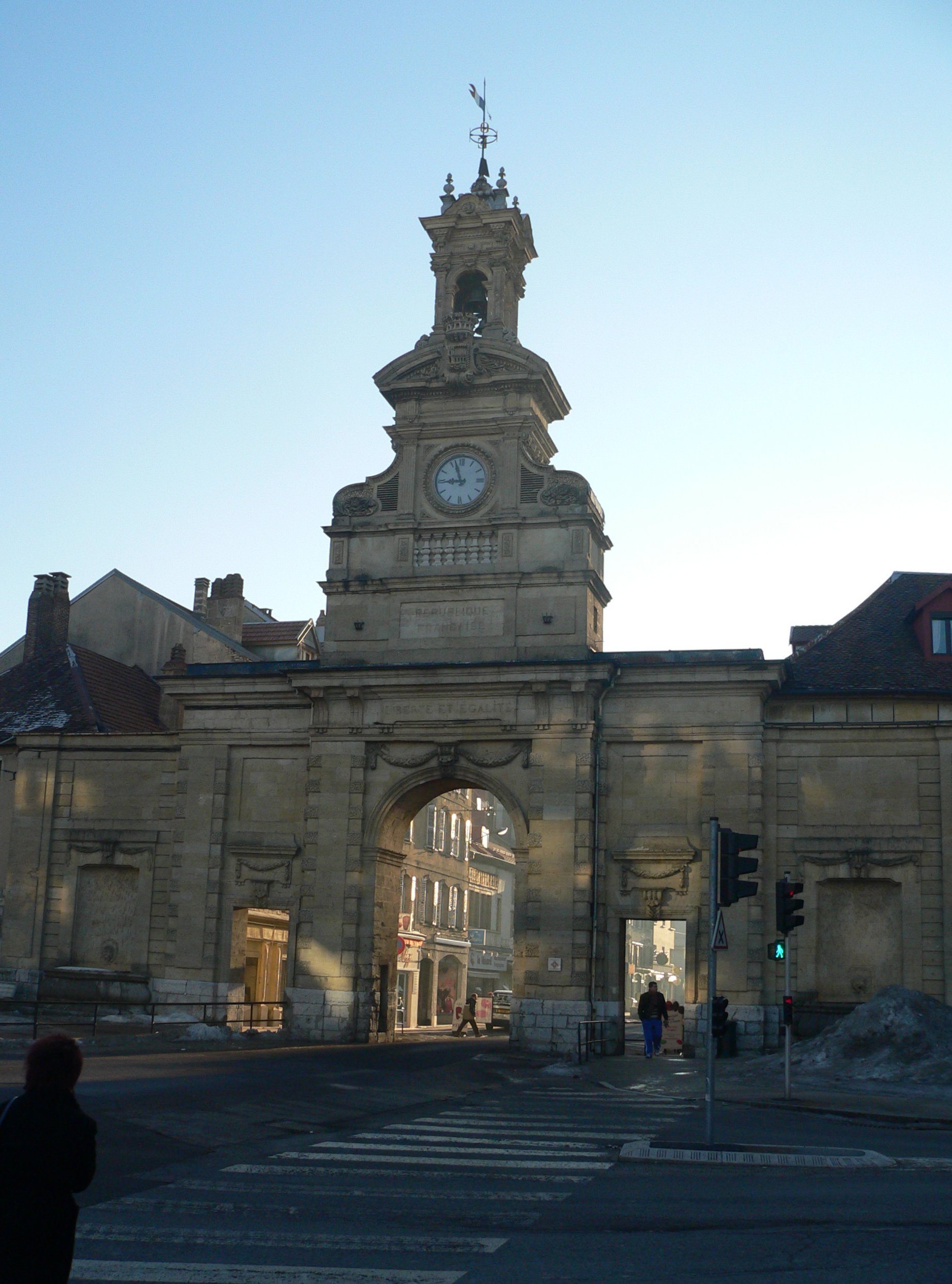
Porta di San Pietro, del XVIII secolo, Pontarlier
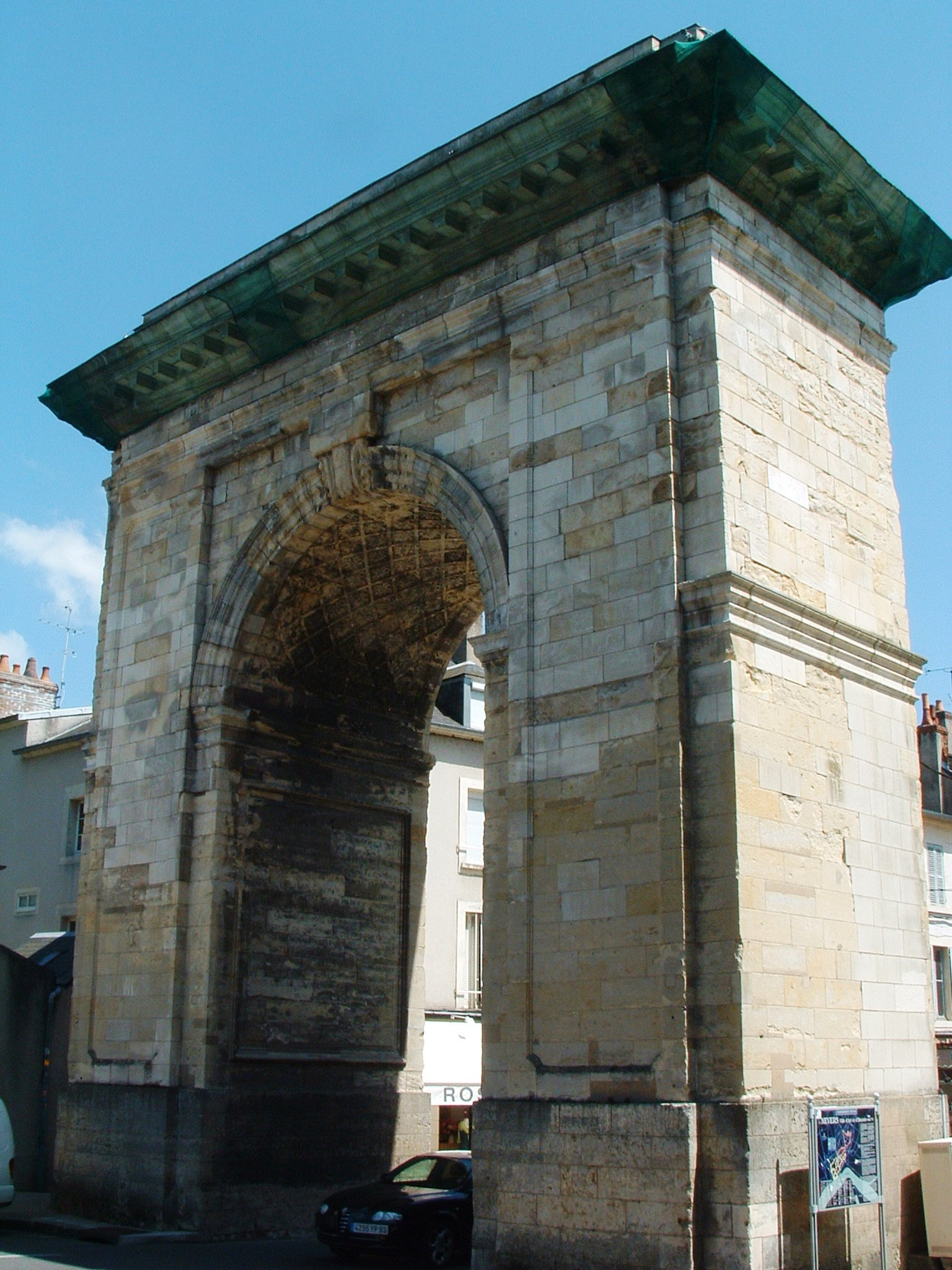
Porta di Parigi, del 1745, Nevers
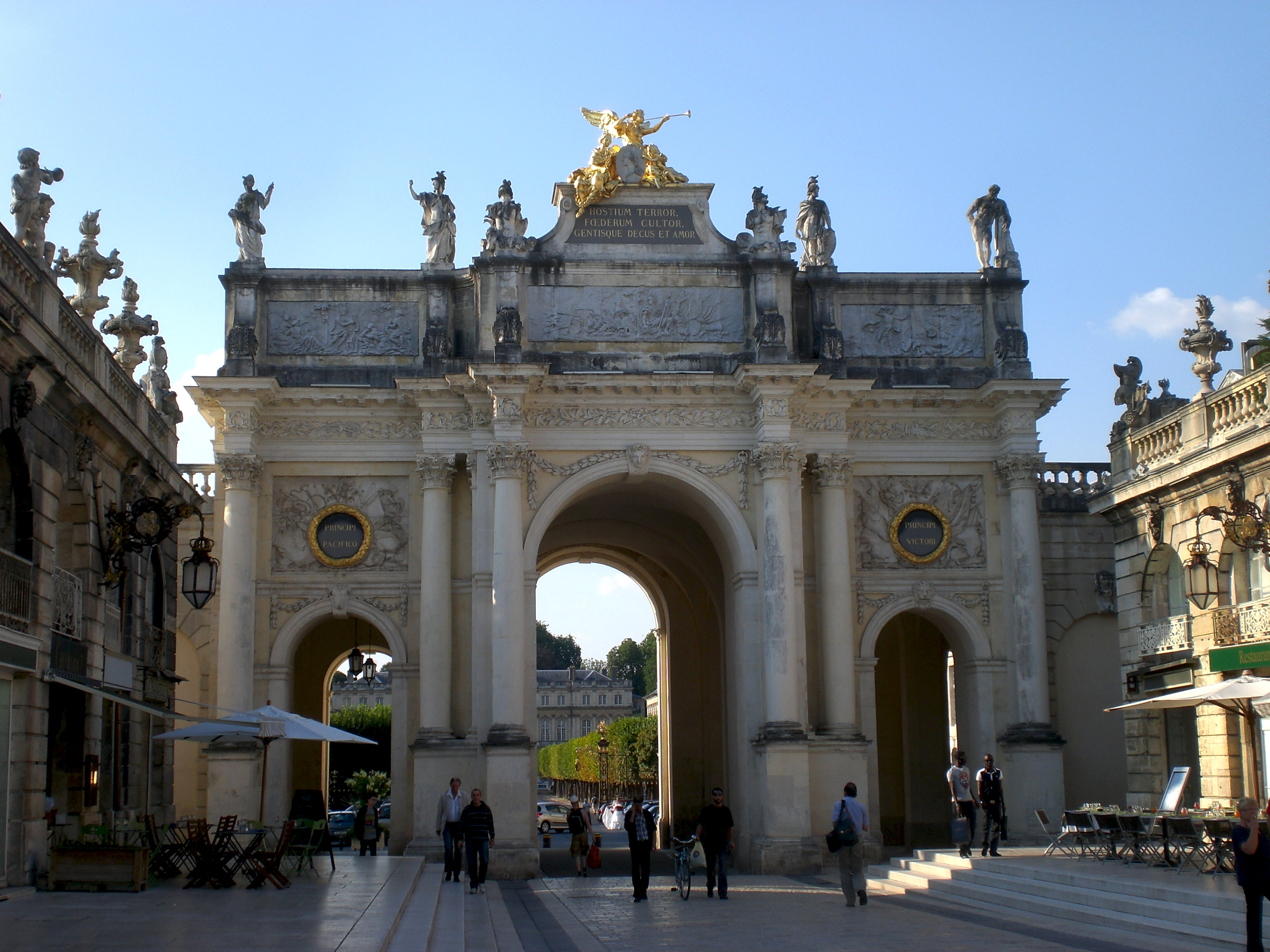
Arc Héré, del 1753-56, nella Place Stanislas di Nancy
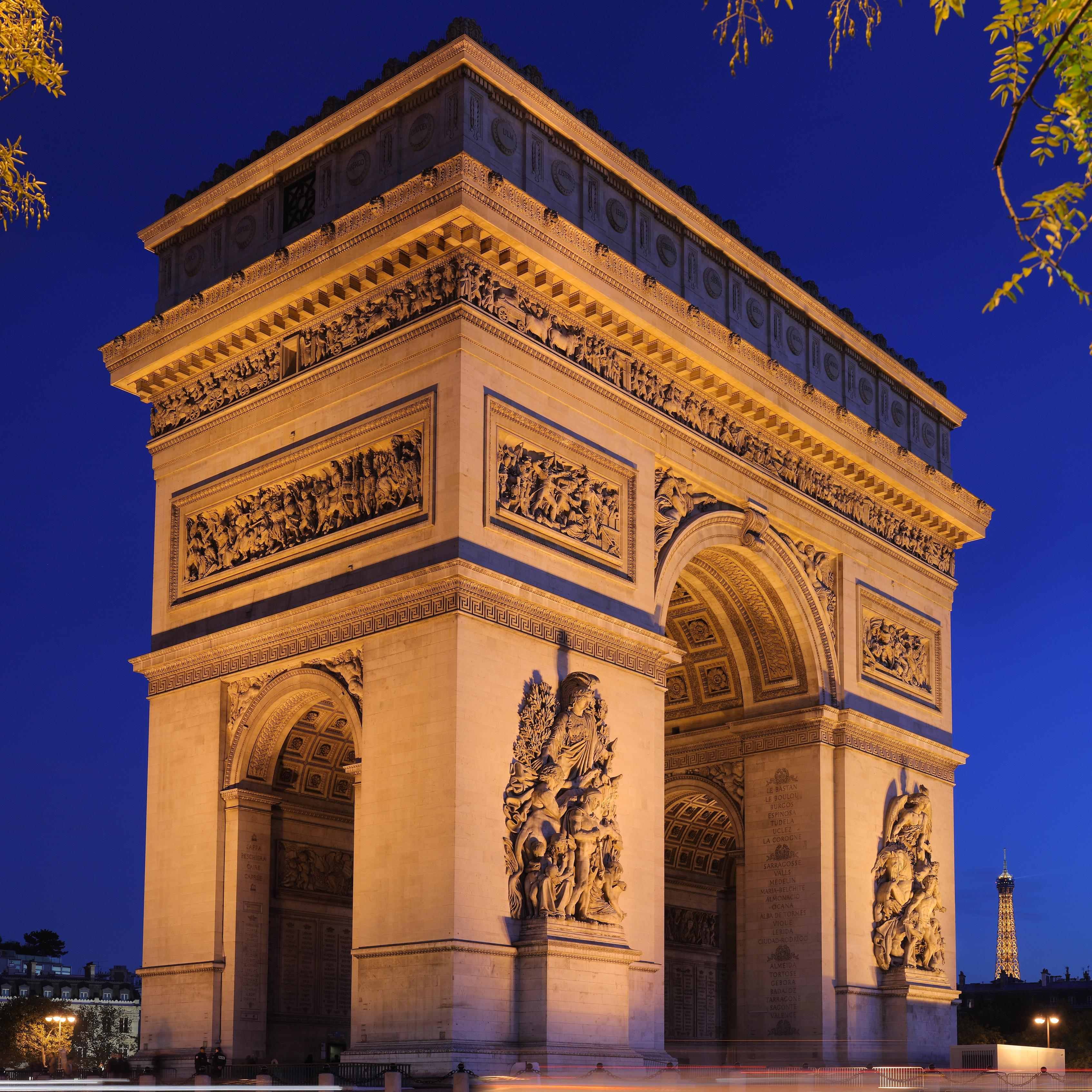
Arc de Triomphe, del 1806, Parigi
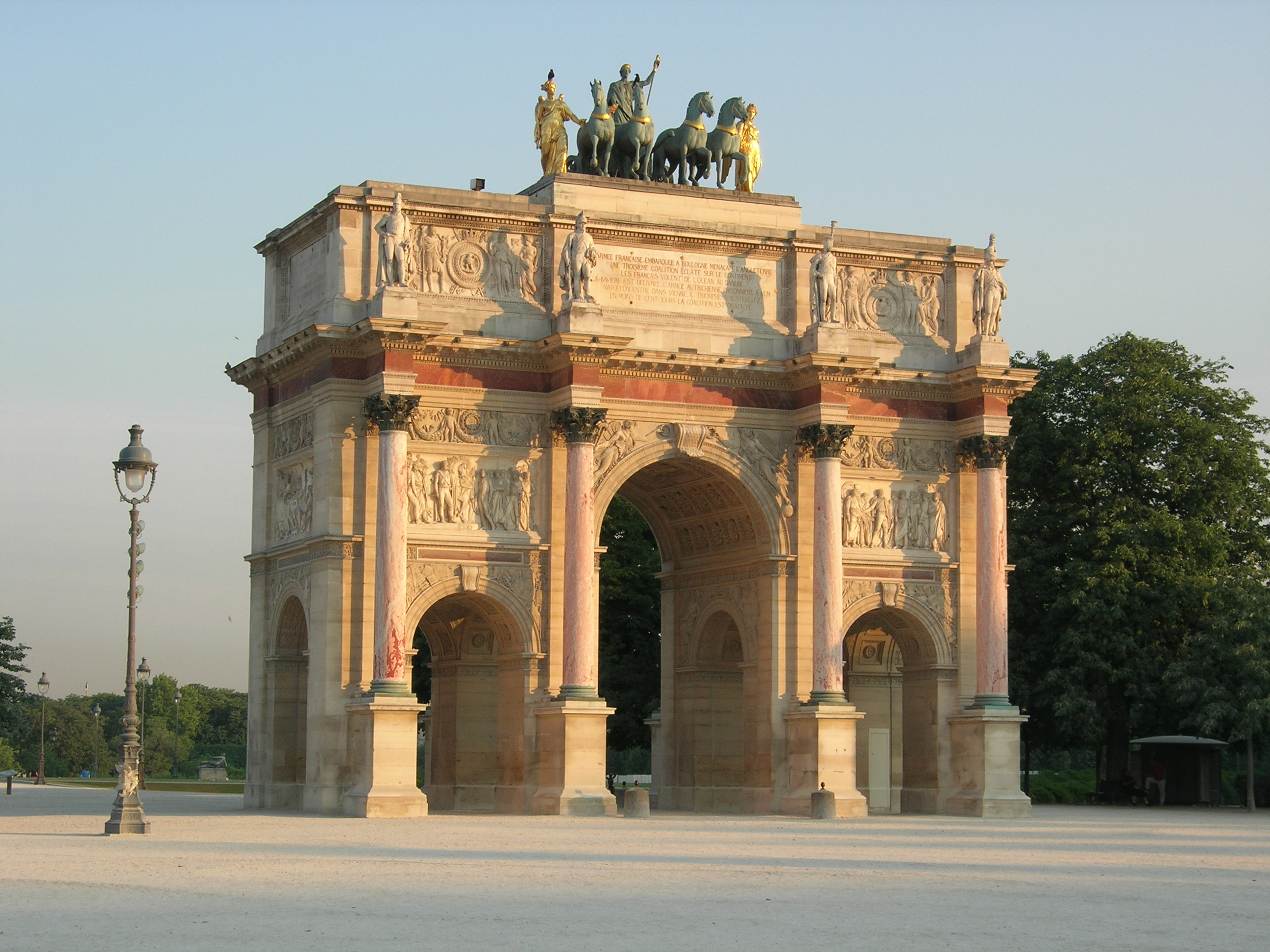
Arc de Triomphe du Carrousel, del 1807-09, a Parigi
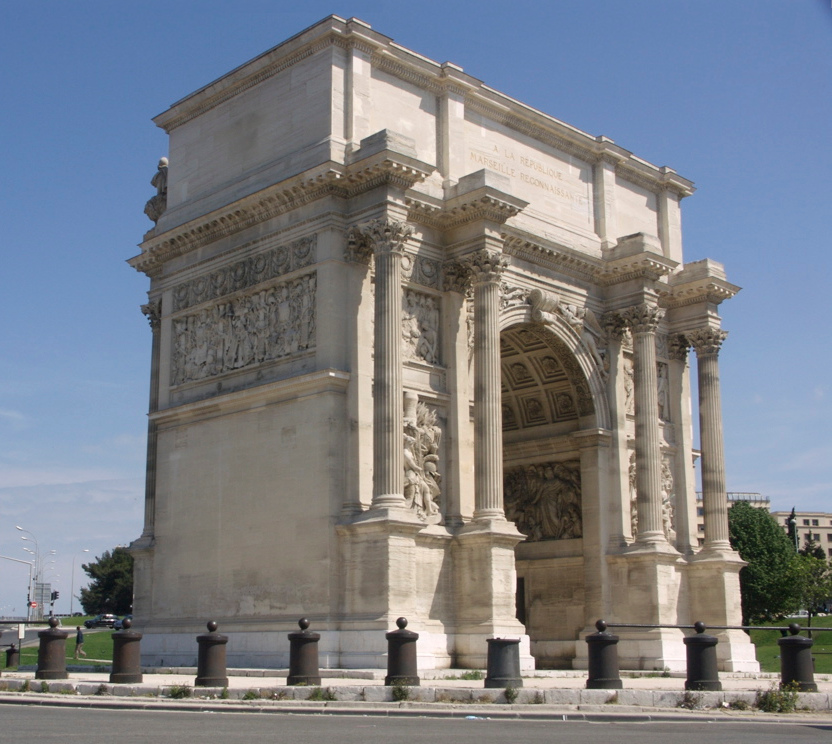
Porte di Aix a Marsiglia

 Gambia 
- Arco 22, Banjul  - Banjul, Arco 22

 Germania 
- Arco di Dativius Victor, Magonza
- Porta di Brandeburgo, Berlino
- Porta di Brandeburgo, Potsdam
- Siegestor, Monaco

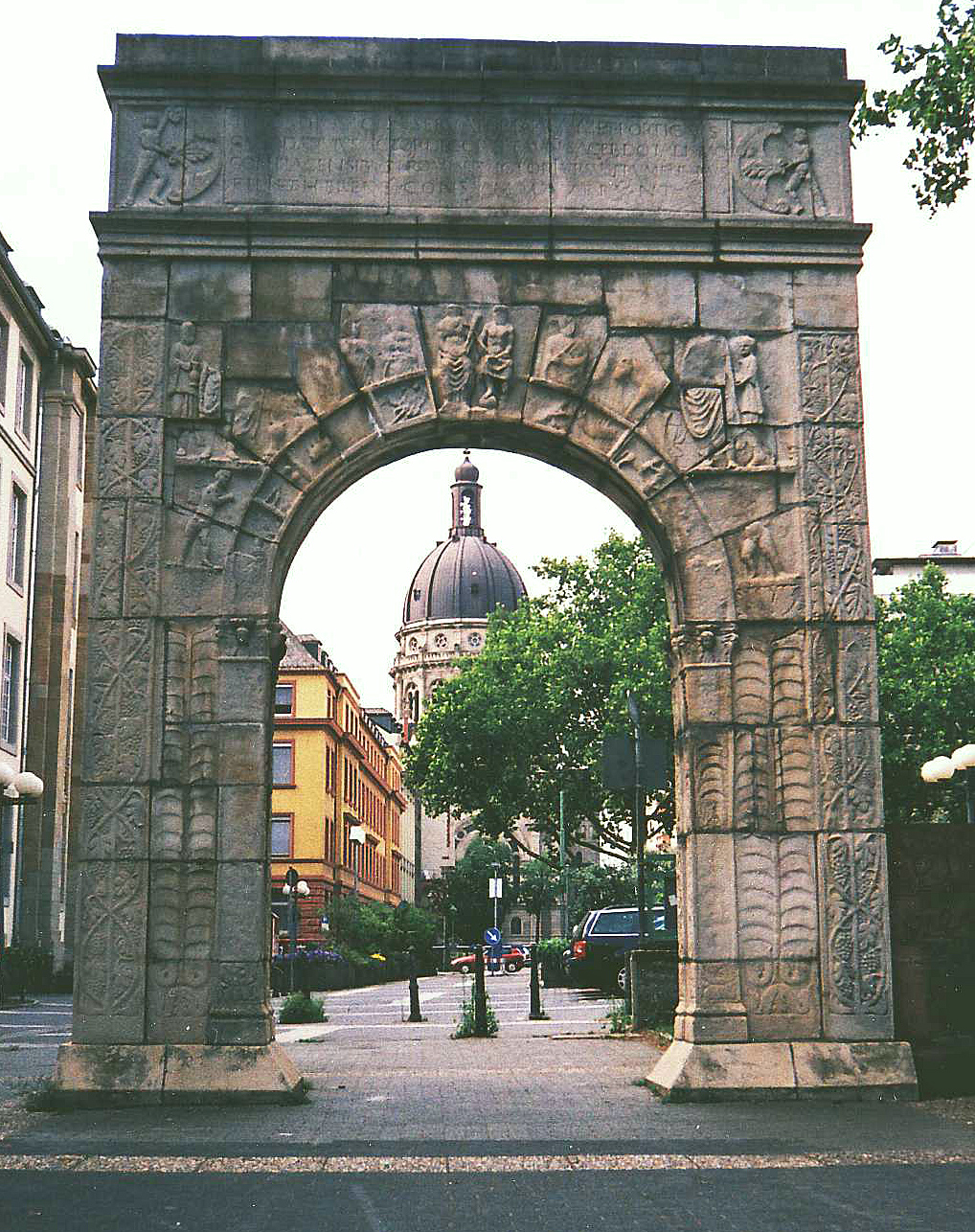
Arco di Dativius Victor
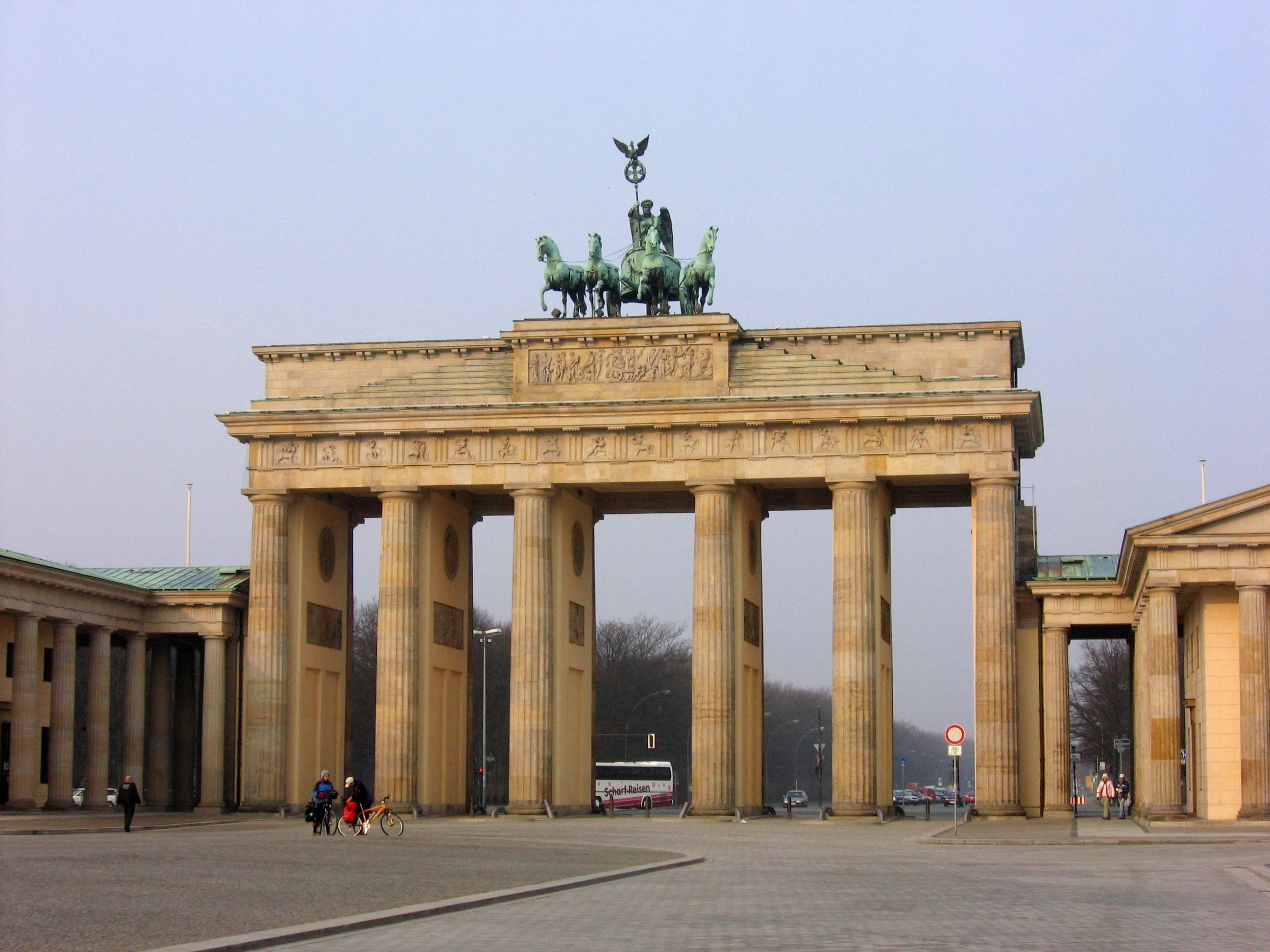
Porta di Brandeburgo, Berlino
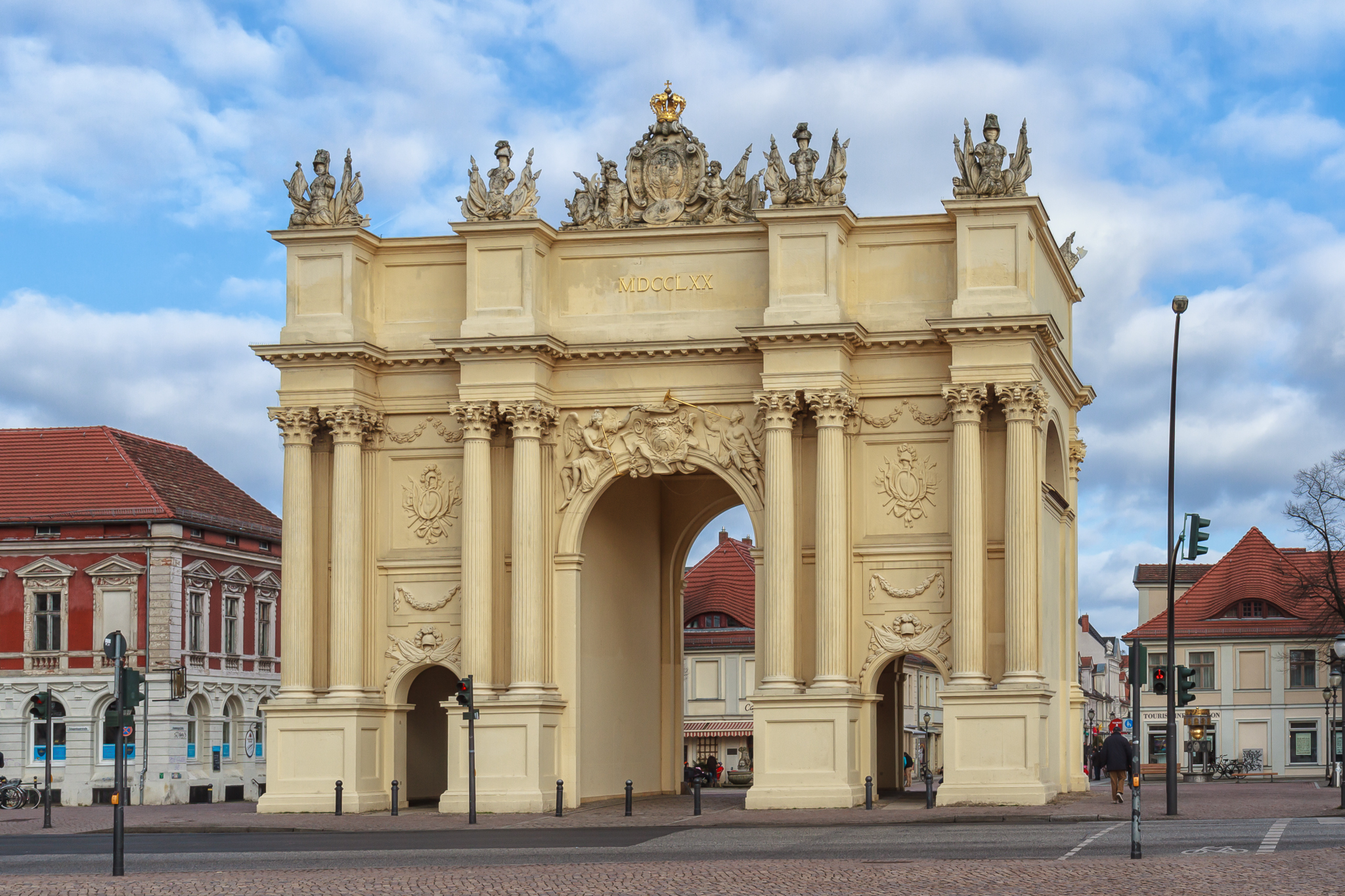
Porta di Brandeburgo, Potsdam Platz
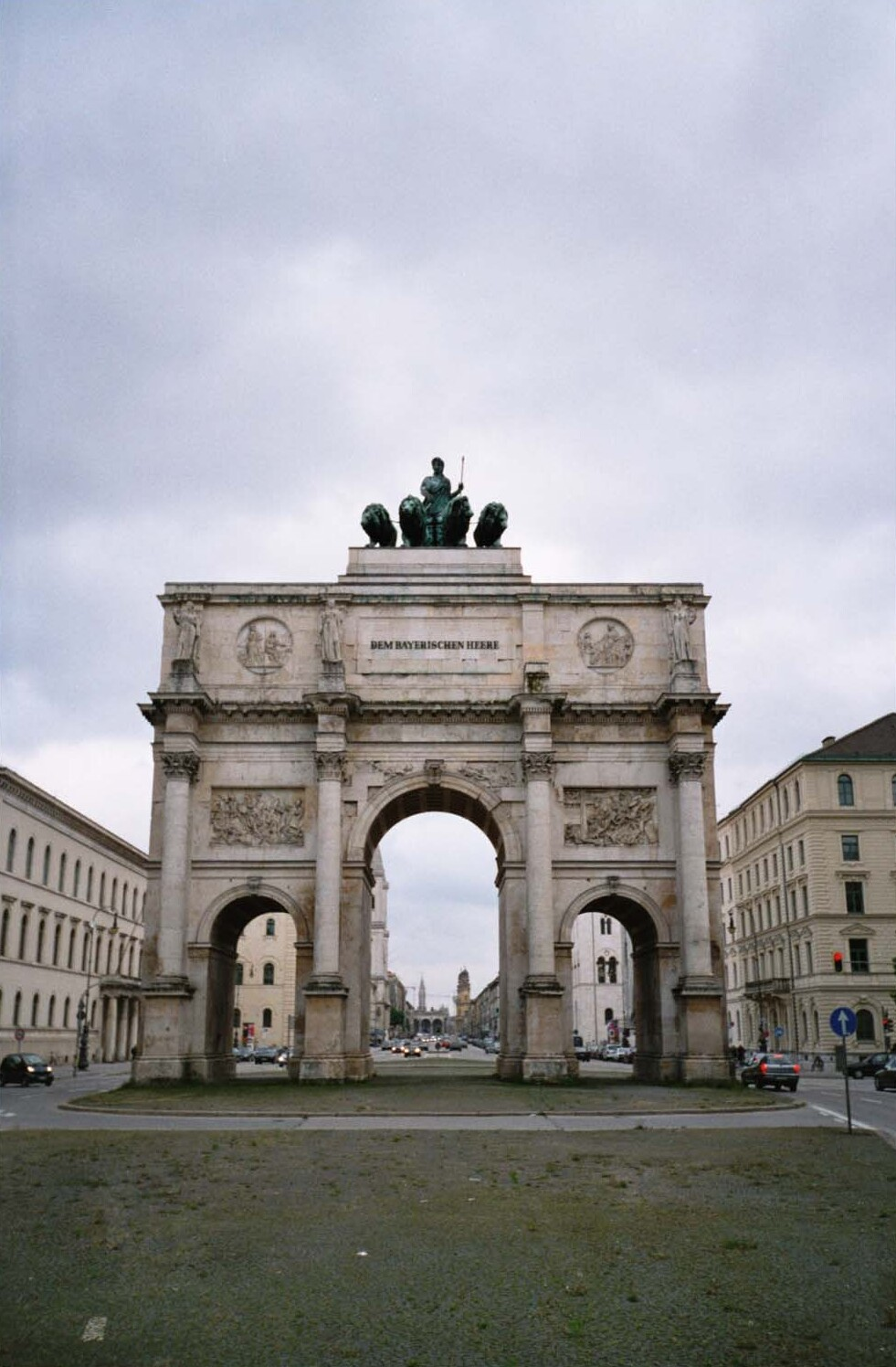
Siegestor, Monaco

 Ghana 
- Arco dell'Indipendenza, Accra

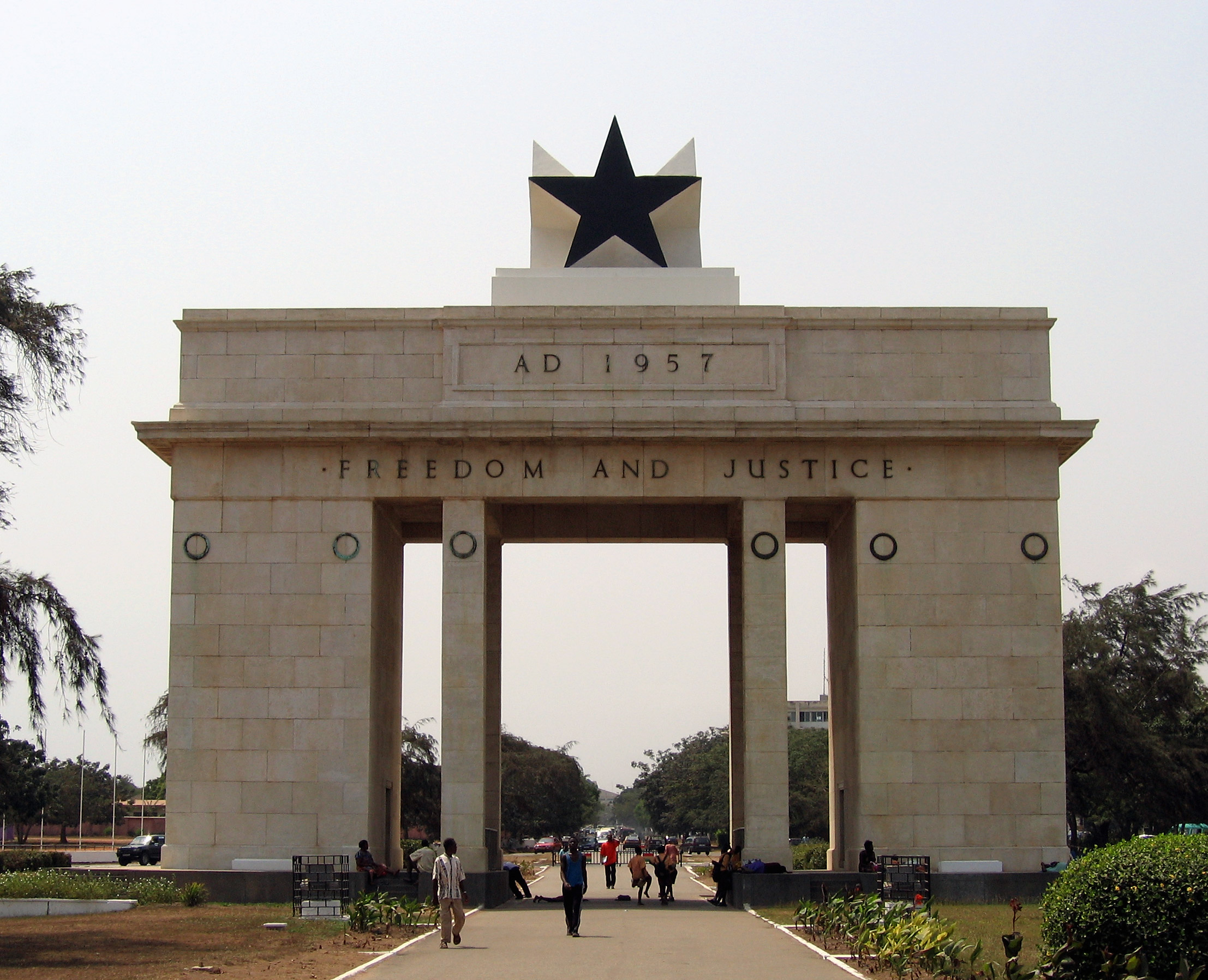
Accra, arco dell'indipendenza

 Giordania 
- Arco di Adriano, Gerasa
- Tetrapylon Settentrionale, Gerasa

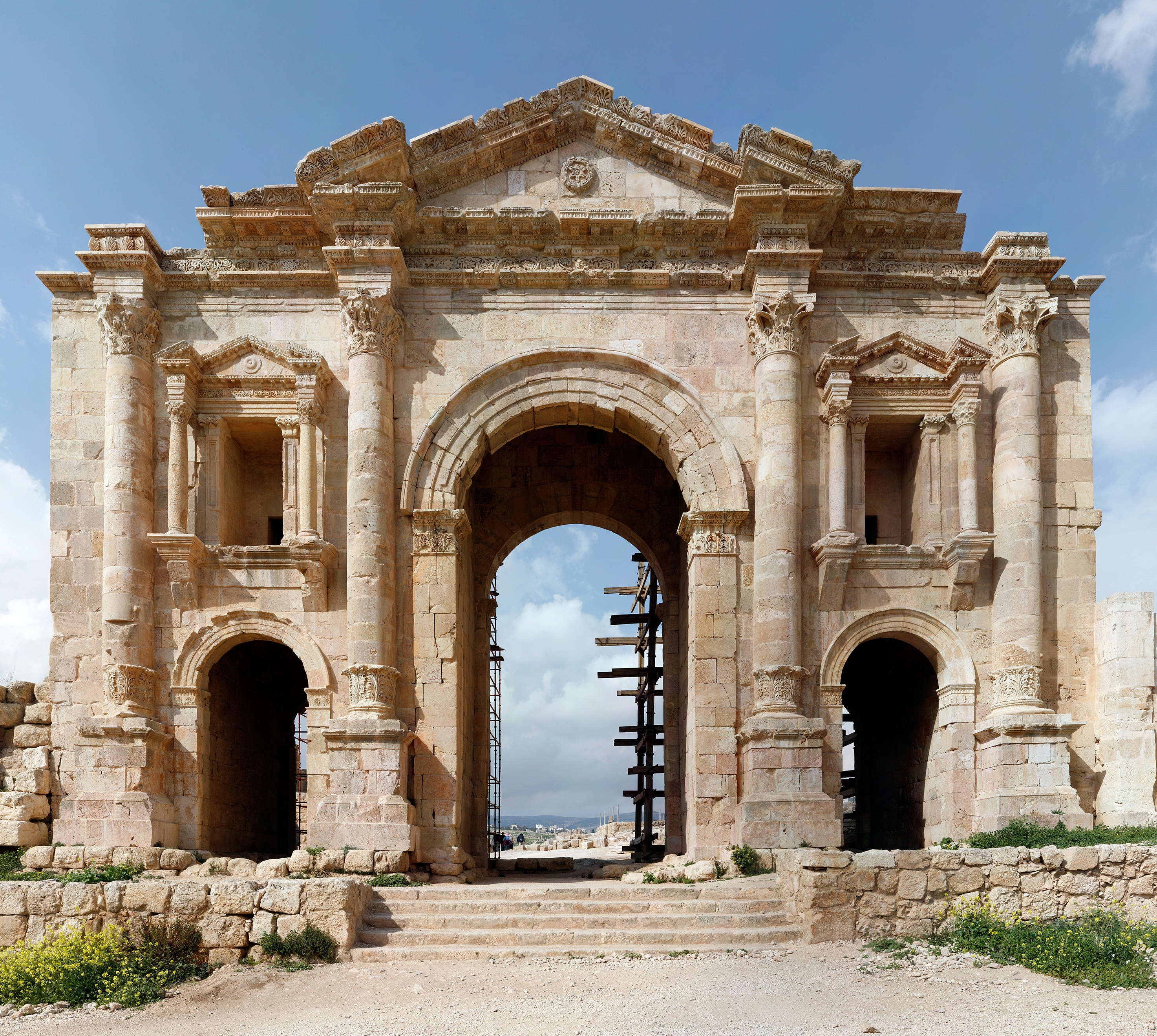
Gerasa, Arco di Adriano
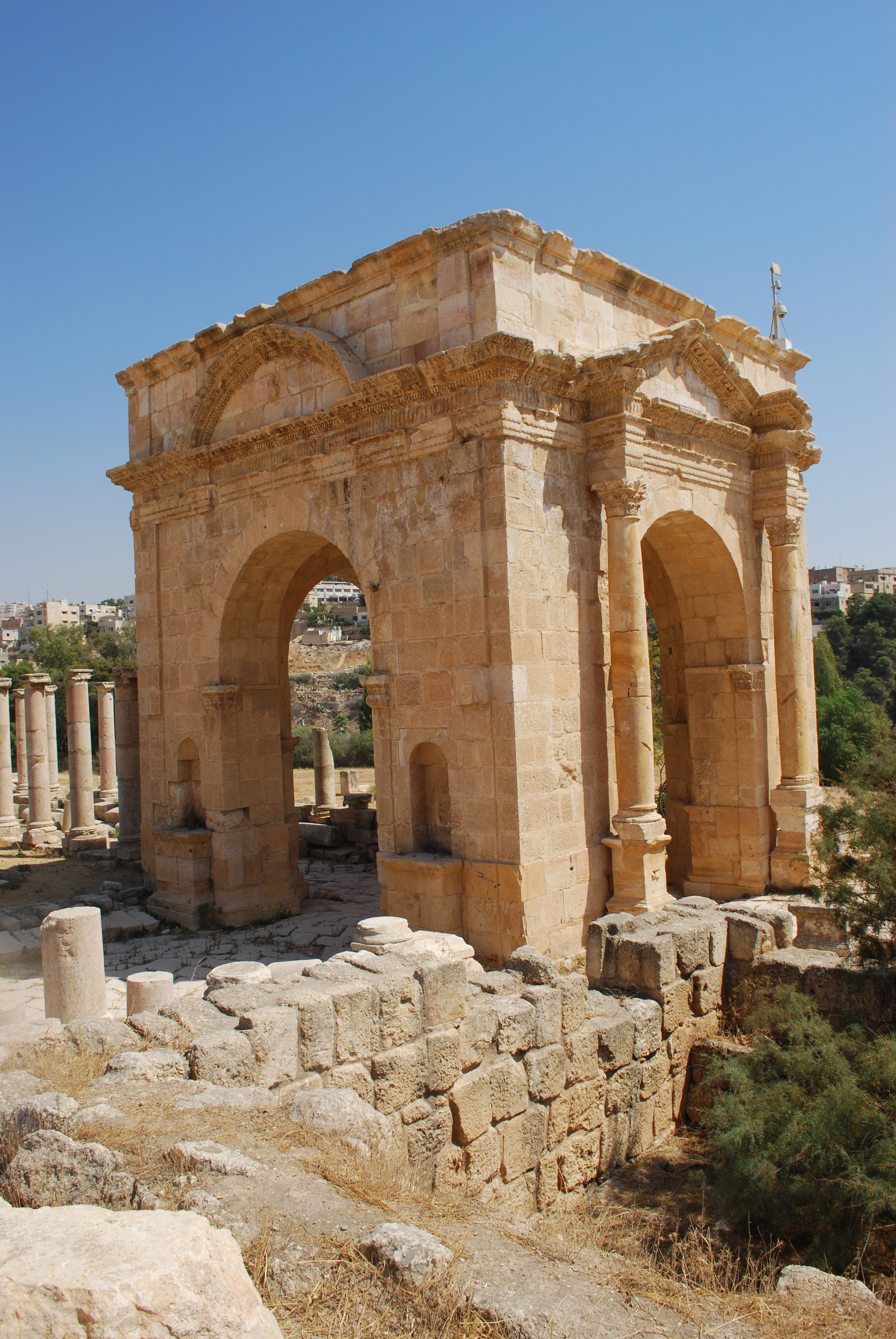
Gerasa, Tetrapylon Settentrionale

 Grecia 
- Arco di Galerio, Salonicco
- Arco di Adriano (anche Porta di Adriano), Atene

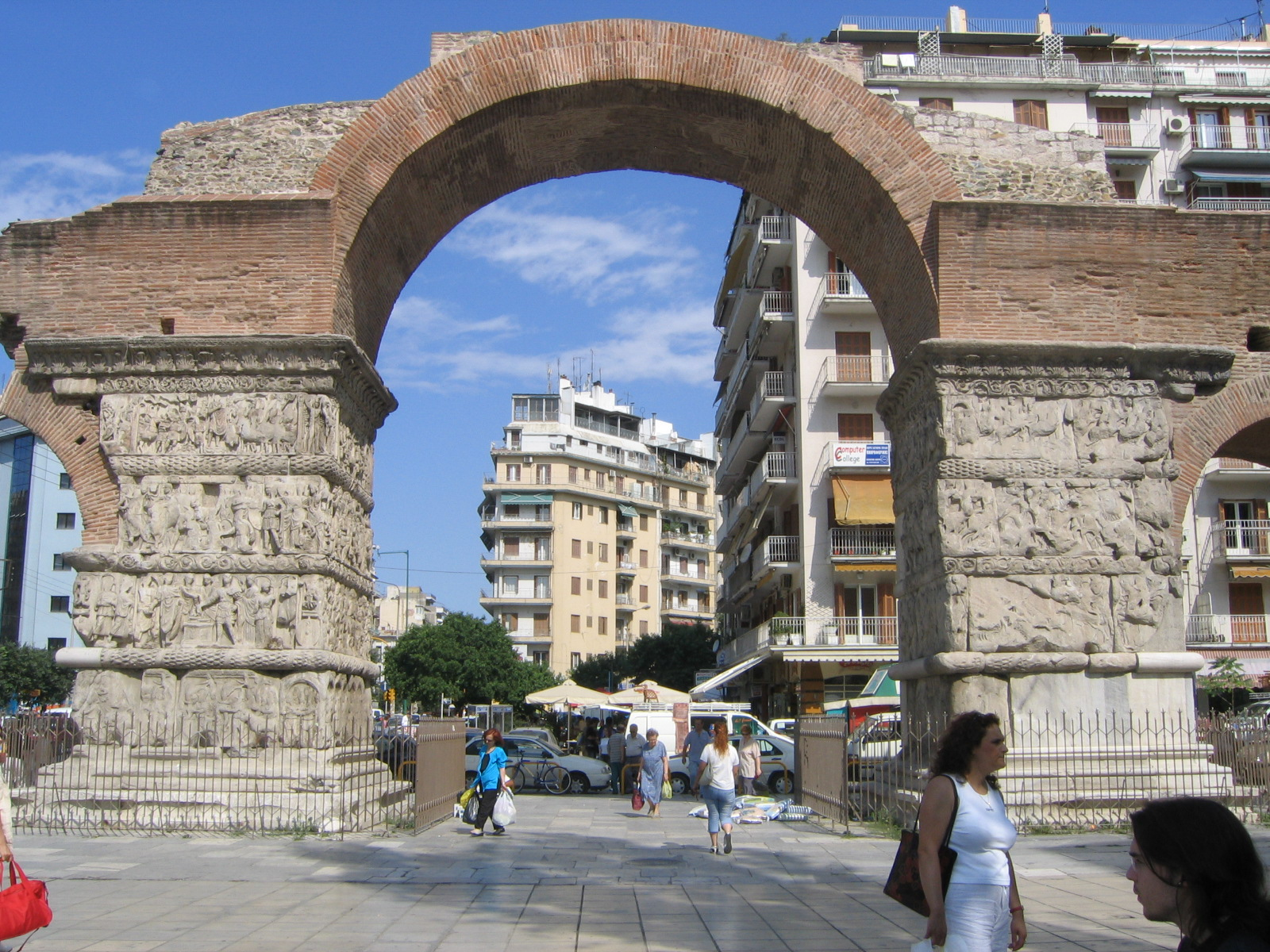
Salonicco, Arco di Galerio
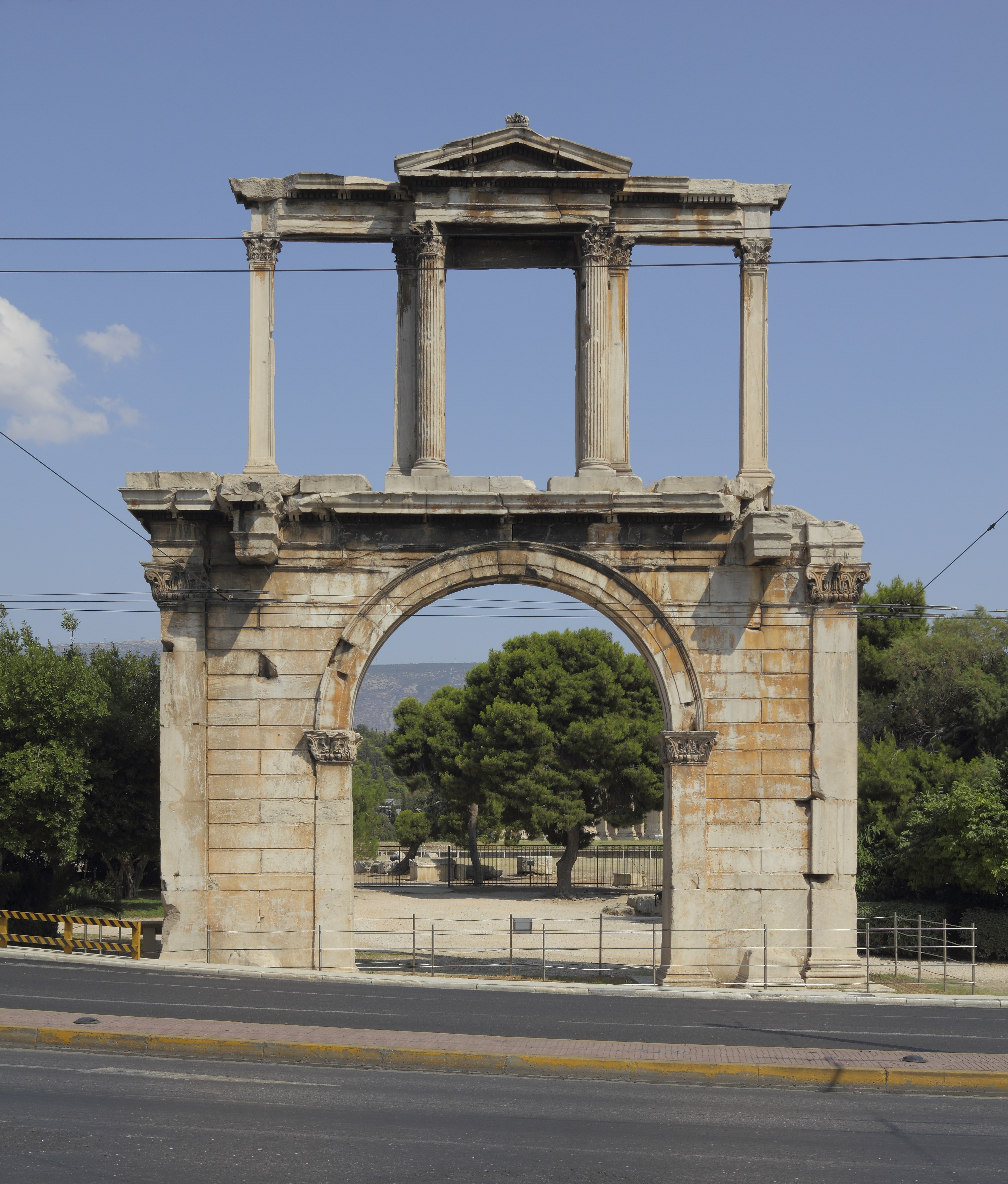
Atene, Arco di Adriano

 India 
- Portale dell'India, Mumbai
- Porta dell'India, Nuova Delhi

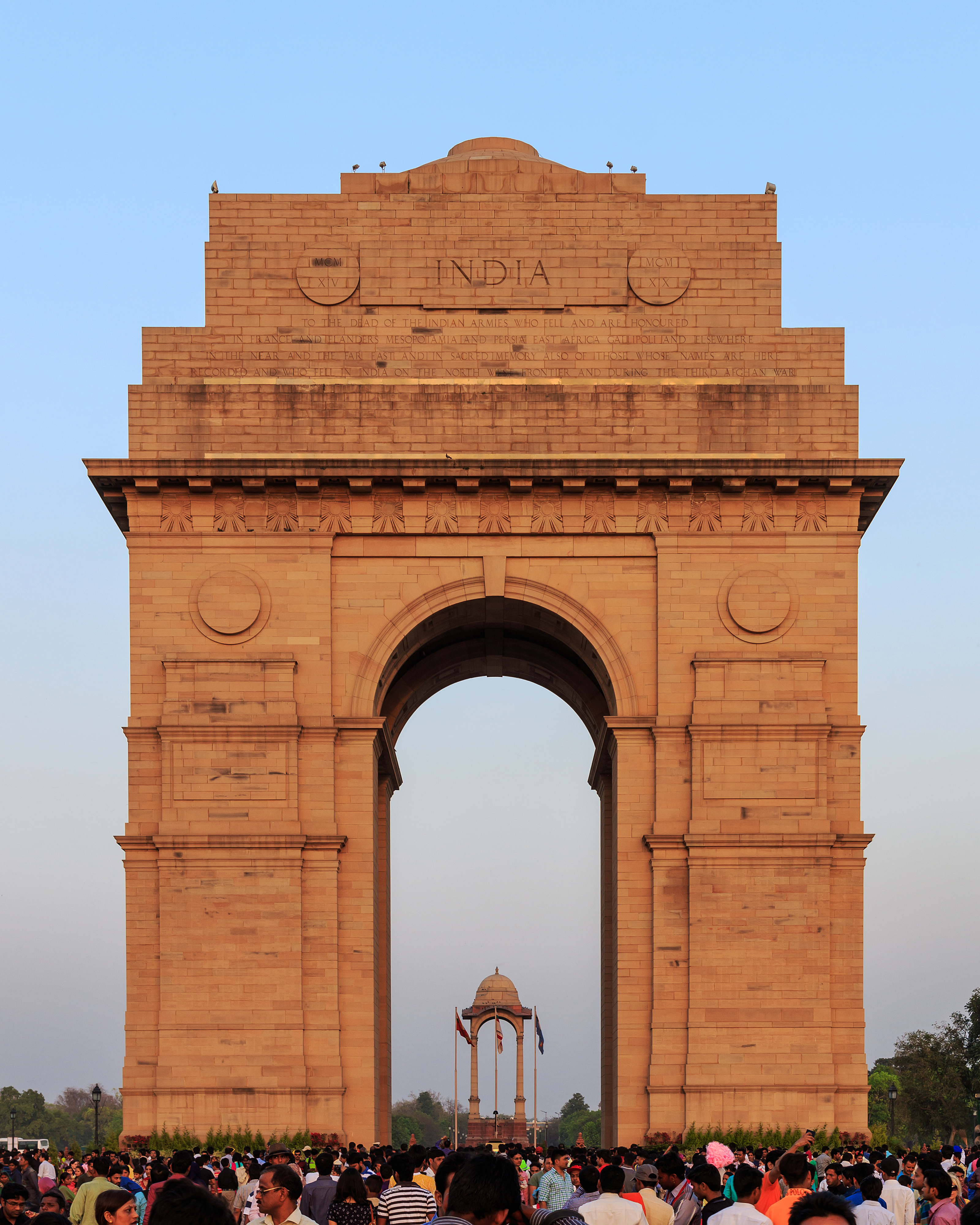
Nuova Delhi, la Porta dell'India

 Iraq 
- Mani della Vittoria, Baghdad

 Irlanda 

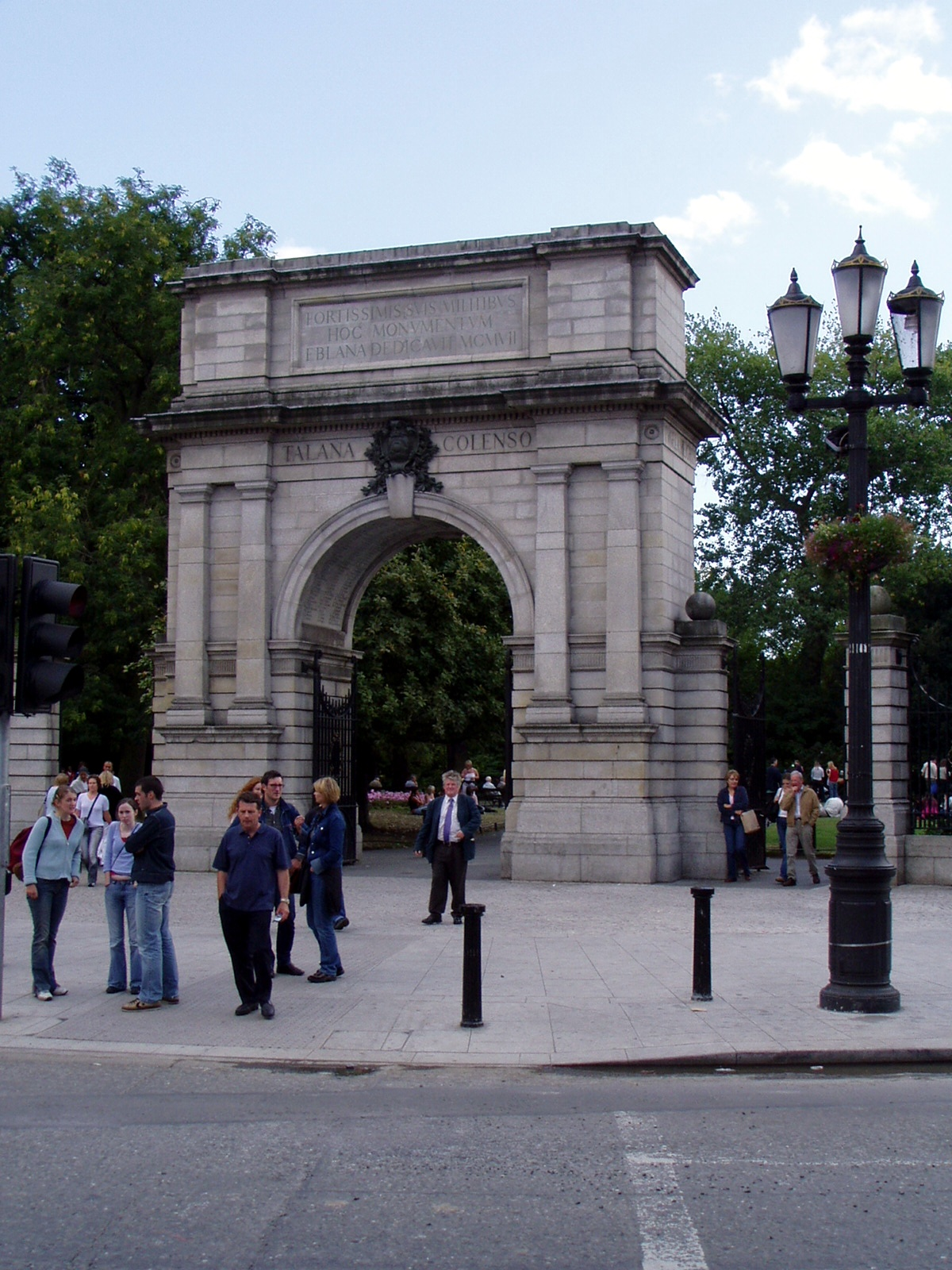
Fusilier's Arch, Dublino  - Dublino, Fusilier's Arch

 Italia 
 Archi antichi a Roma 
- Arco di Costantino, Roma, presso il Colosseo, a tre fornici.
- Arco di Gallieno, Roma.
- Arco di Giano, Roma, Velabro, tetrapilo, nel Foro Boario.
- Arco di Settimio Severo, Roma, nel Foro Romano.
- Arco di Tito, Roma, nel Foro Romano.
- Arco degli Argentari, Roma, nel Foro Boario.

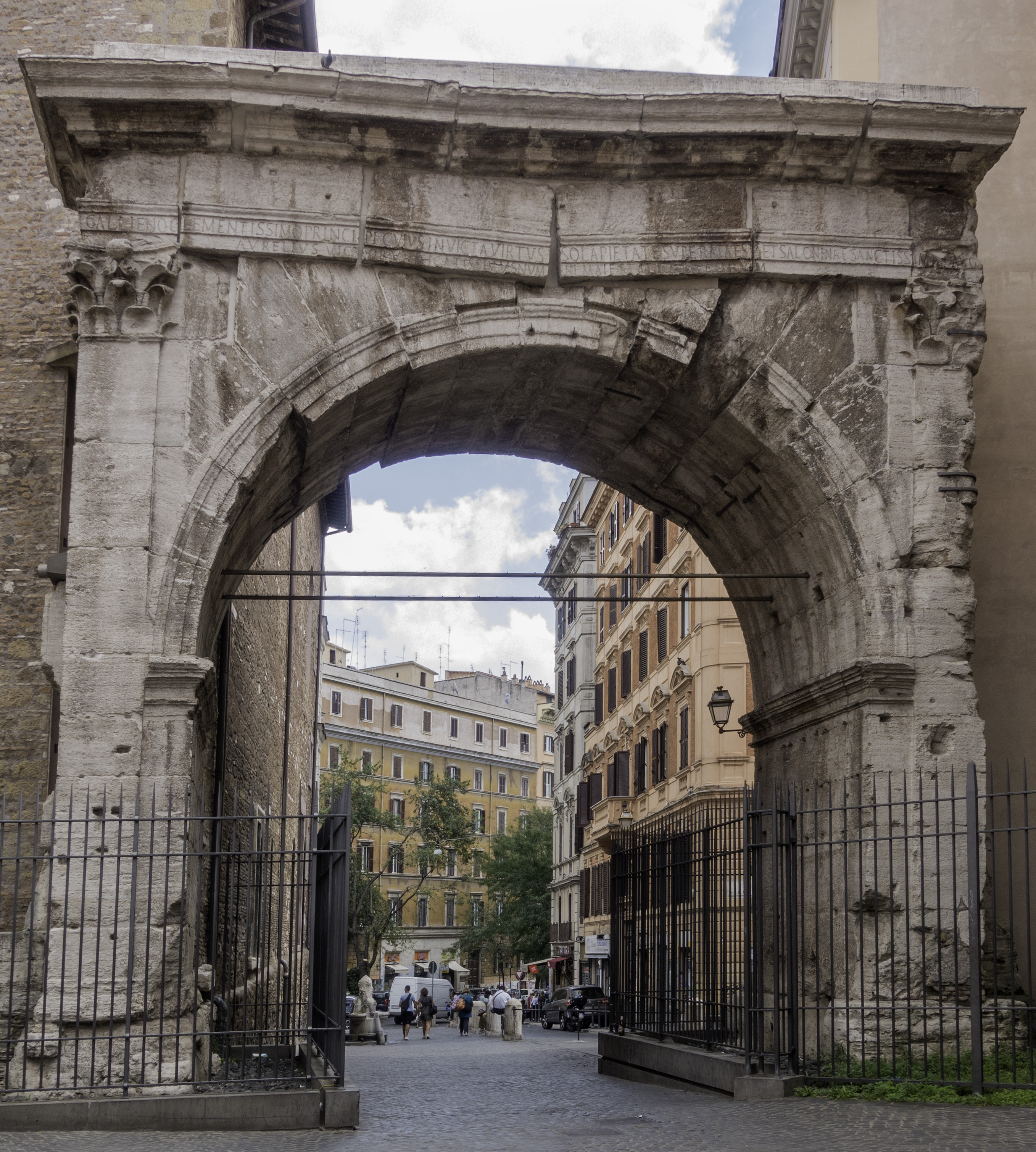
Arco di Gallieno
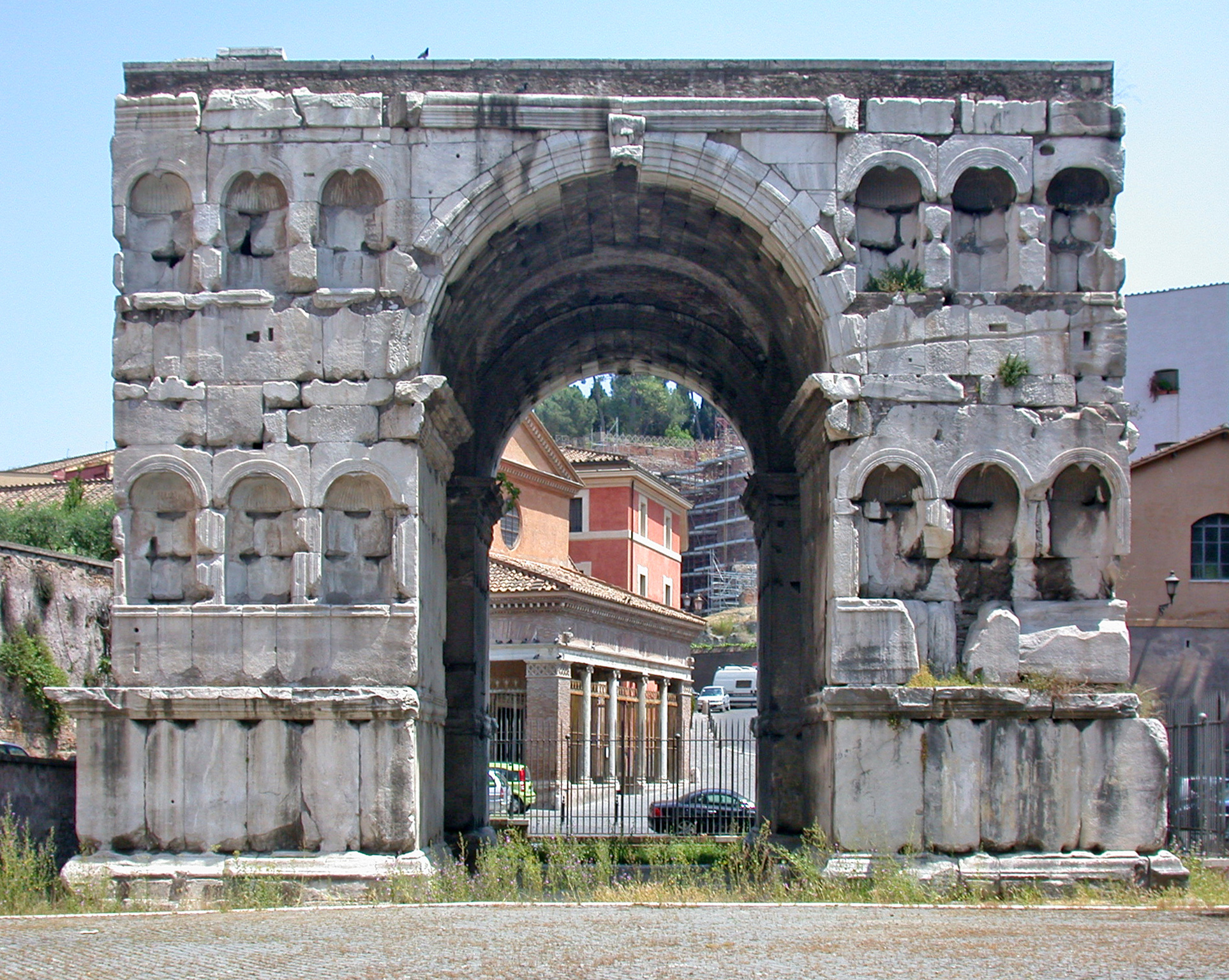
Arco di Giano
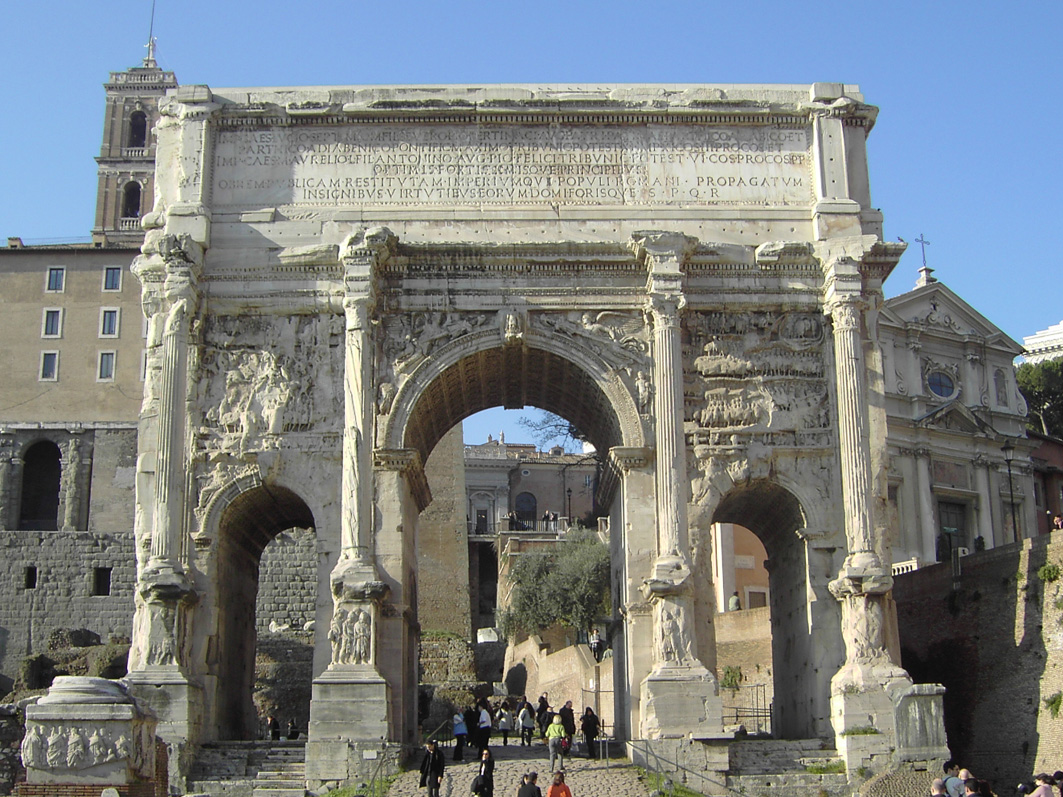
Arco di Settimio Severo al Foro
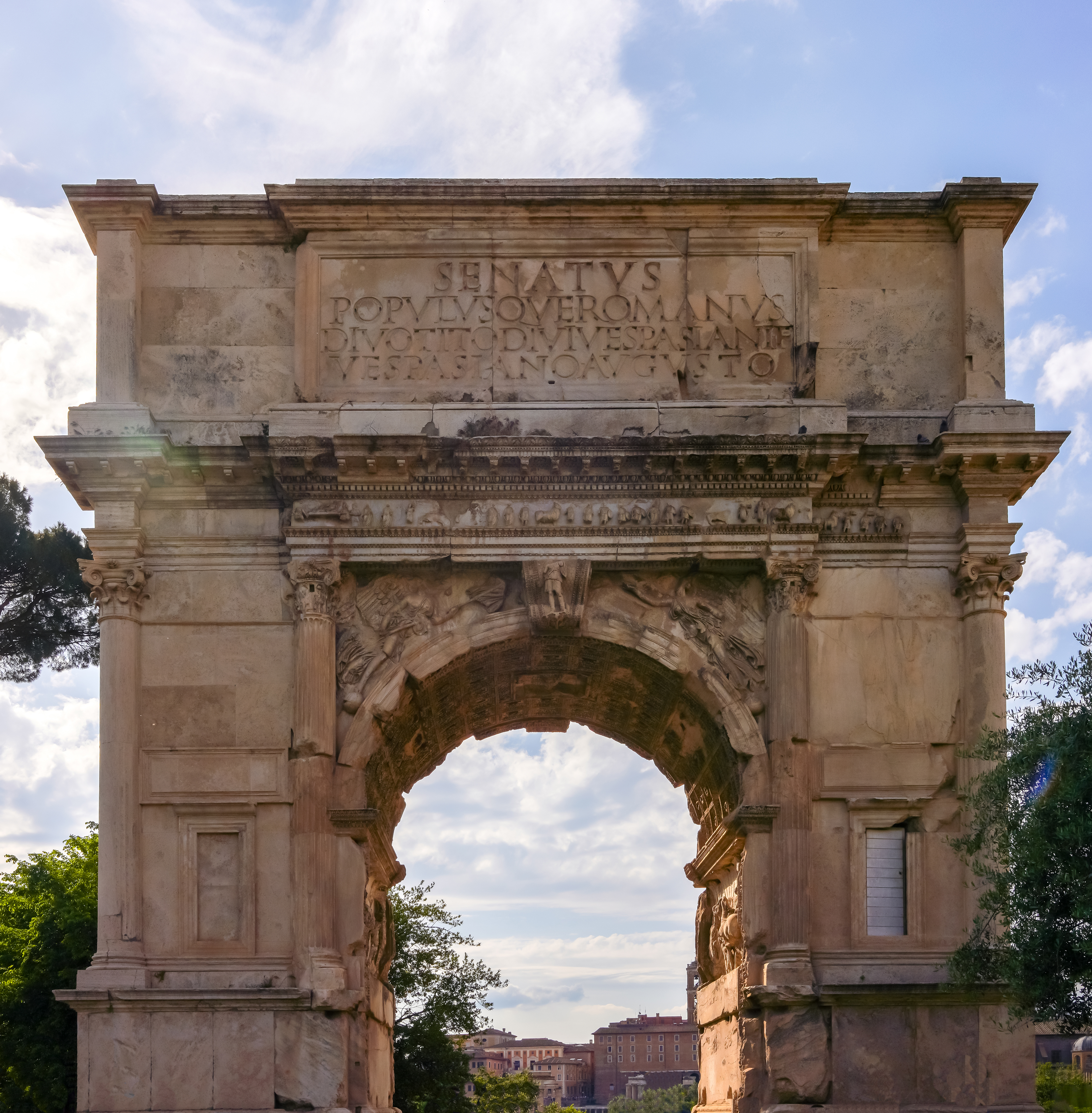
Arco di Tito, Roma
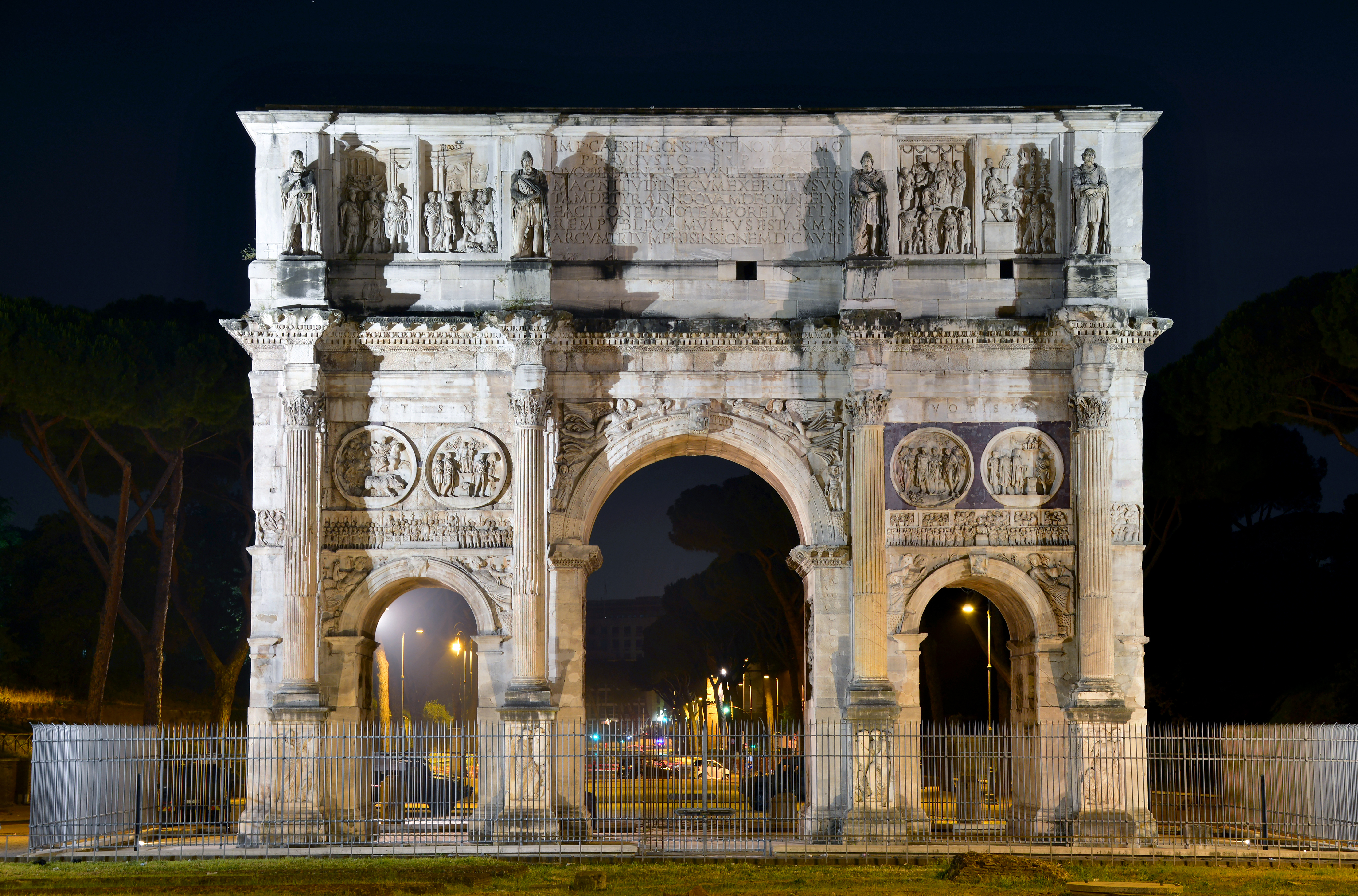
Arco di Costantino
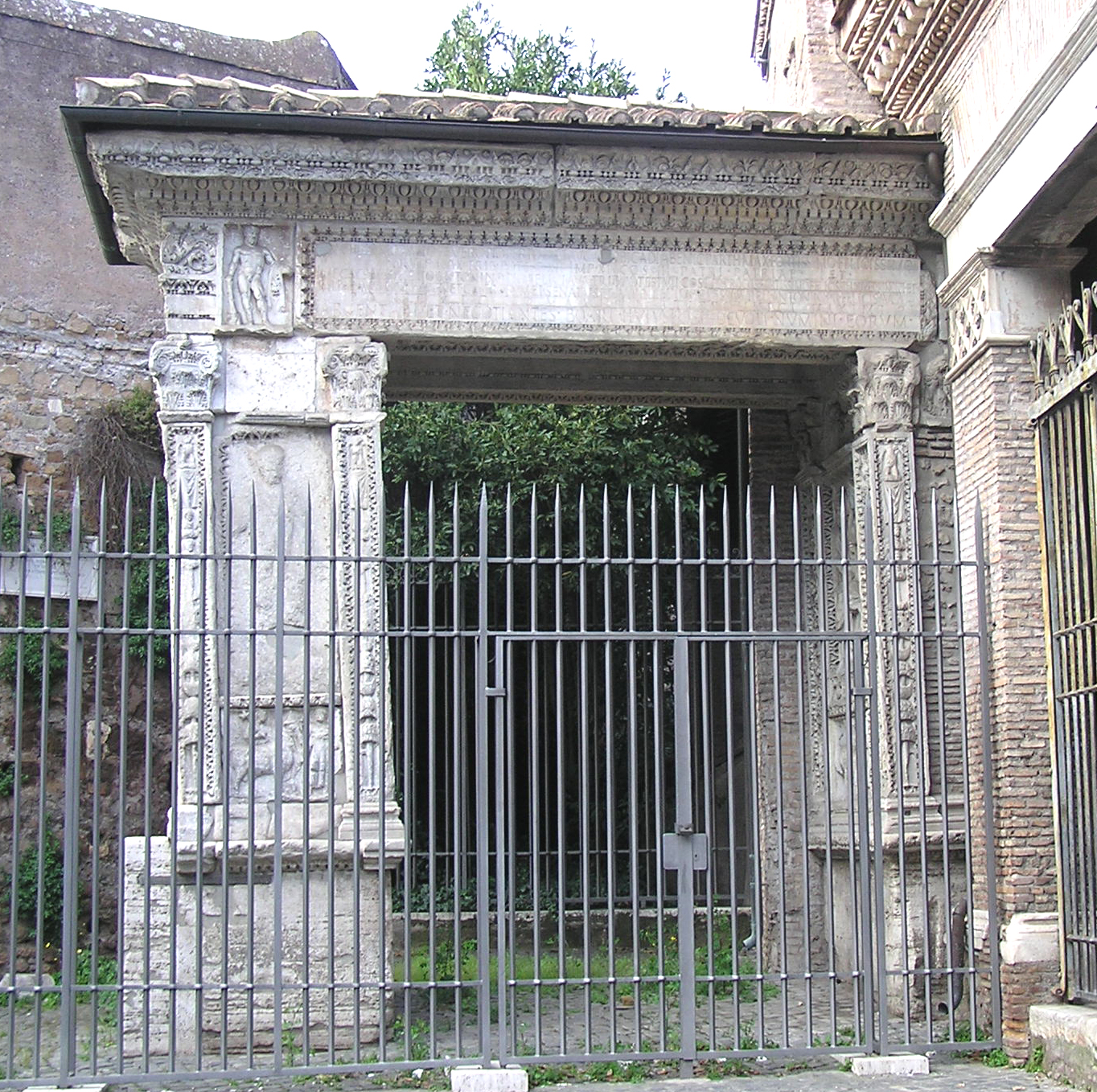
Arco degli Argentari

 Archi romani in altre località 
- Arco d'Augusto, del 27 a.C., Rimini
- Arco d'Augusto, del 25 a.C., Aosta
- Arco di Augusto, del 9-8 a.C., Susa
- Arco di Augusto, del 9 d.C., Fano
- Arco di Riccardo, del I secolo d.C., Trieste
- Arco dei Gavi, del I secolo d.C., Verona
- Arco di Traiano, del 100-116 d.C., Ancona
- Arco di Traiano (Porta Aurea), del 114-117 d.C., Benevento
- Arco del Sacramento, Benevento
- Arco di Traiano, di Canosa di Puglia
- Arco di Adriano, Santa Maria Capua Vetere (l'antica Capua)

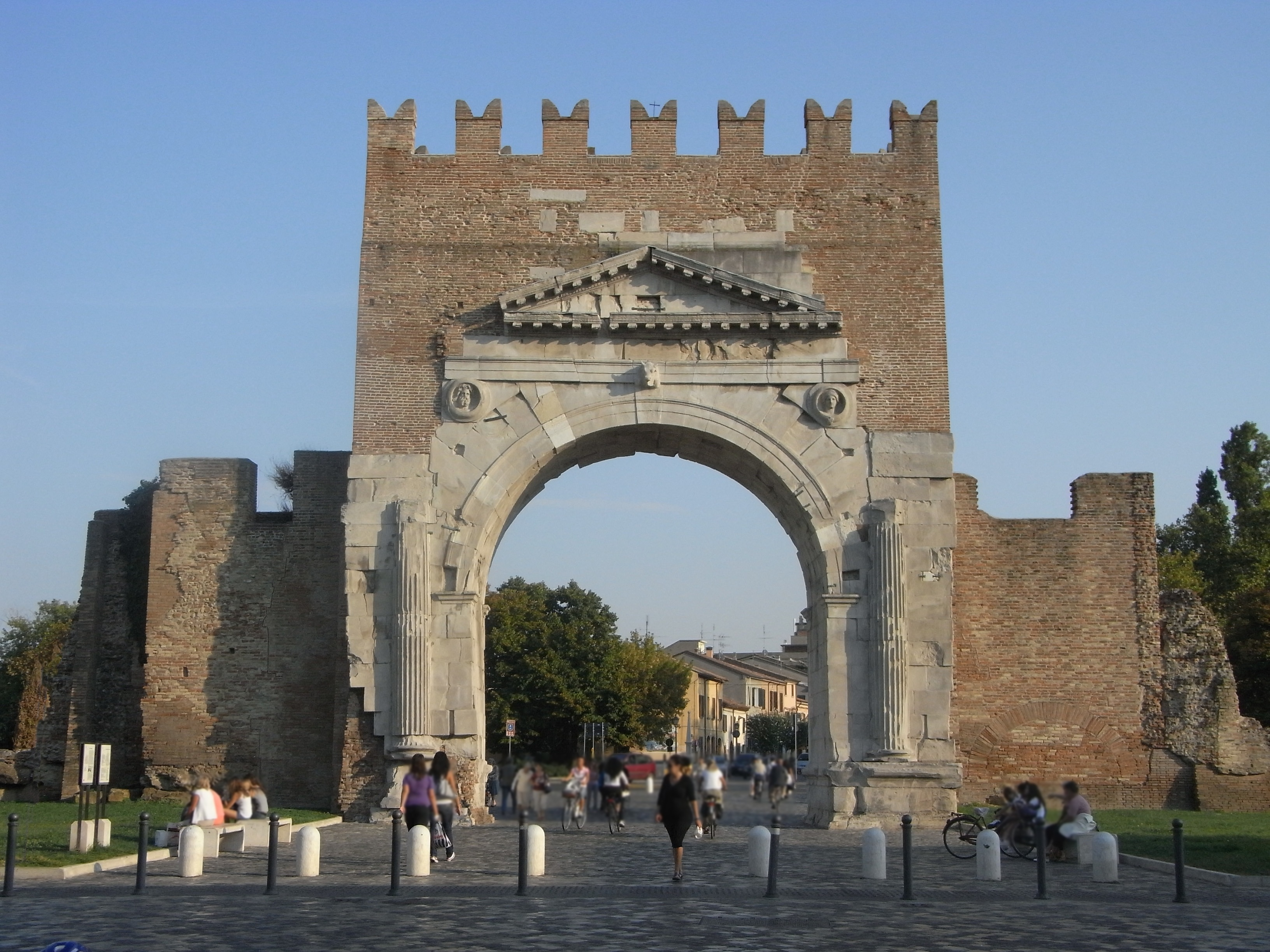
Arco d'Augusto, Rimini
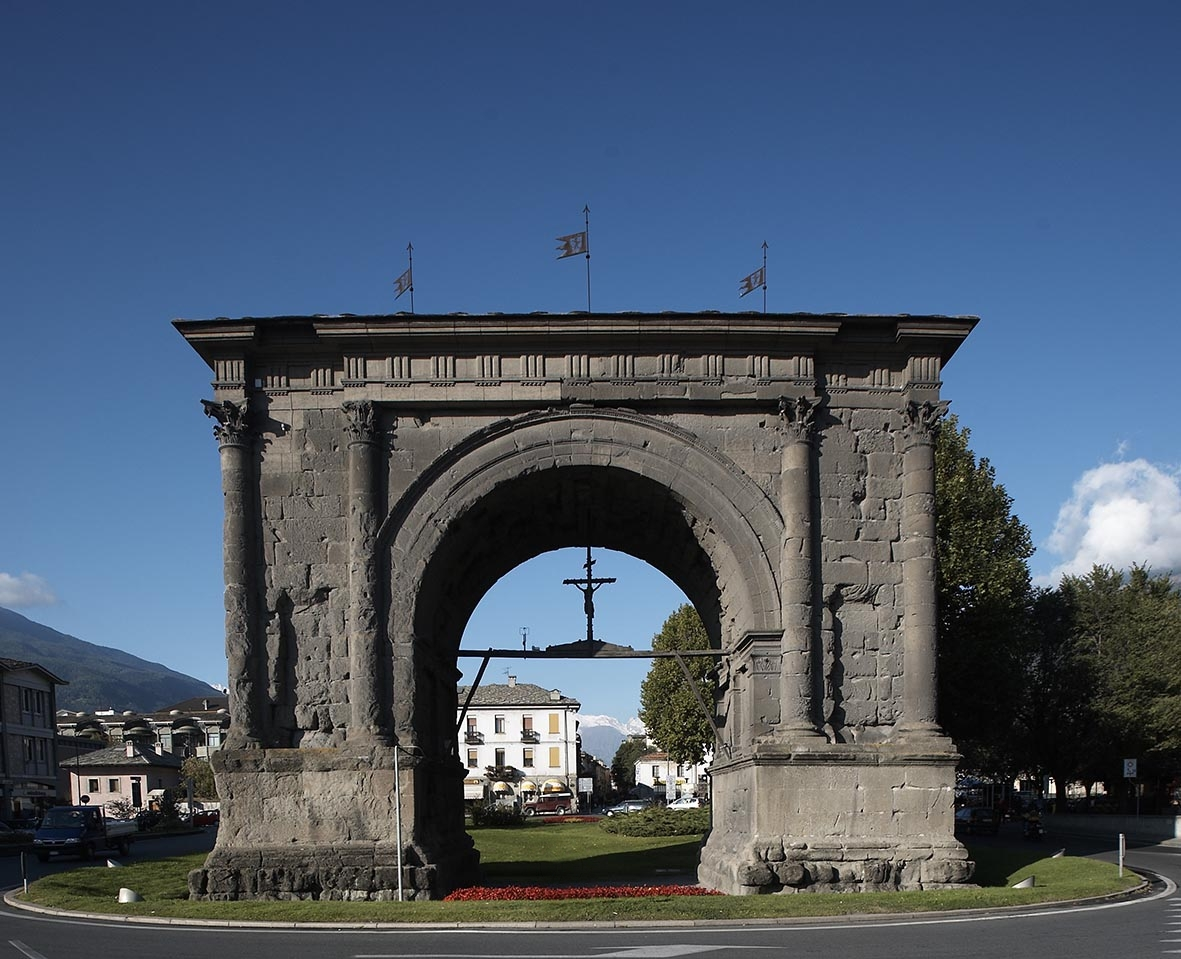
Arco di Augusto, Aosta
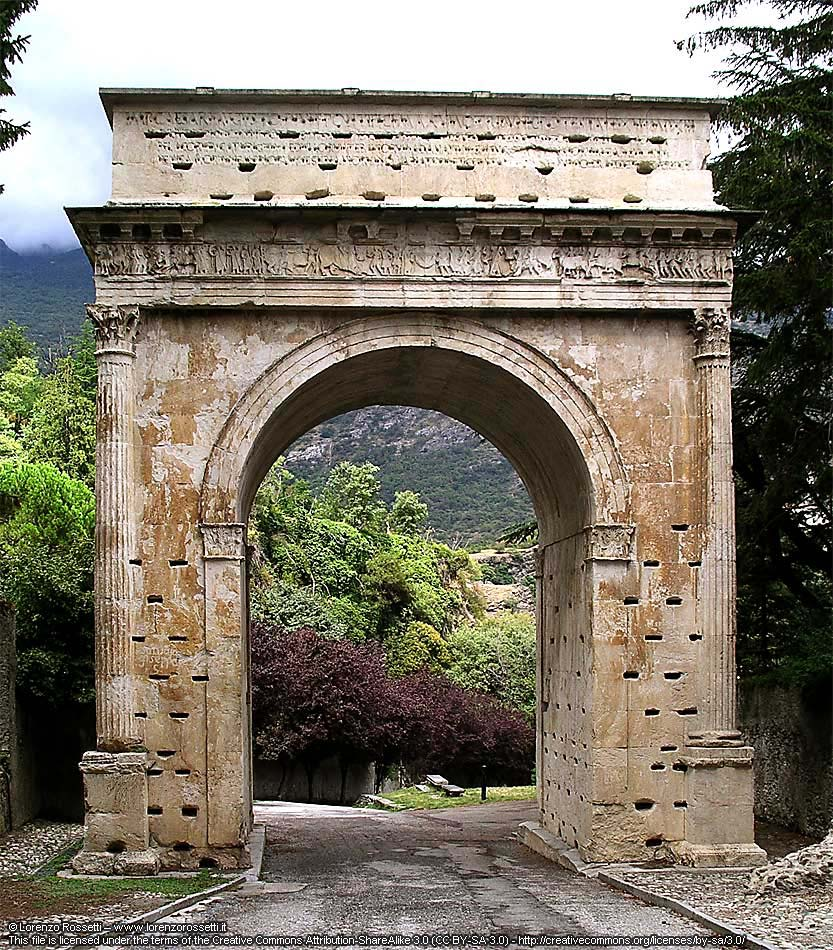
Arco di Augusto, Susa
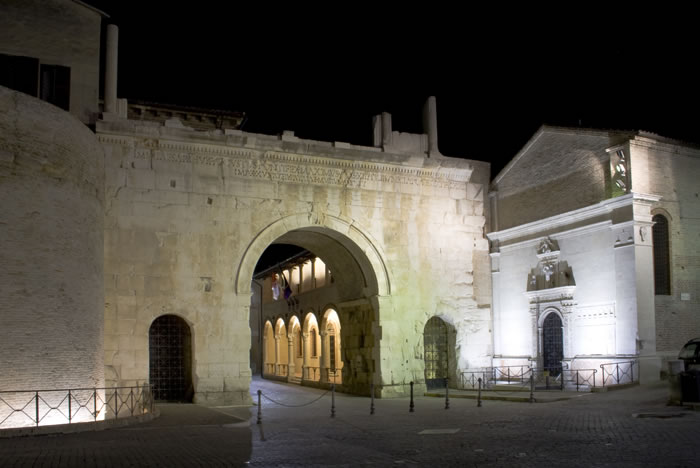
Arco di Augusto, Fano
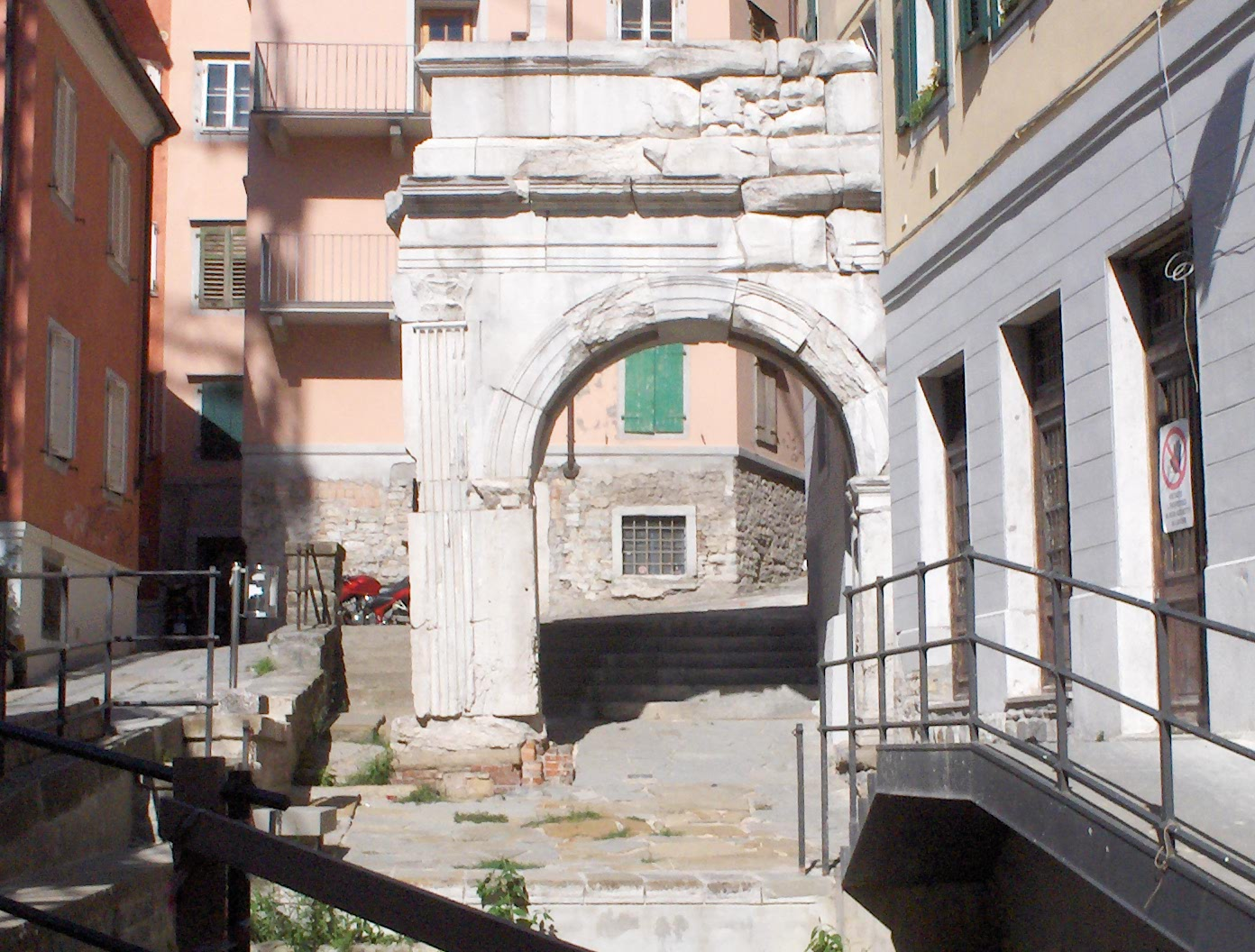
Arco di Riccardo, Trieste
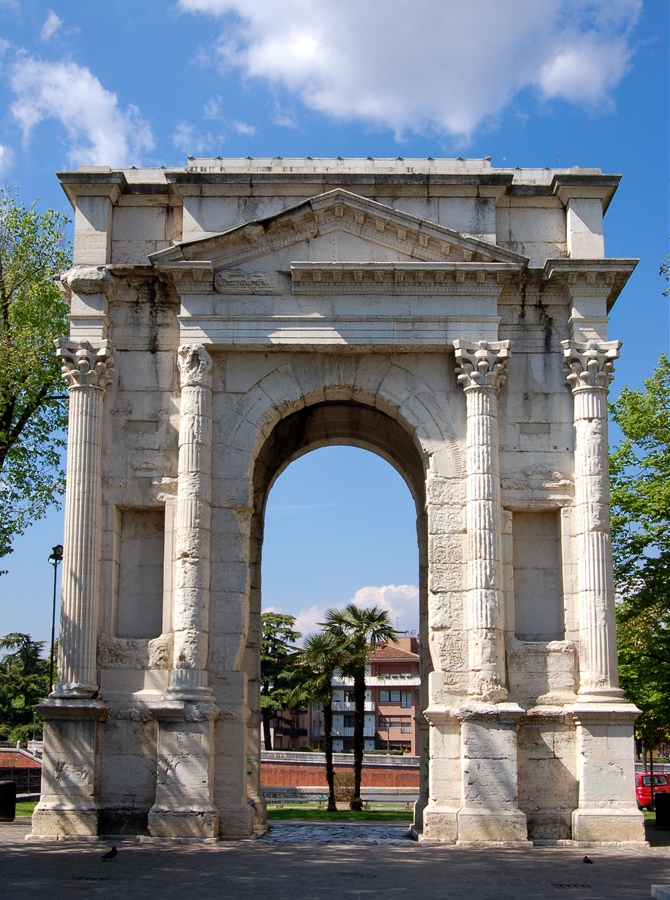
Arco dei Gavi, Verona
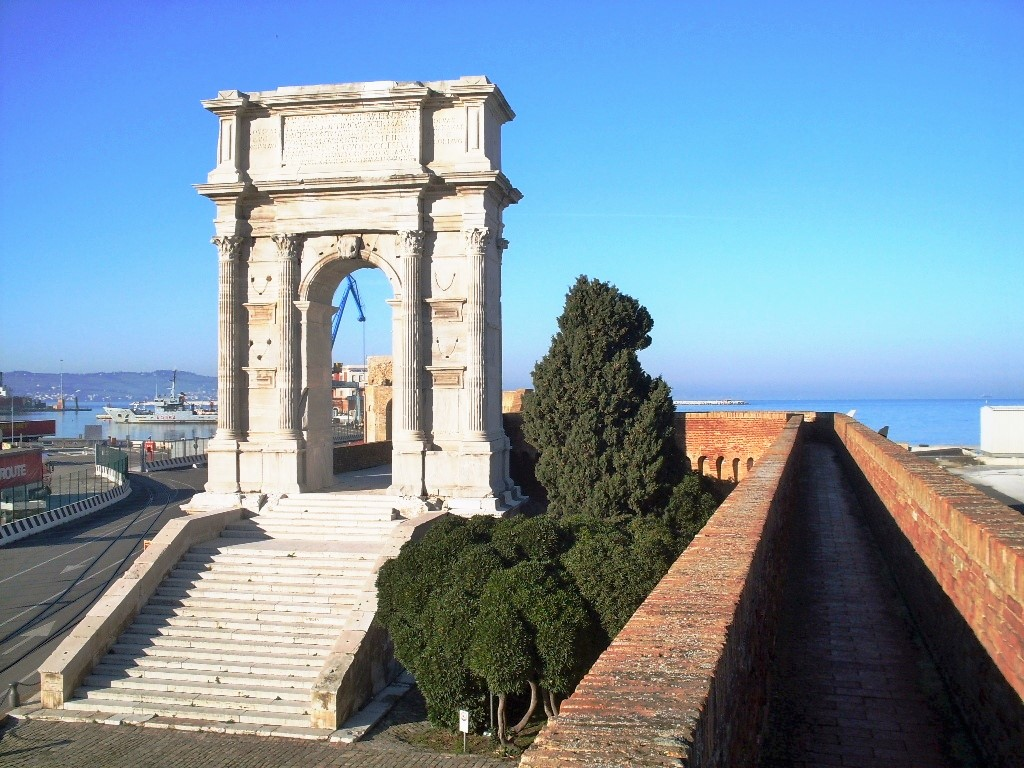
Arco di Traiano, Ancona
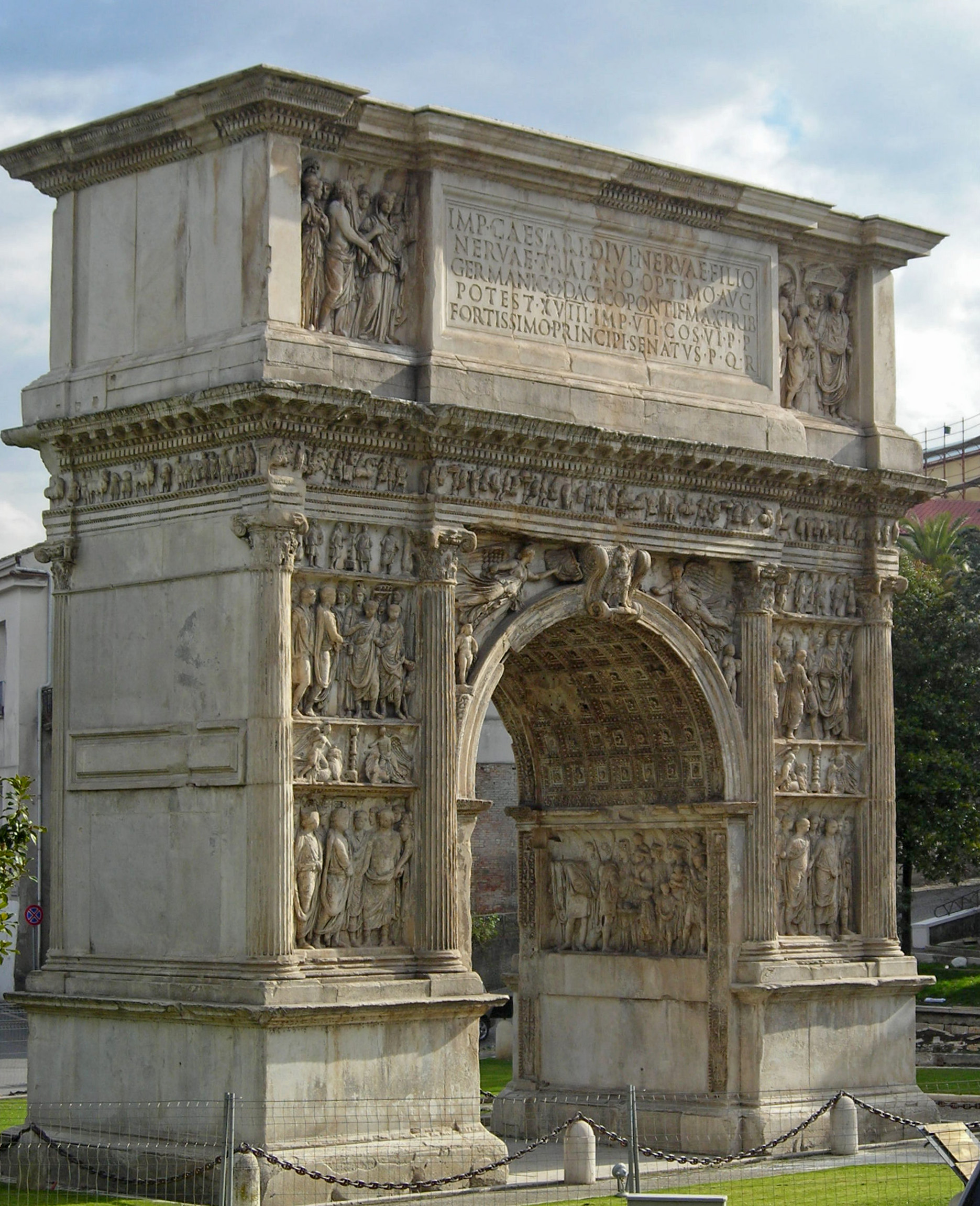
Arco di Traiano (Porta Aurea), Benevento
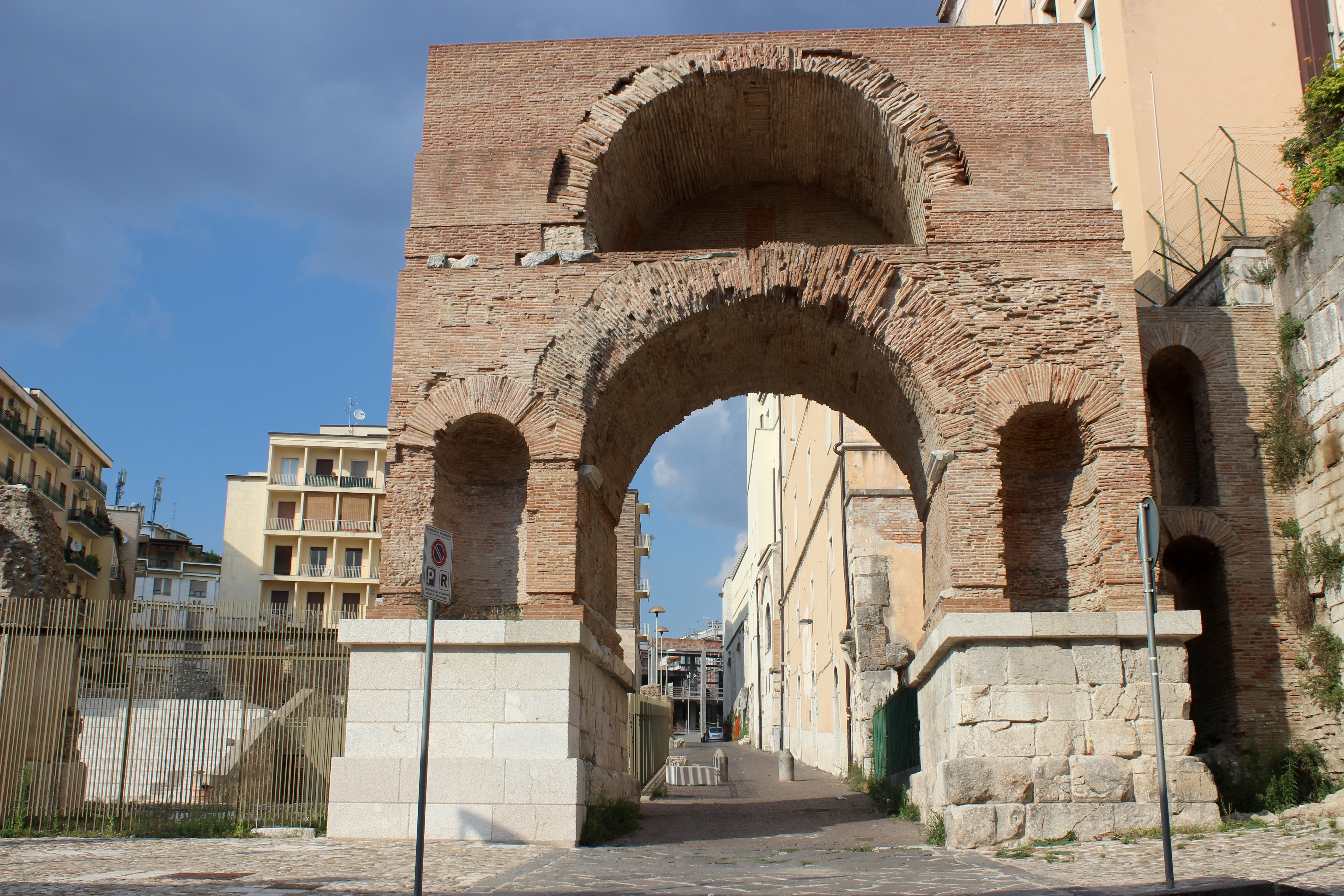
Arco del Sacramento, Benevento
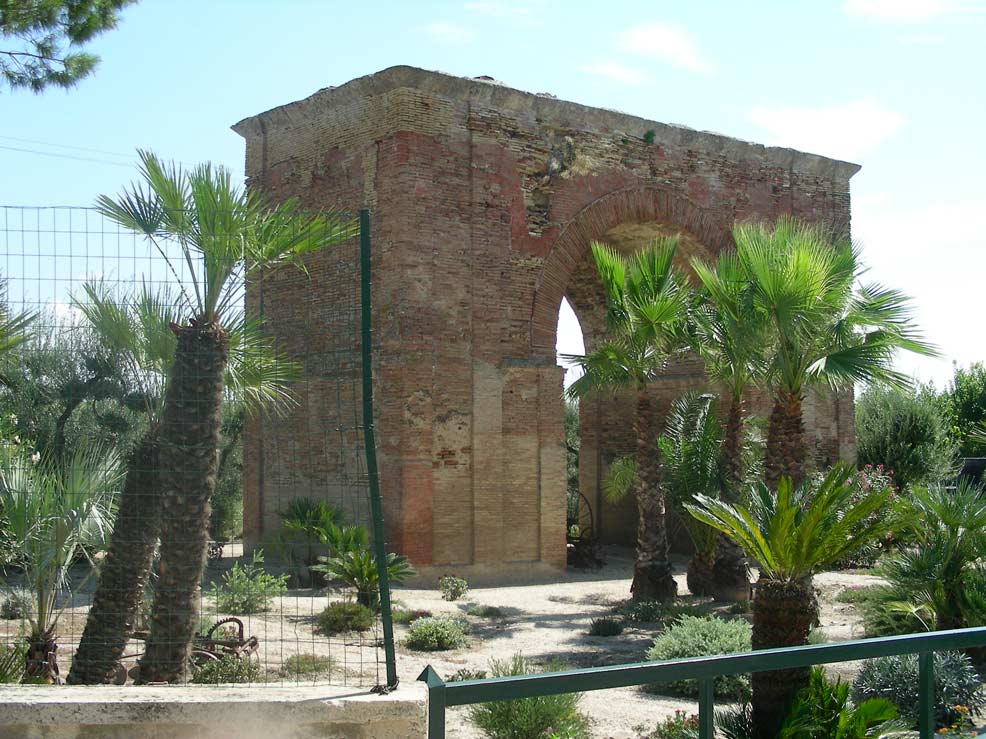
Arco di Traiano, Canosa di Puglia
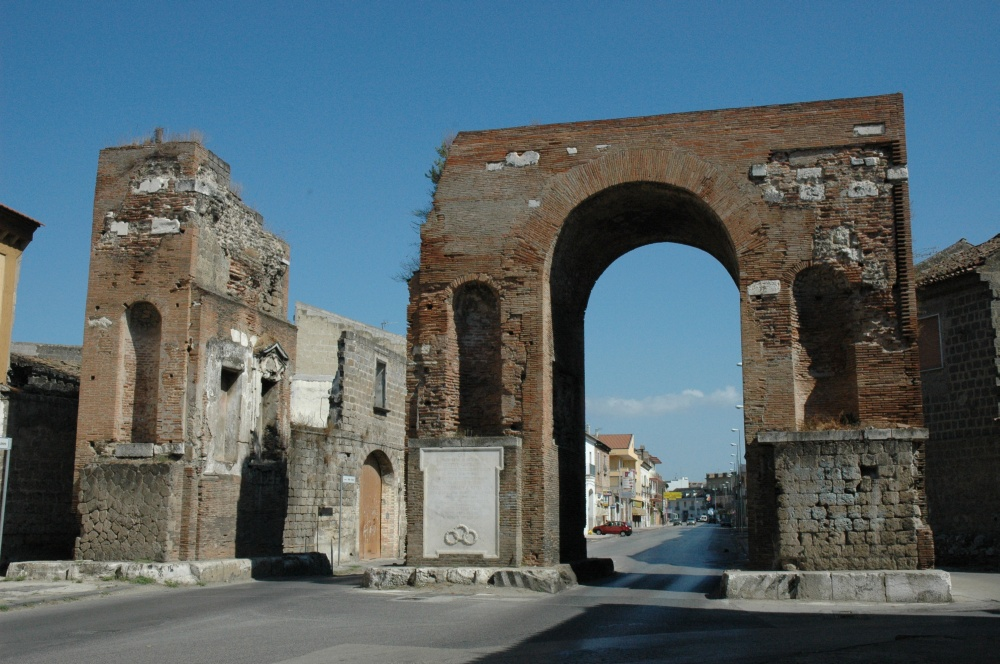
Arco di Adriano, Santa Maria Capua Vetere

 Archi di periodi successivi 
- Porta di Capua, del 1234-40, al Casilinum
- Arco di Trionfo di Alfonso d'Aragona, del 1452-71, Napoli
- Porta Napoli, del XVI secolo, Lecce
- Arco di Trionfo, Torre dell'Orologio, del 1537, Padova
- Porta Nuova, del 1583, Palermo
- Arco di Piazza Umberto I, del 1586, Chieri
- Arco Clementino, del 1734, Jesi
- Arco Clementino, del 1735, Ancona
- Arco di Trionfo, del 1768, Alessandria
- Arco di Trionfo, del 1737, Firenze
- Porta Ferdinandea, del 1768, Catania
- Porta Pia, del 1787, Ancona
- Arco della Pace, del 1807-38, Milano
- Porta Garibaldi, del 1826-1828, Milano
- Arco dello Sterpeto, del 1854, Barletta
- Monumento alla Vittoria, del 1926-28, Bolzano
- Monumento all'Artigliere, del 1930, Torino
- Arco della Vittoria, del 1931, Genova

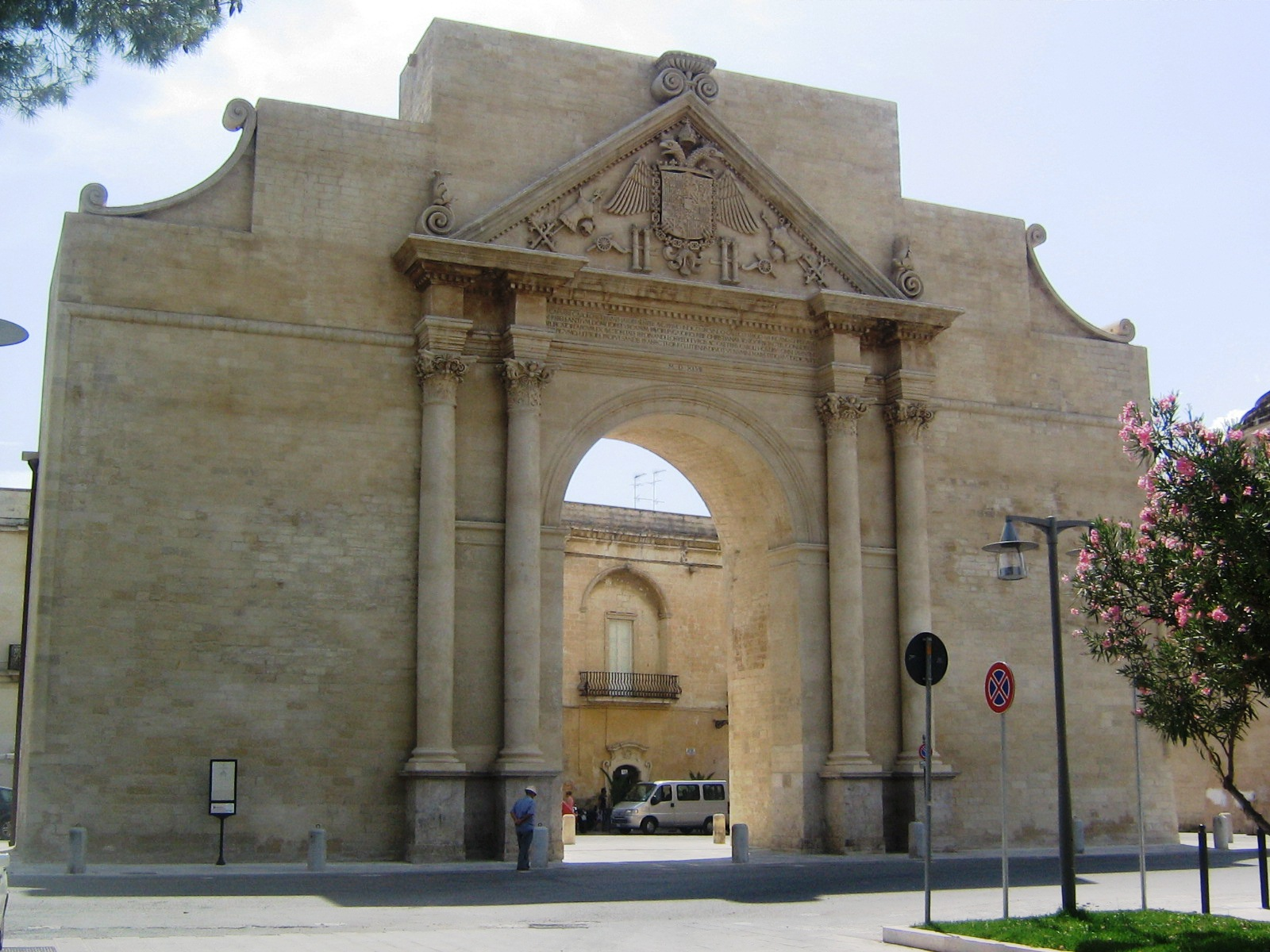
Porta Napoli, Lecce
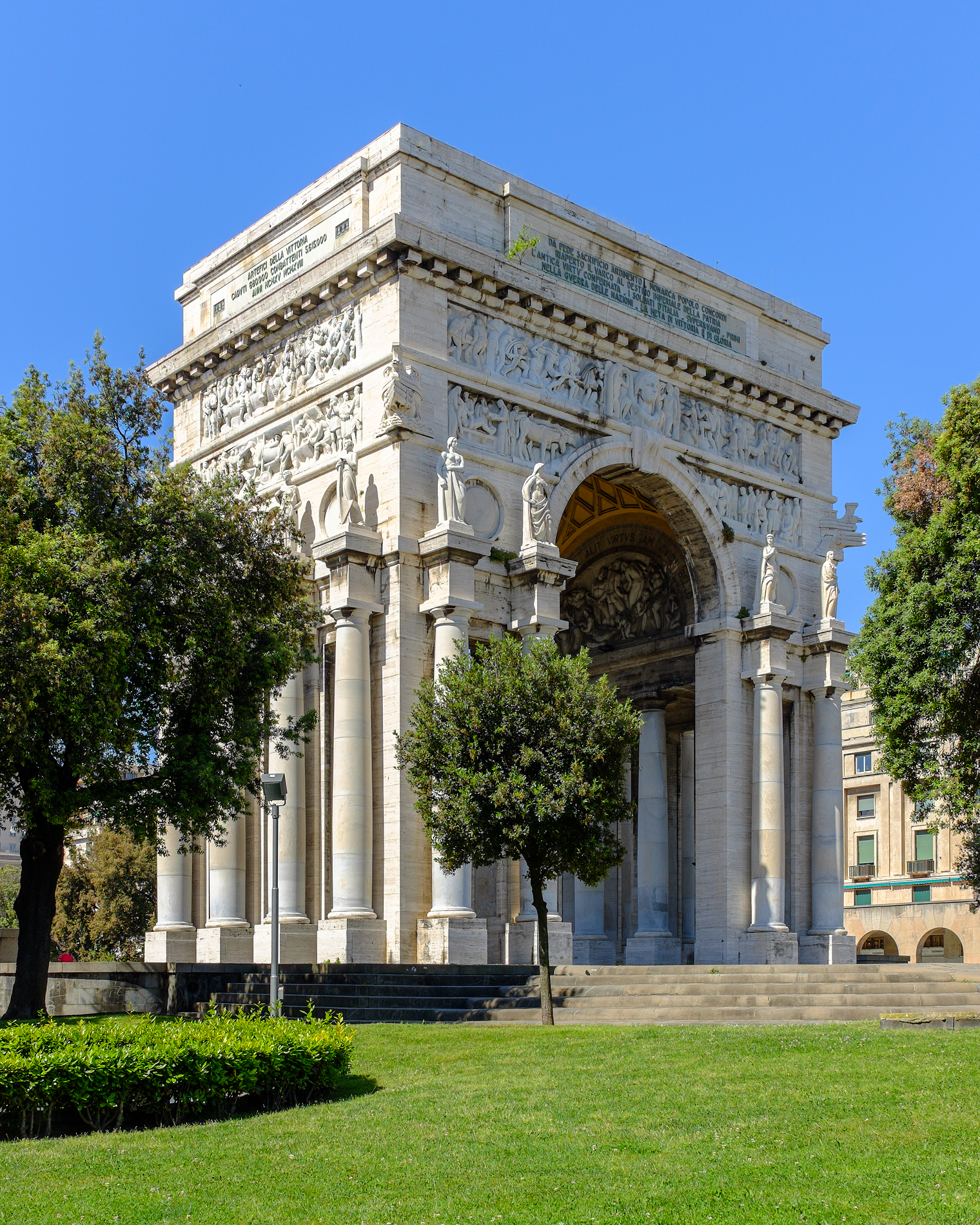
Arco della Vittoria, Genova
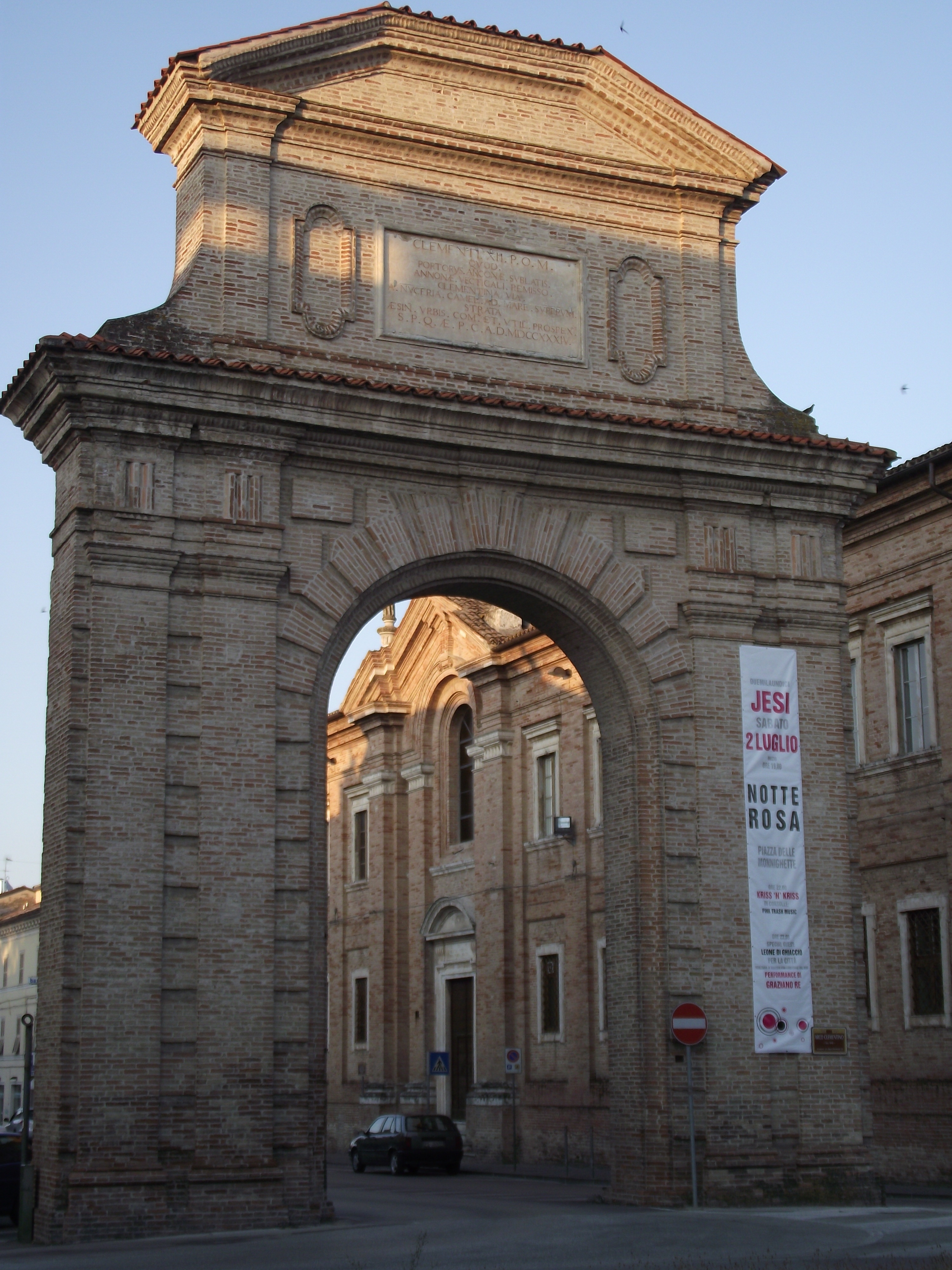
Arco Clementino, Jesi
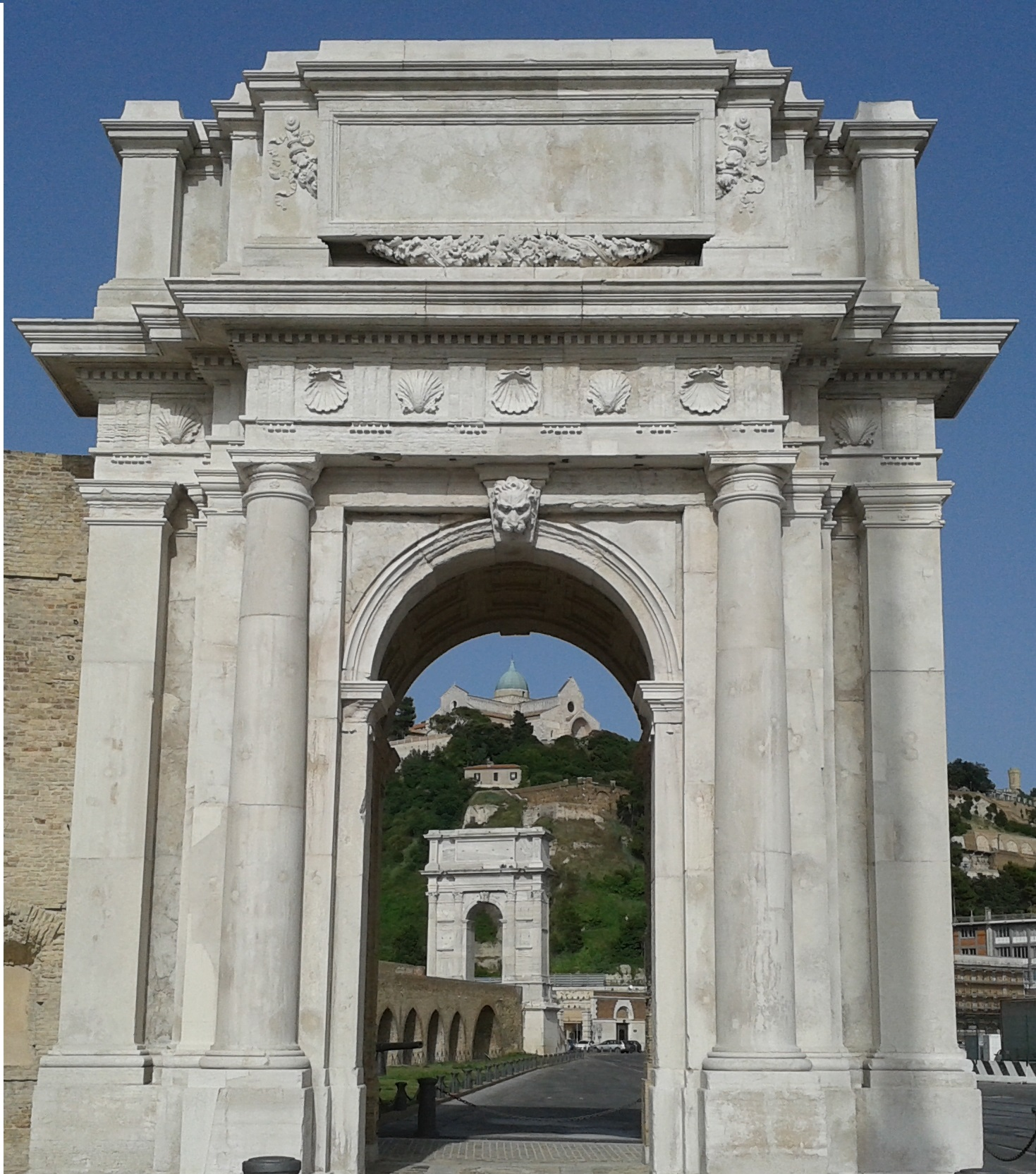
Arco Clementino, Ancona
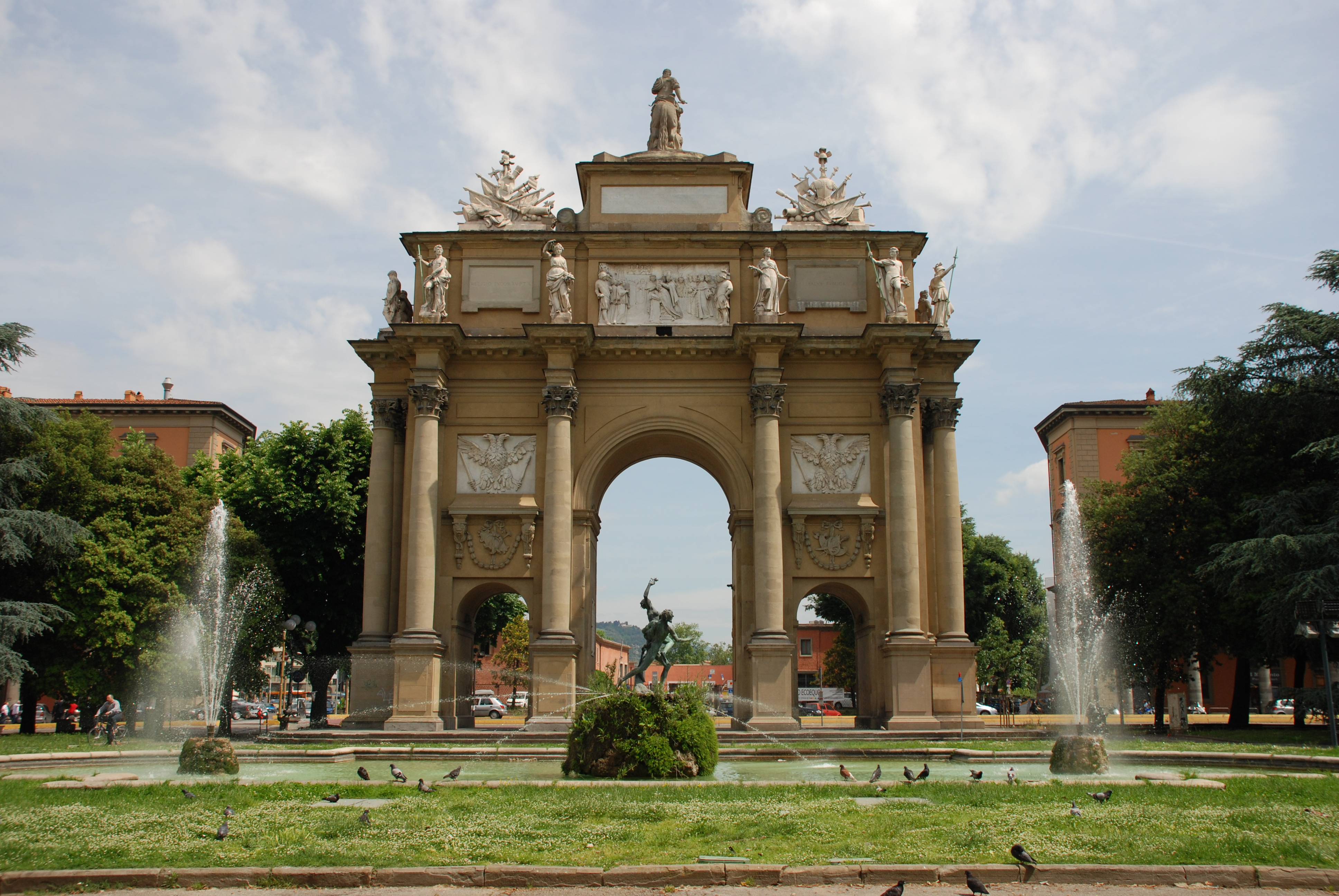
Arco di Trionfo di Firenze
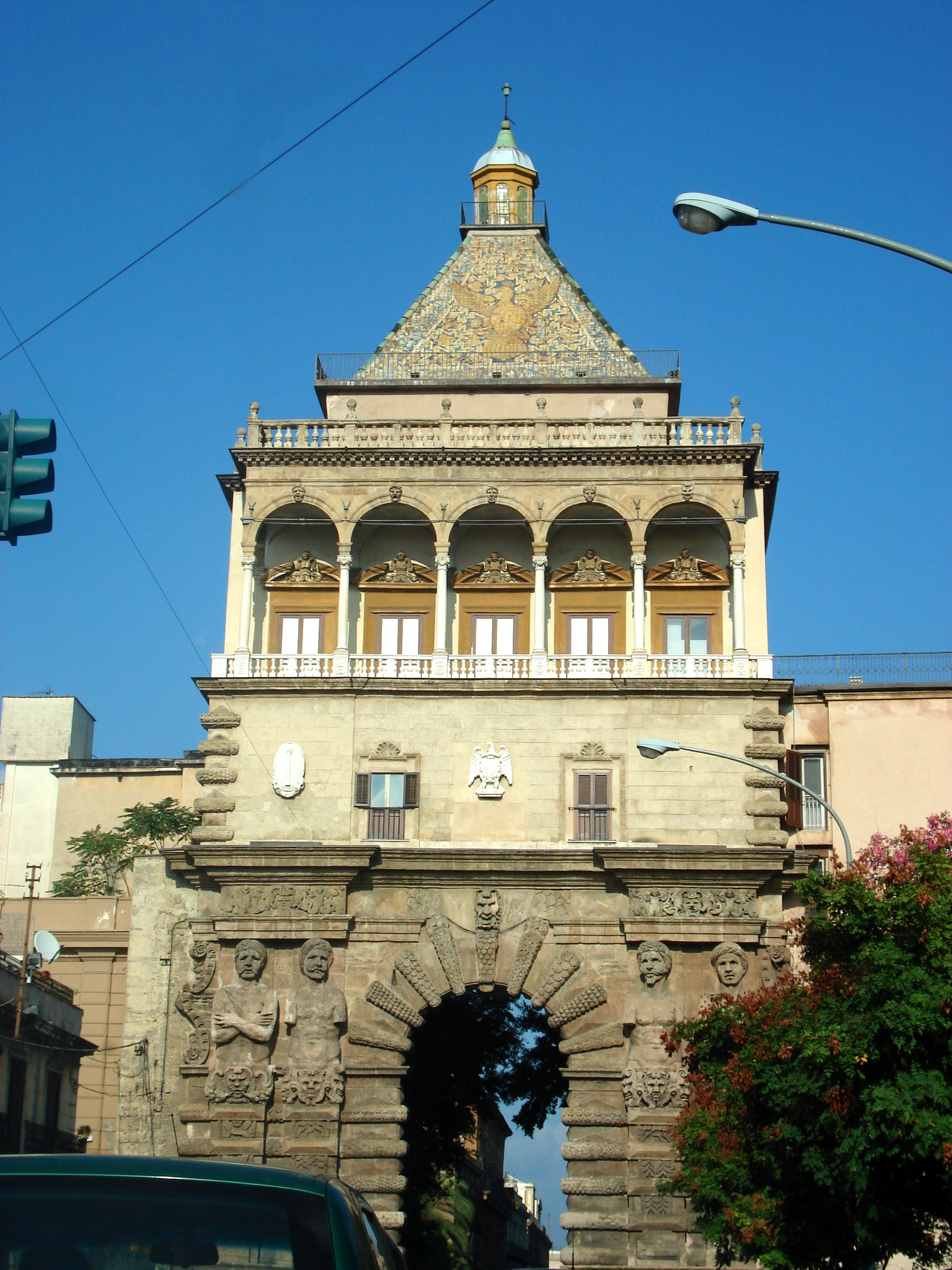
Porta Nuova, Palermo
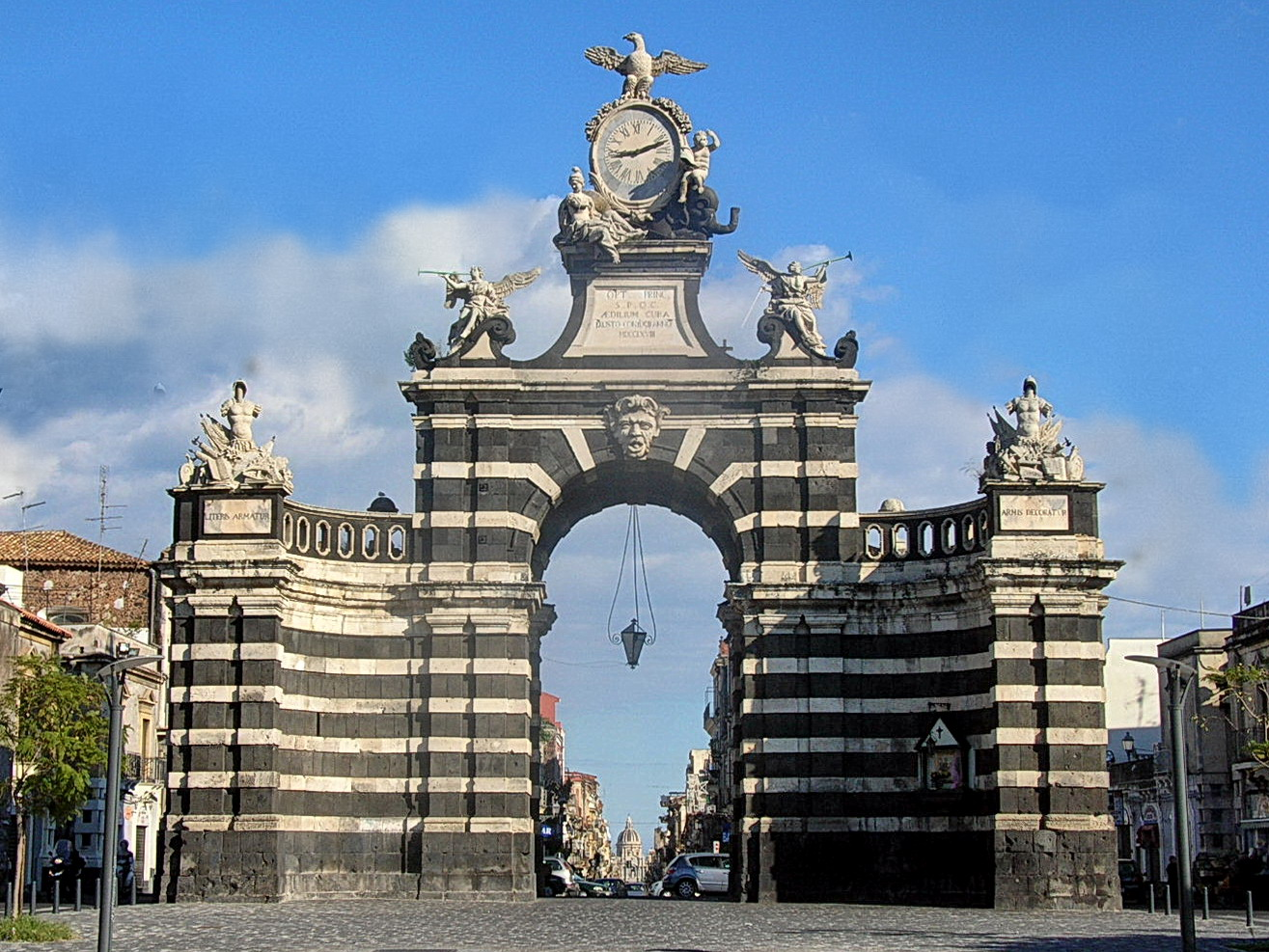
Porta Ferdinandea, Catania
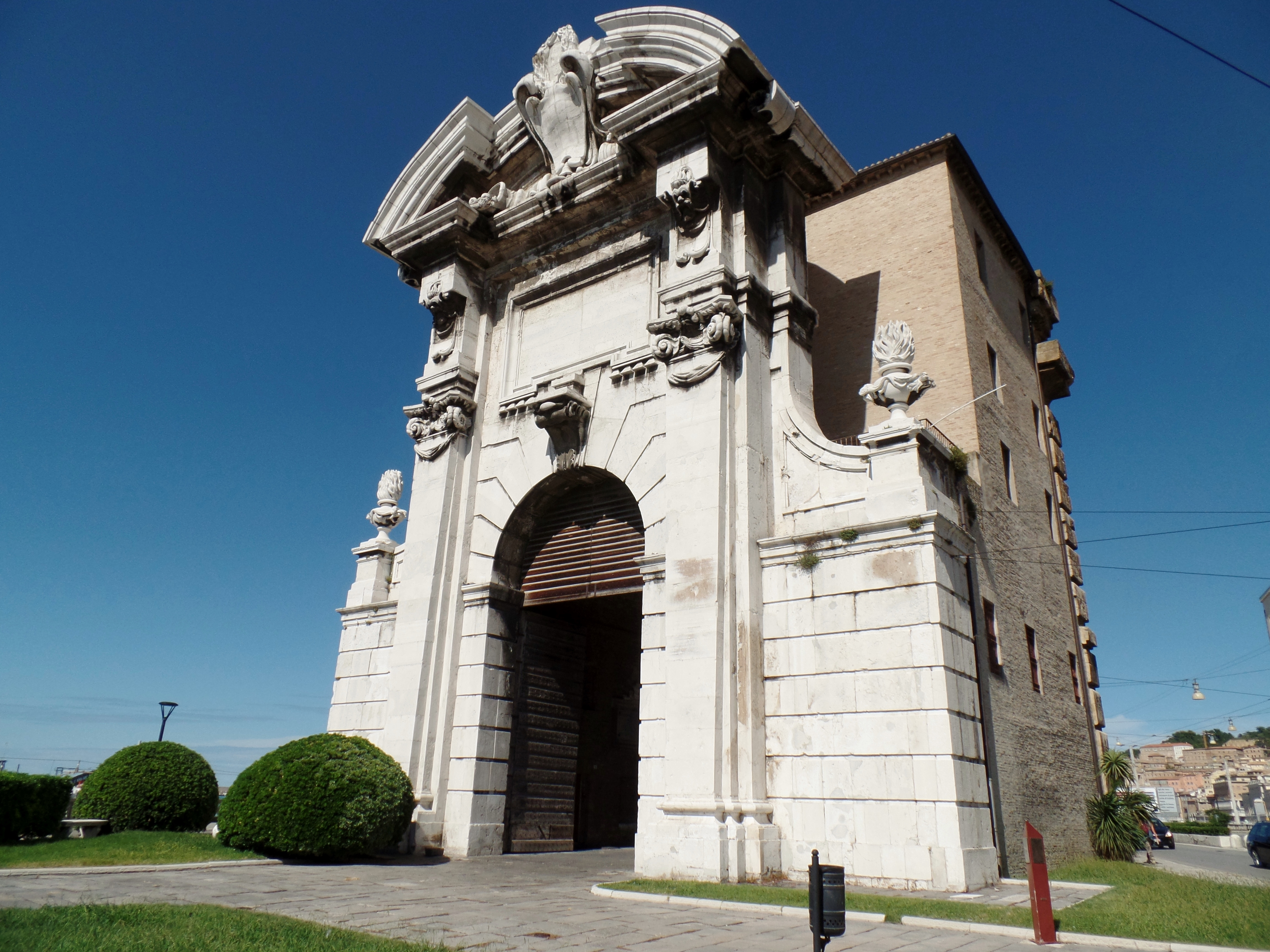
Porta Pia, Ancona
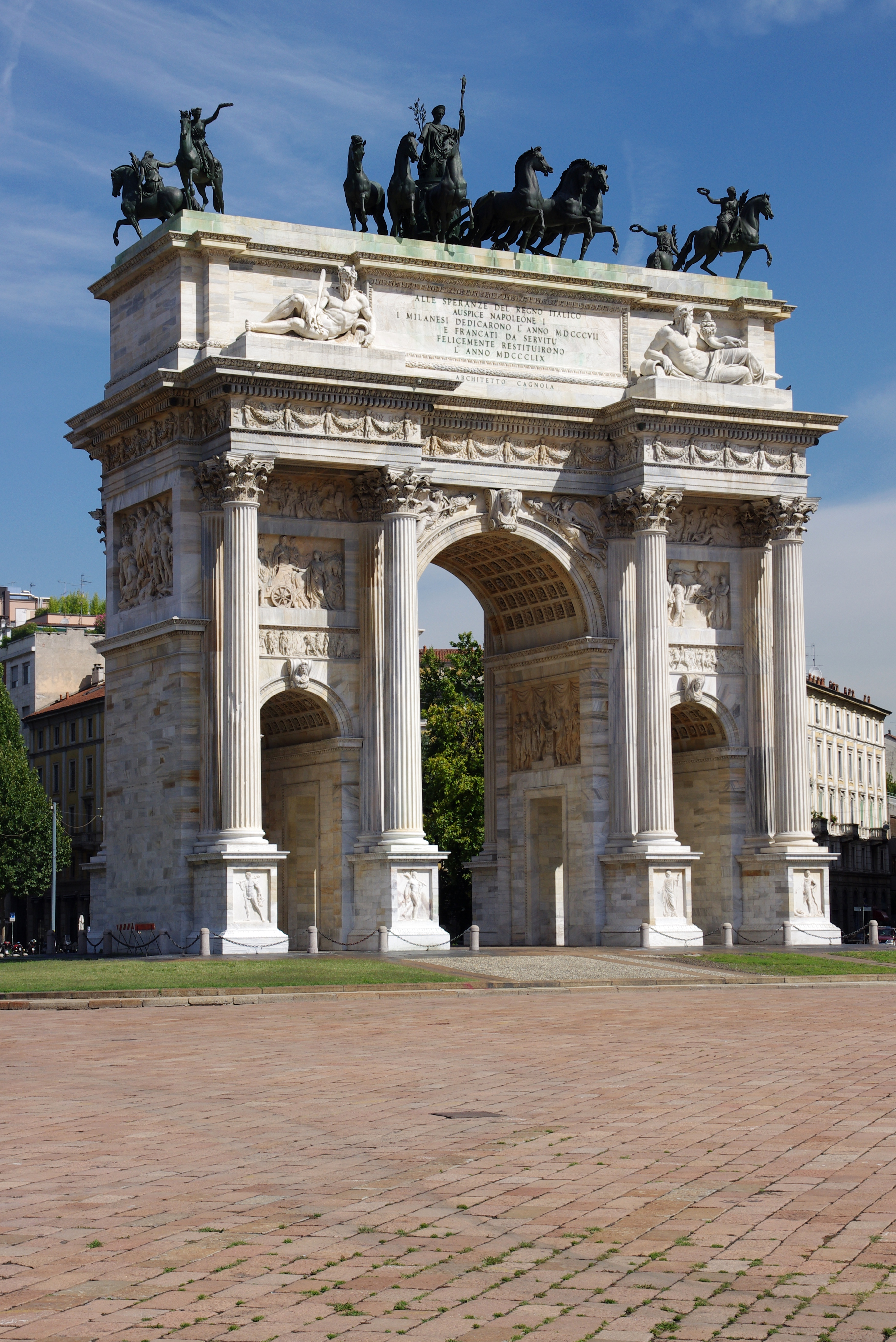
Arco della Pace, Milano
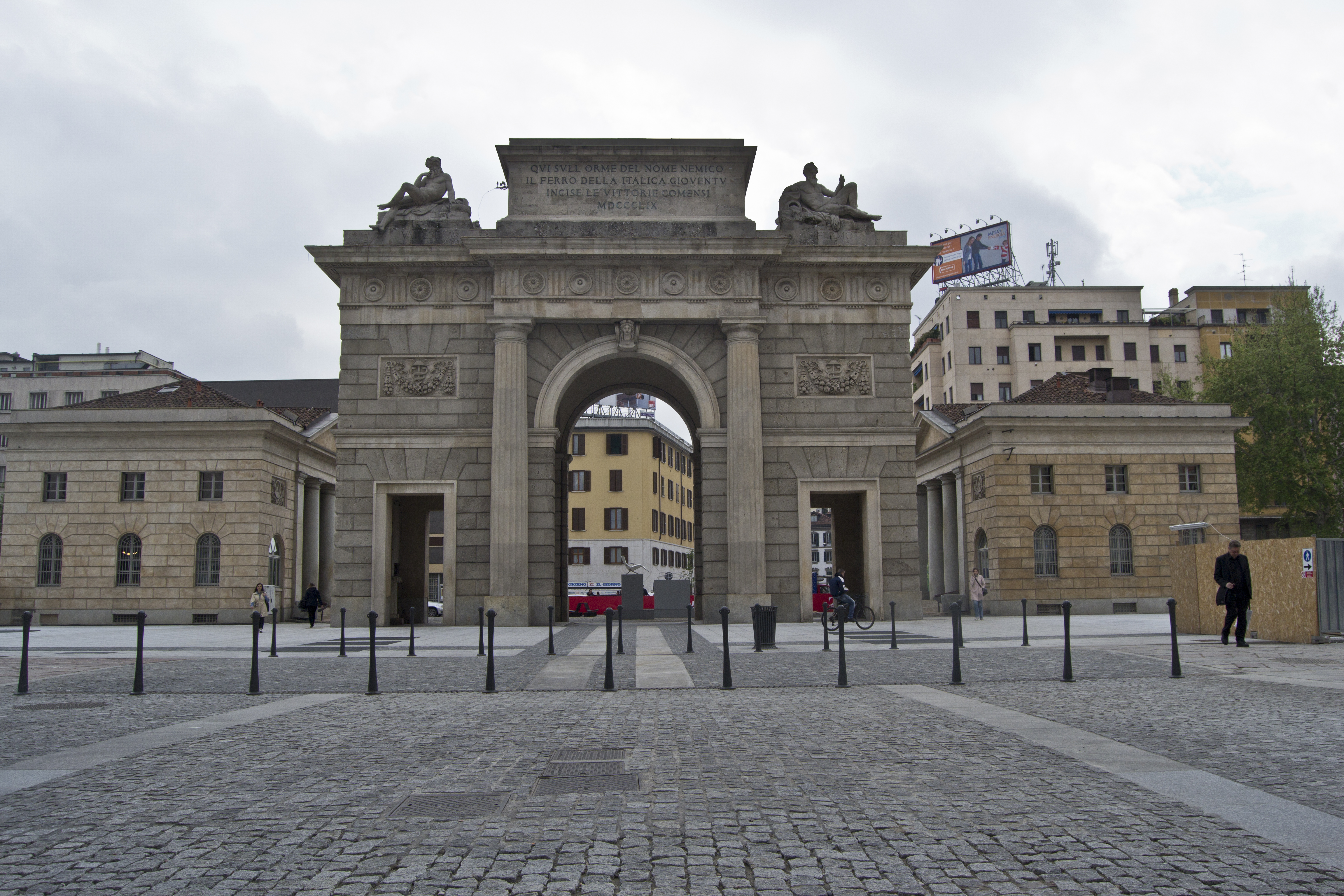
Porta Garibaldi, Milano
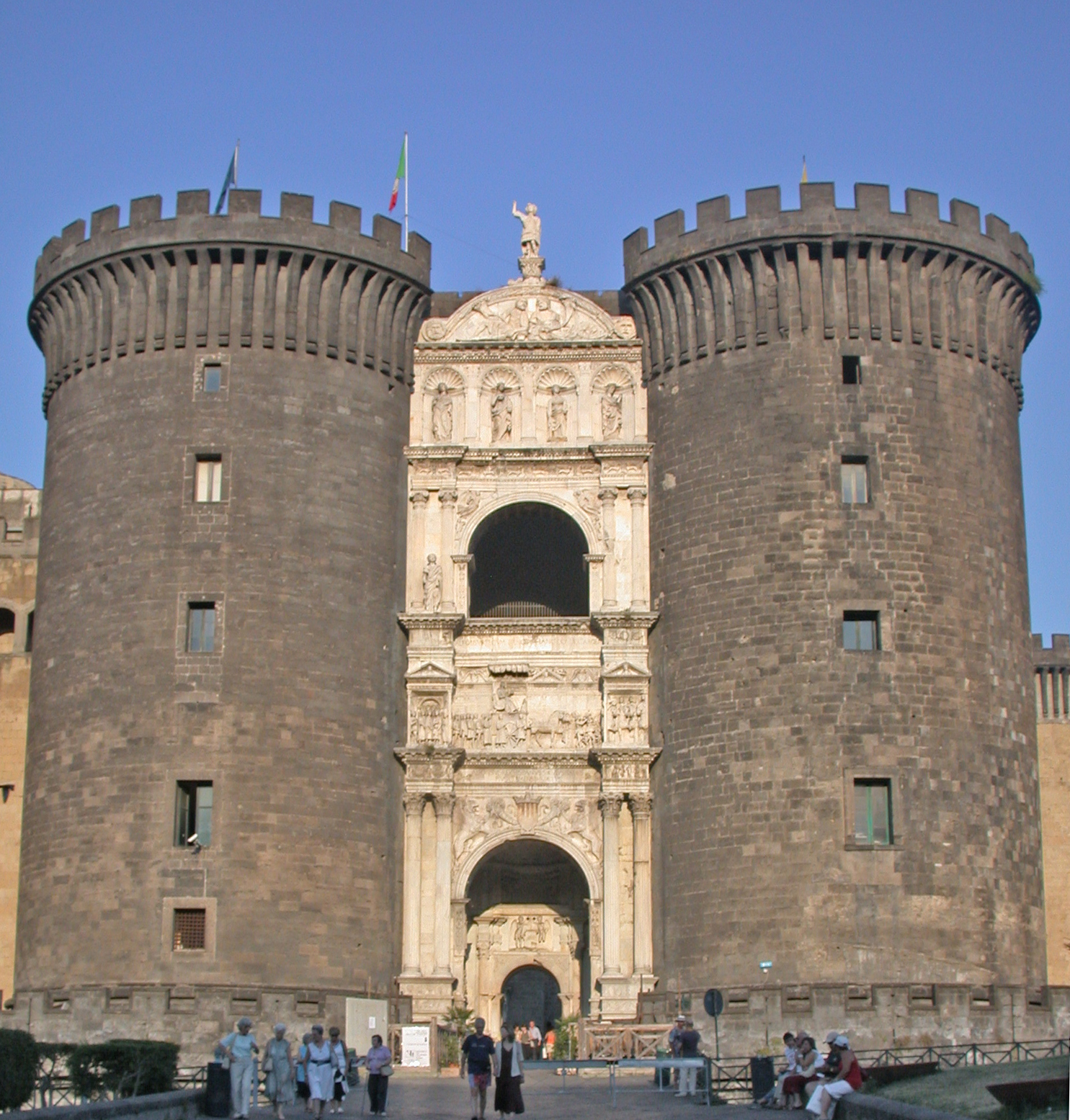
Arco di Trionfo del Castel Nuovo, Napoli
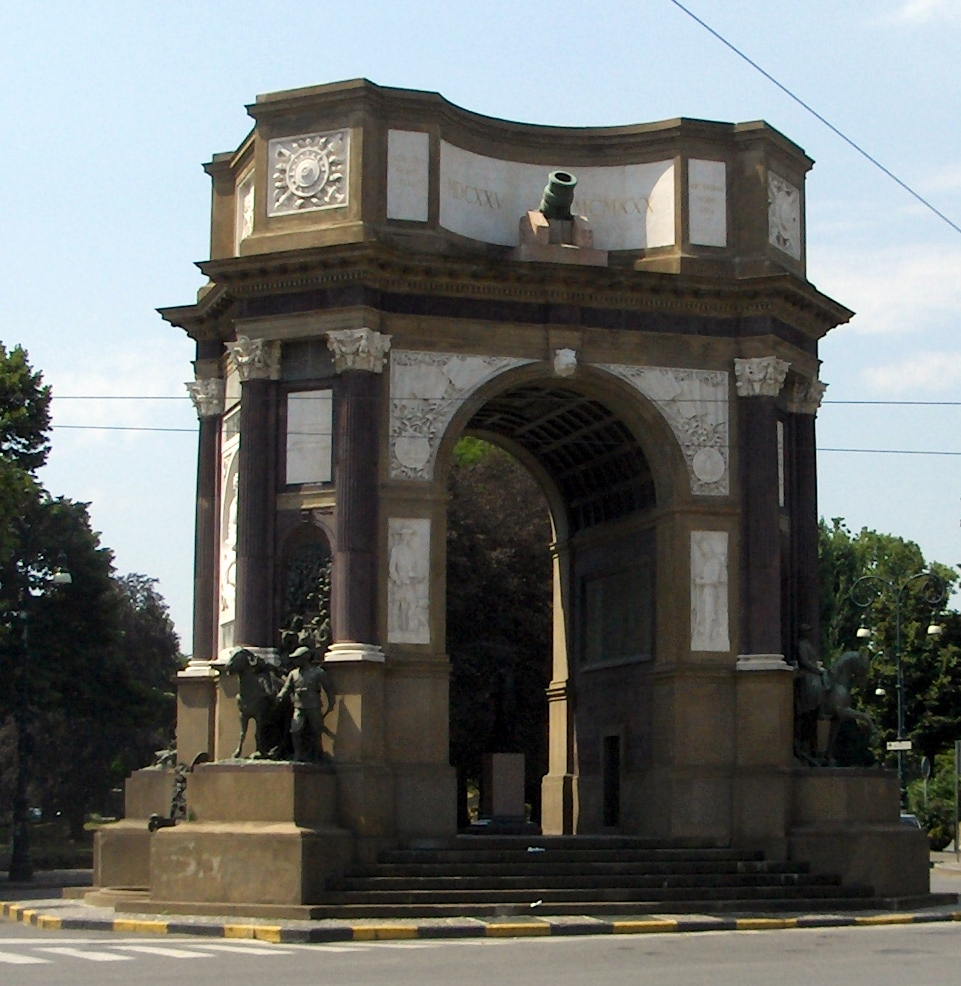
Monumento all'Artigliere nel Parco del Valentino, Torino

 Laos 
- Patuxai, Vientiane

 Lettonia 
- Porta di Alessandro, Riga[1][2]

 Libia 
- Arco di Settimio Severo a Leptis Magna
- Arco di Marco Aurelio, Tripoli

Leptis Magna, Arco di Settimio Severo, (fine II - inizi III sec.)
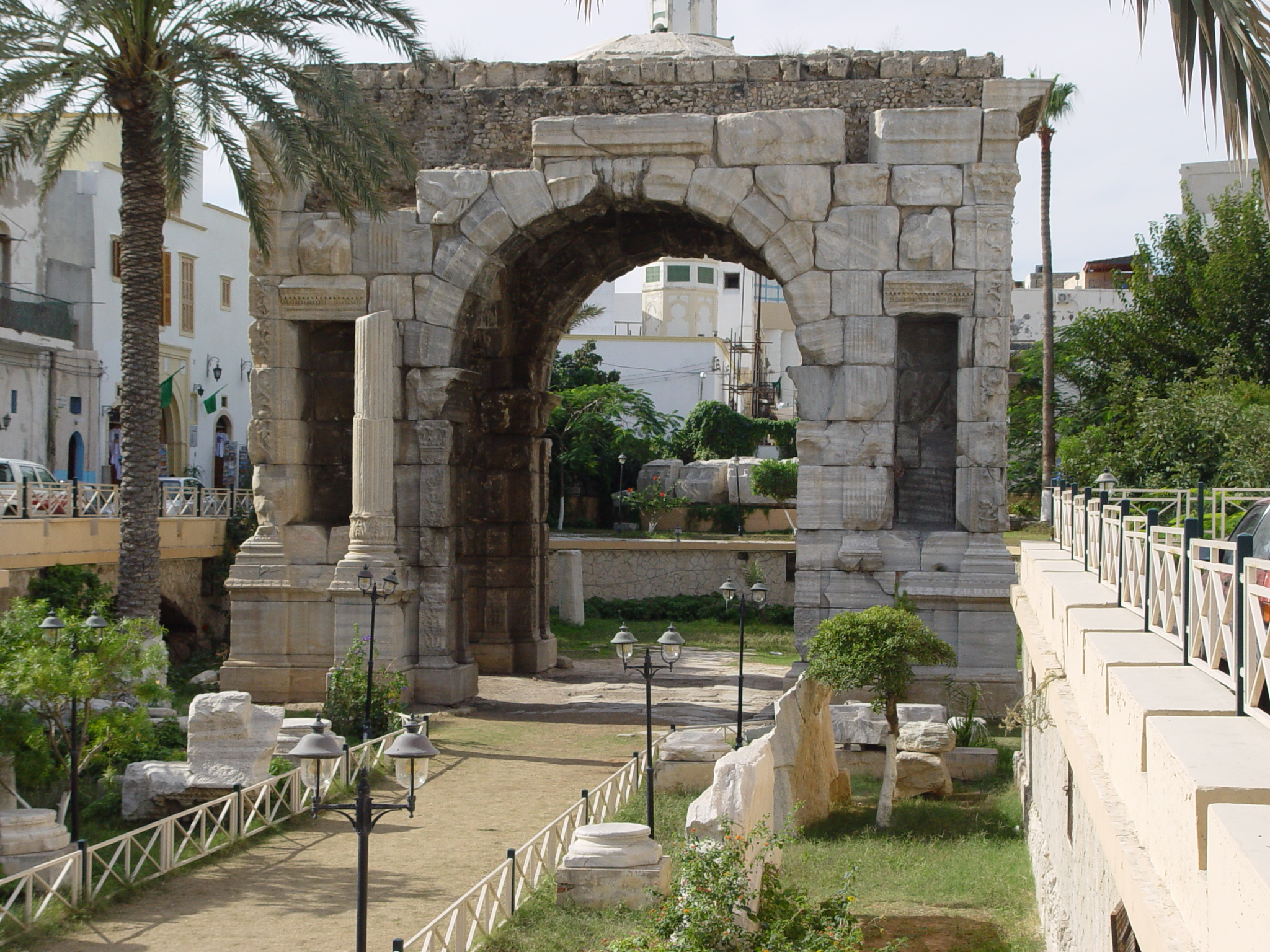
Tripoli, Arco di Marco Aurelio, (II sec.)

 Marocco 
- Arco di Trionfo, Volubilis

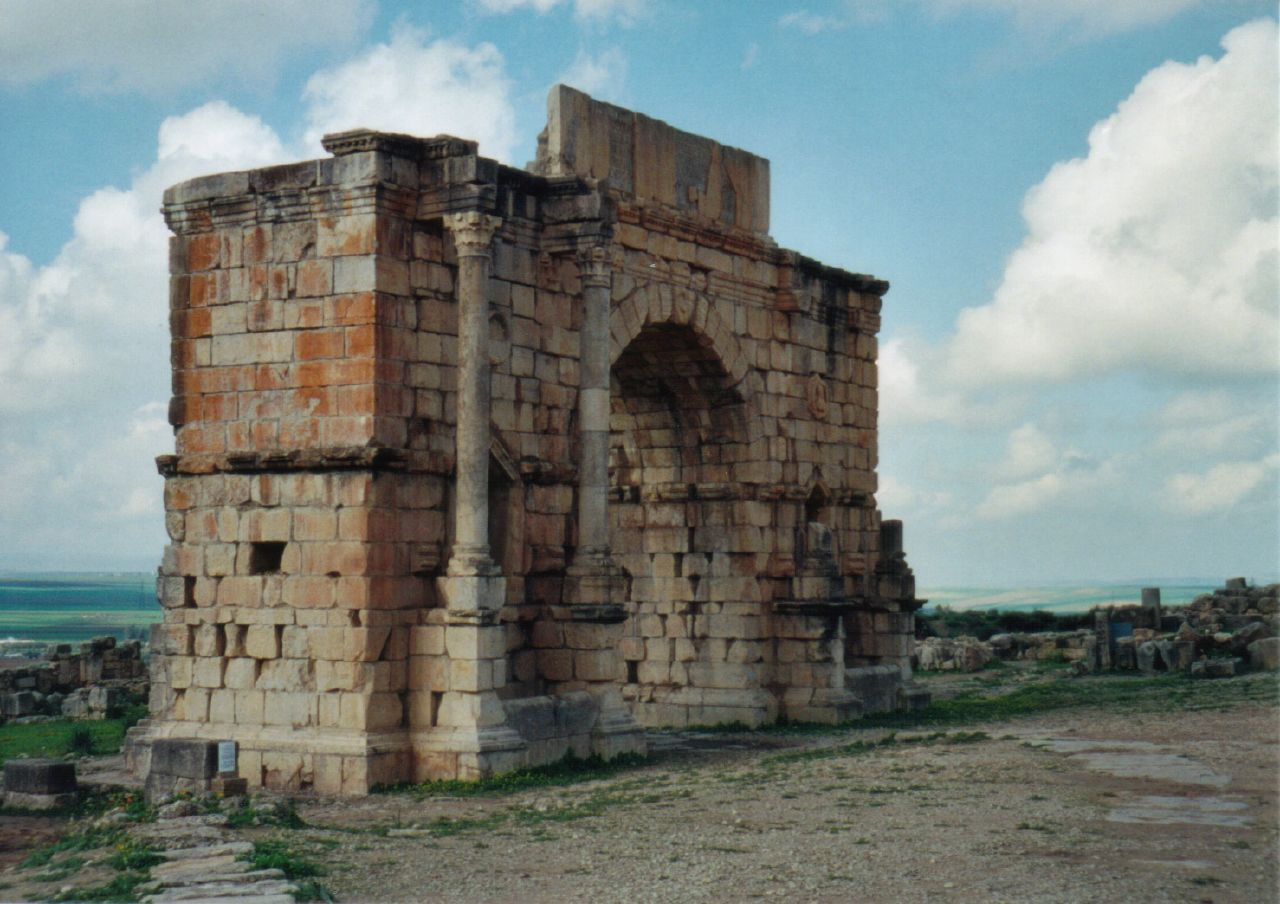
Volubilis, Arco di Trionfo dedicato a Caracalla (III sec.)

 Messico 

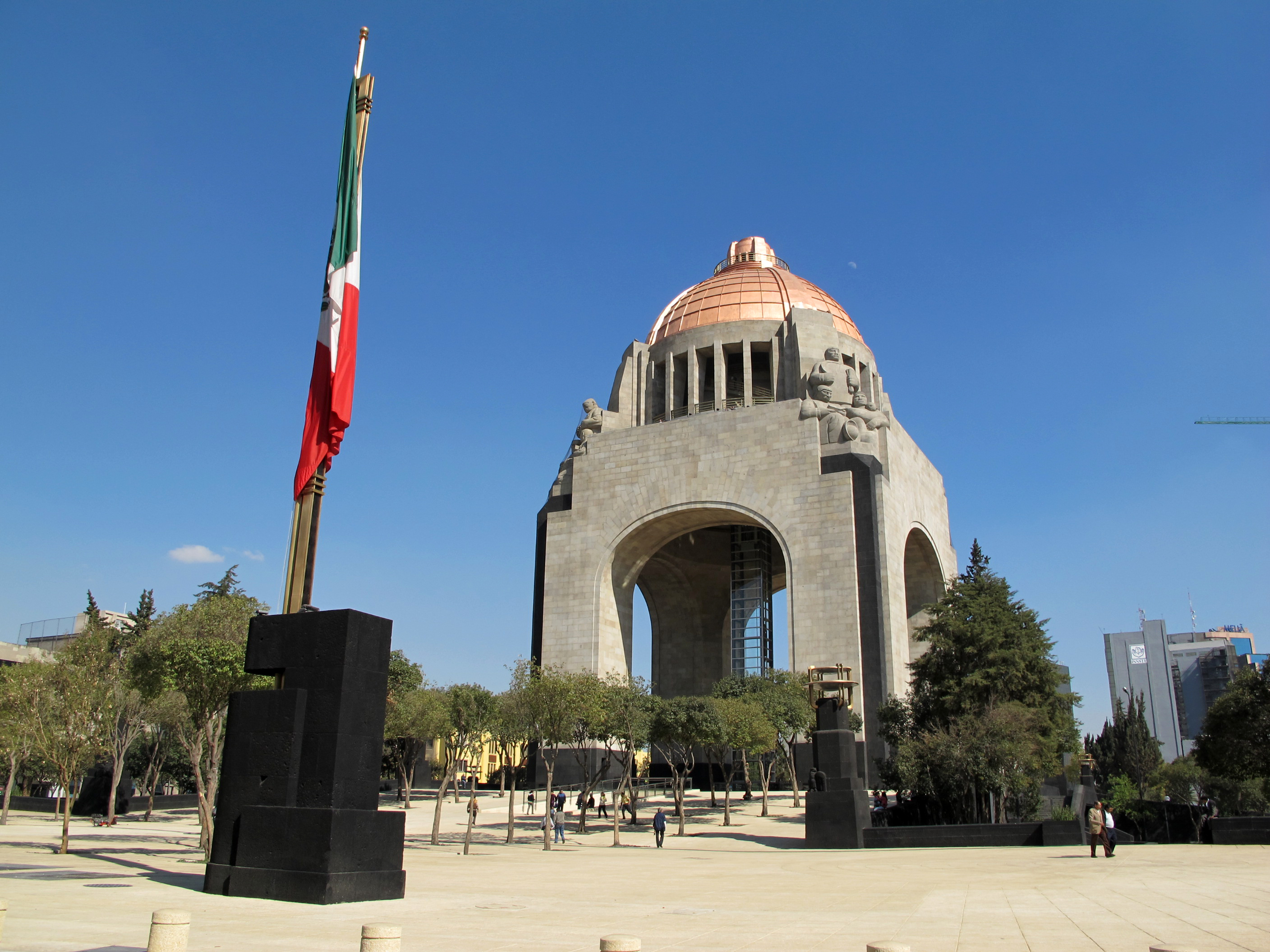
Monumento alla Rivoluzione, Città del Messico  - Città del Messico, Monumento alla Rivoluzione

 Repubblica di Macedonia 

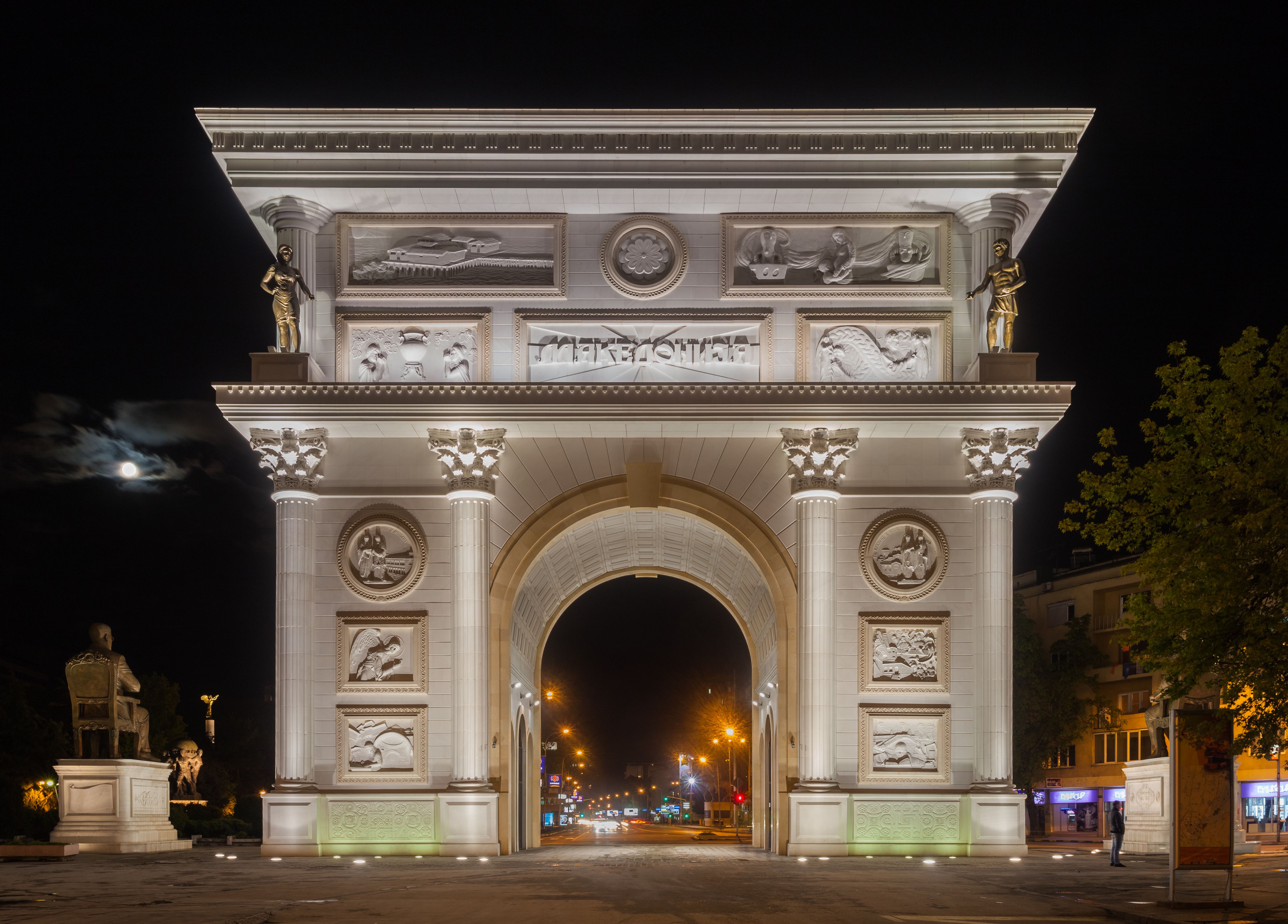
L'arco trionfale, Skopje  - Skopje, Arco trionfale

 Moldavia 

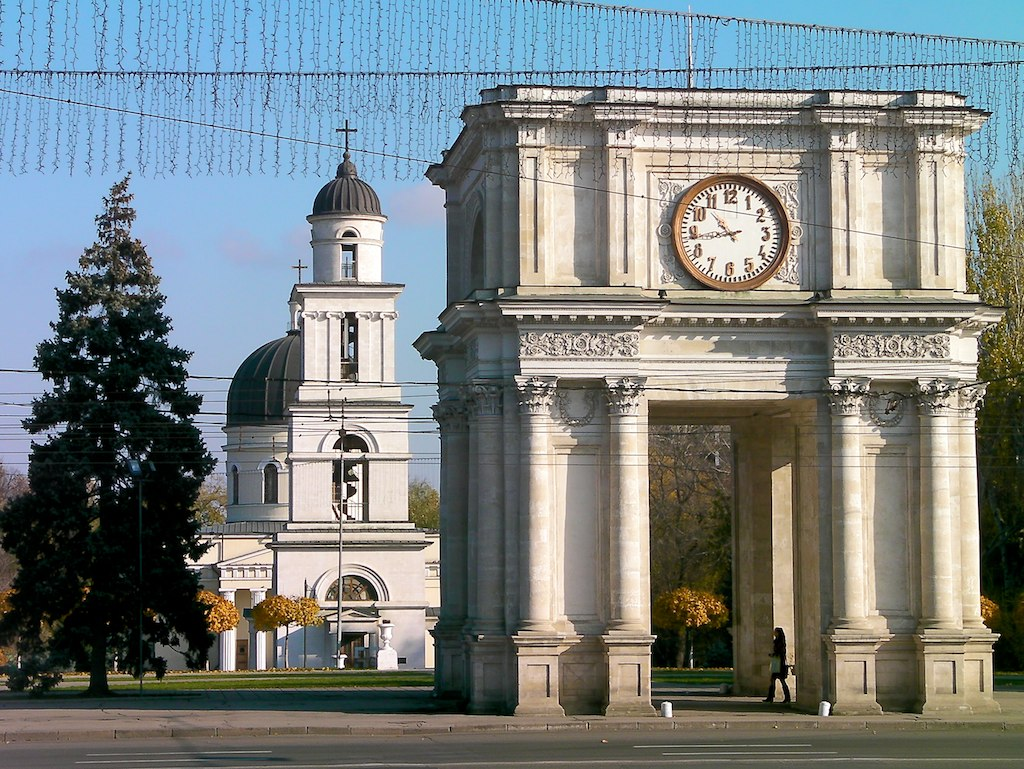
Arco di Trionfo  - Chișinău, l'arco di trionfo

 Portogallo 
- Lisbona, arco trionfale tra la Rua Augusta e il Terreiro do Paço

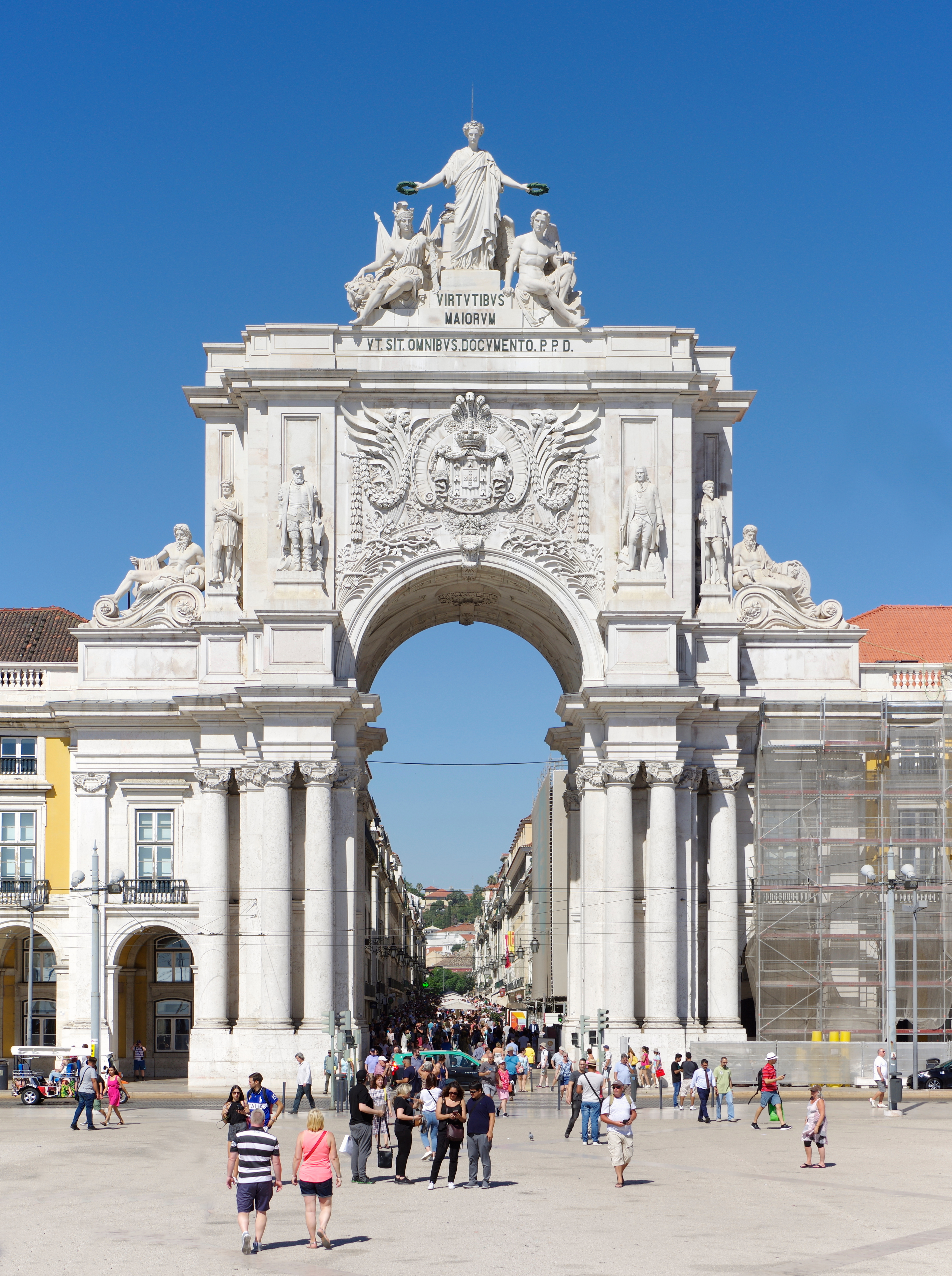
Arco di trionfo dal Terreiro do Paço
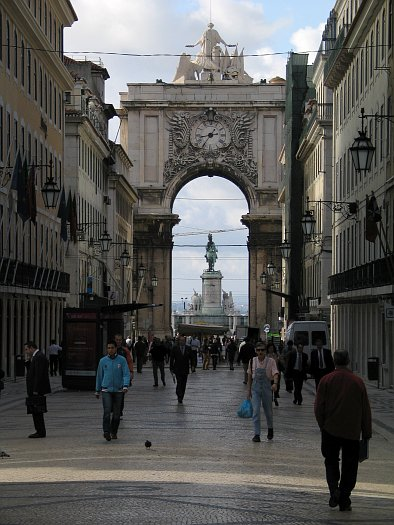
Arco di trionfo dalla Rua Augusta verso il Tago

 Romania 
- Arco di Trionfo, Bucarest

 Russia 
- Porta dell'Amur, Irkutsk
- Porta di Mosca, Irkutsk
- Arco dell'Anniversario, Kazan'
- Arco di Trionfo, Mosca
- Porta Rossa, Mosca
- Arco di Trionfo, Novočerkassk
- Porta Trionfale di Mosca, San Pietroburgo
- Porta Trionfale di Narva, San Pietroburgo
- Porta di Pietro I, San Pietroburgo

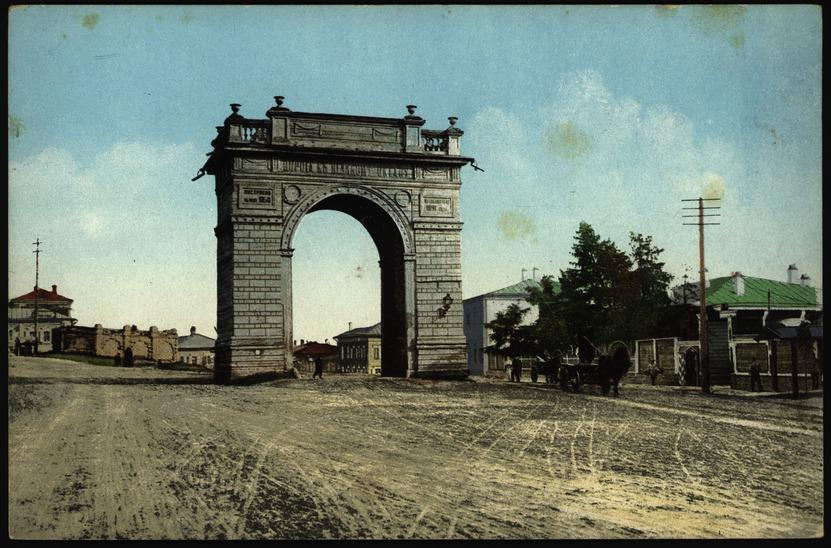
Irkutsk, Porta dell'Amur
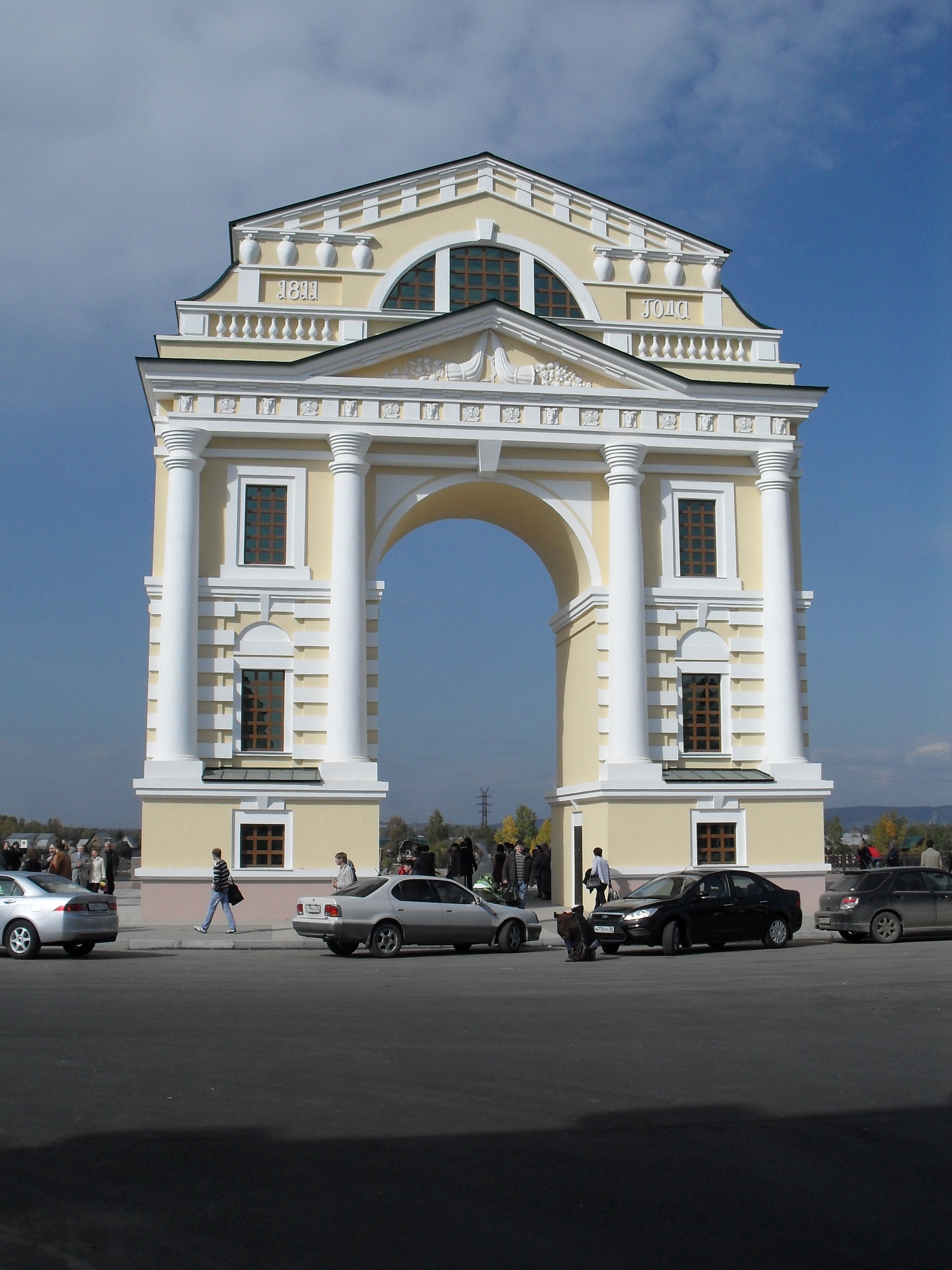
Irkutsk, Porta di Mosca
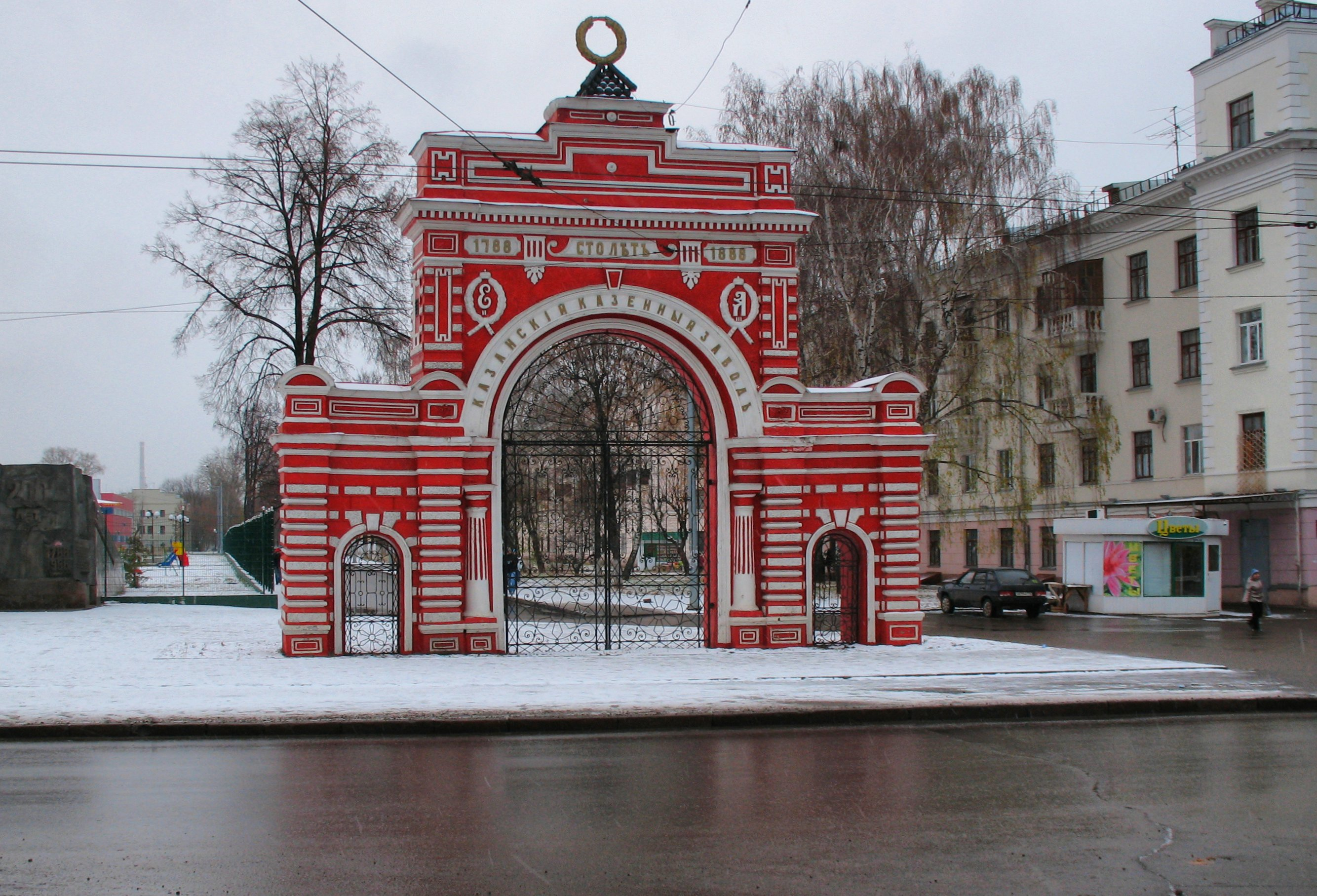
Kazan', Arco dell'Anniversario
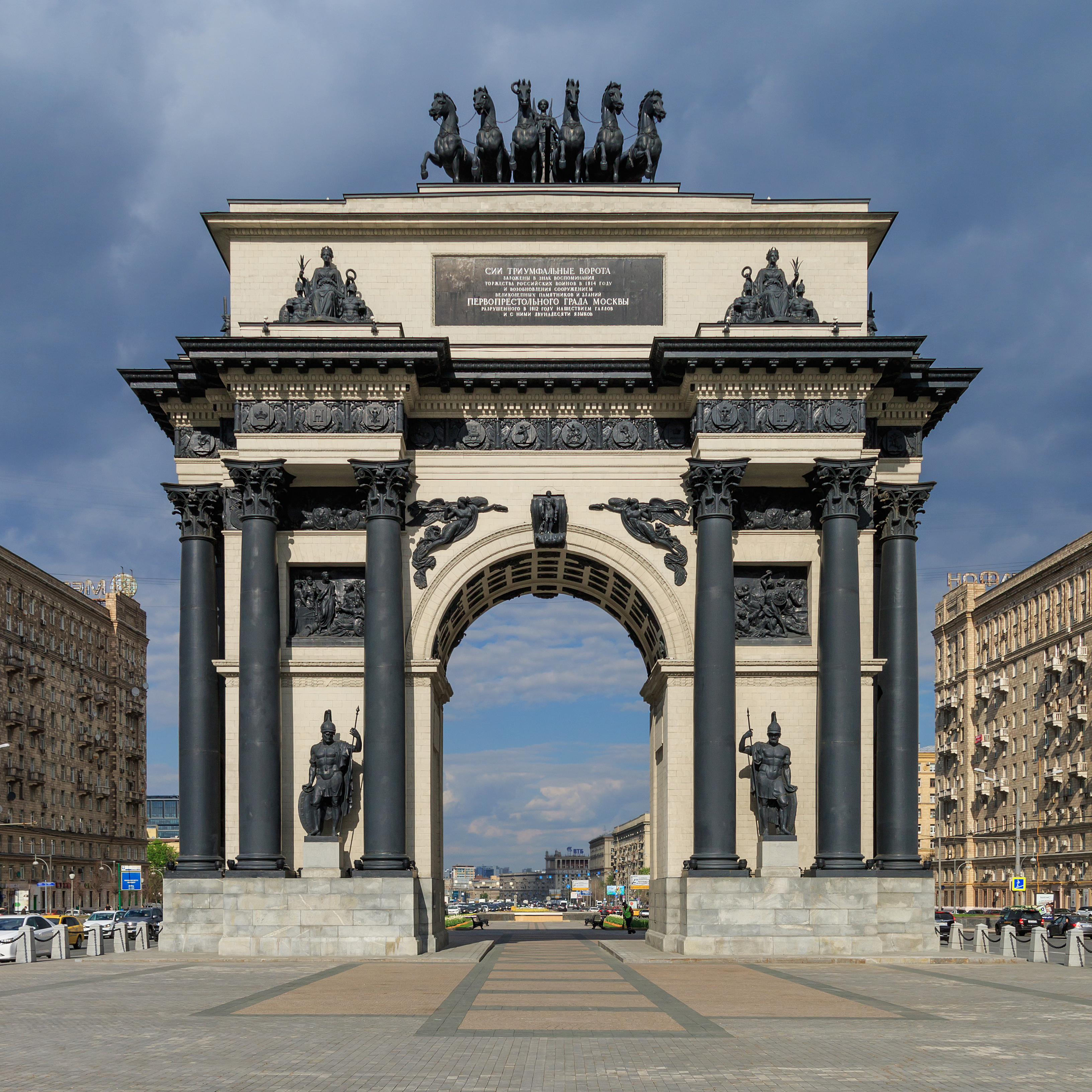
Mosca, Arco di Trionfo
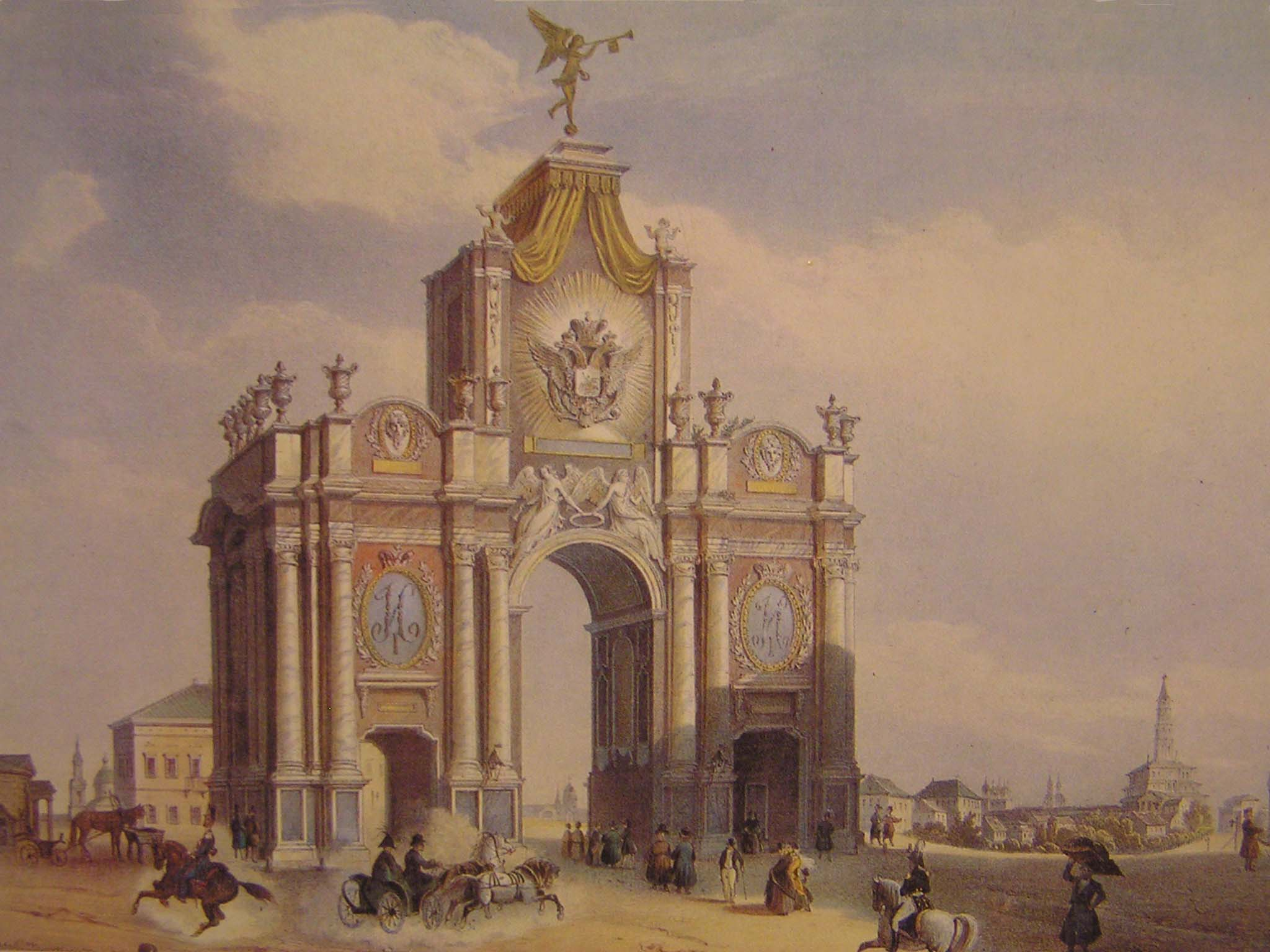
Mosca, Porta Rossa
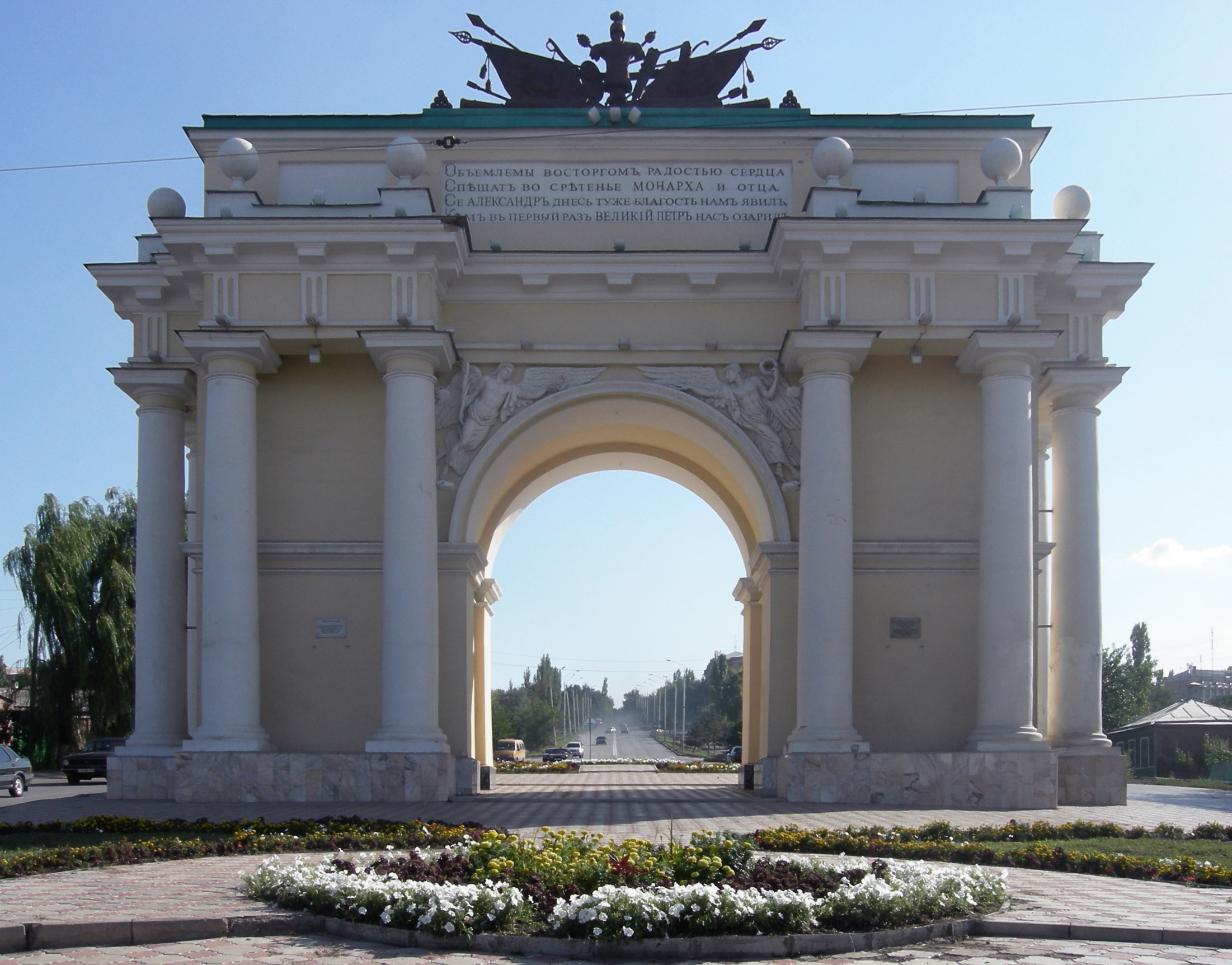
Novočerkassk, Arco di Trionfo
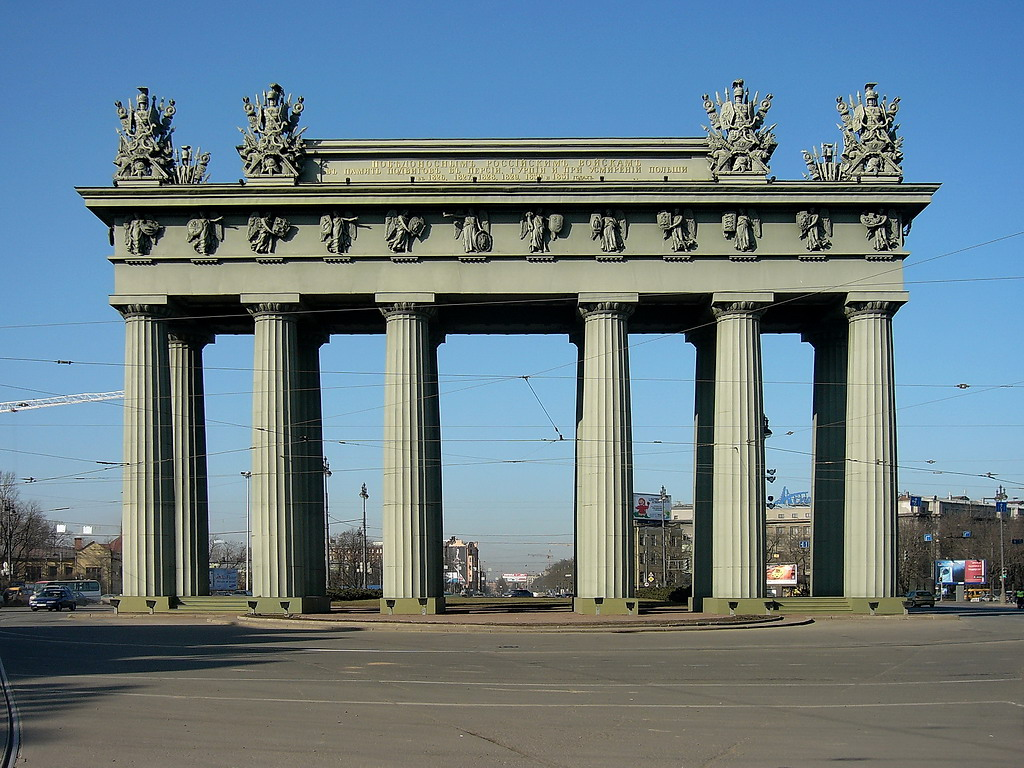
San Pietroburgo, Porta Trionfale di Mosca
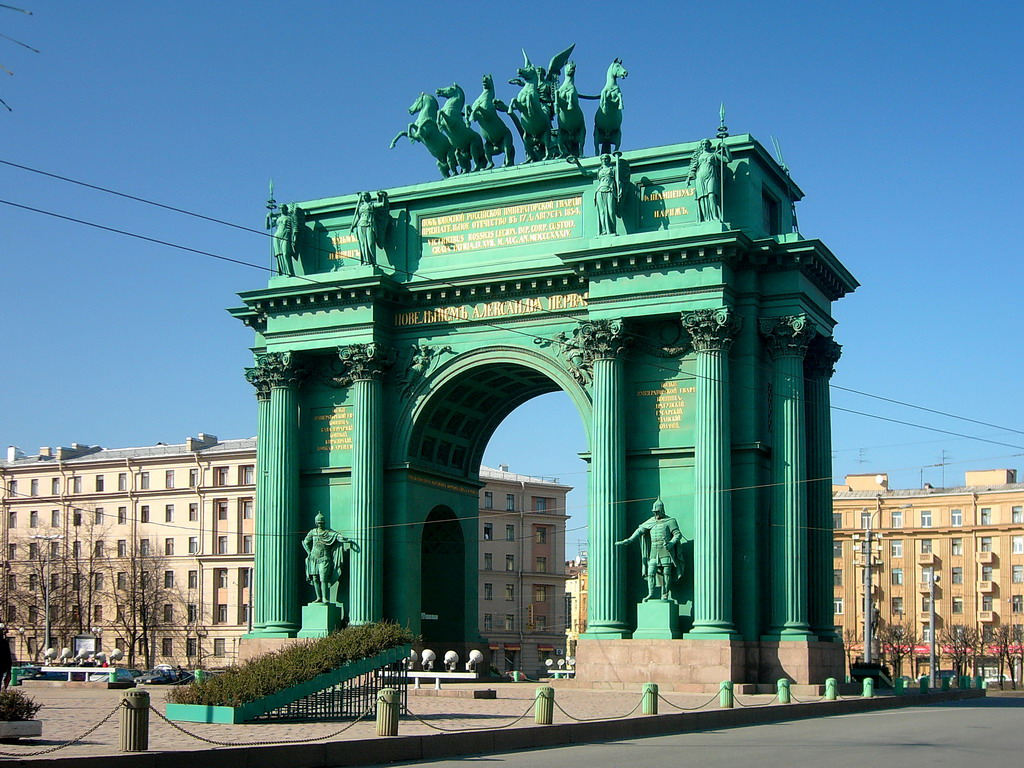
San Pietroburgo, Porta Trionfale di Narva
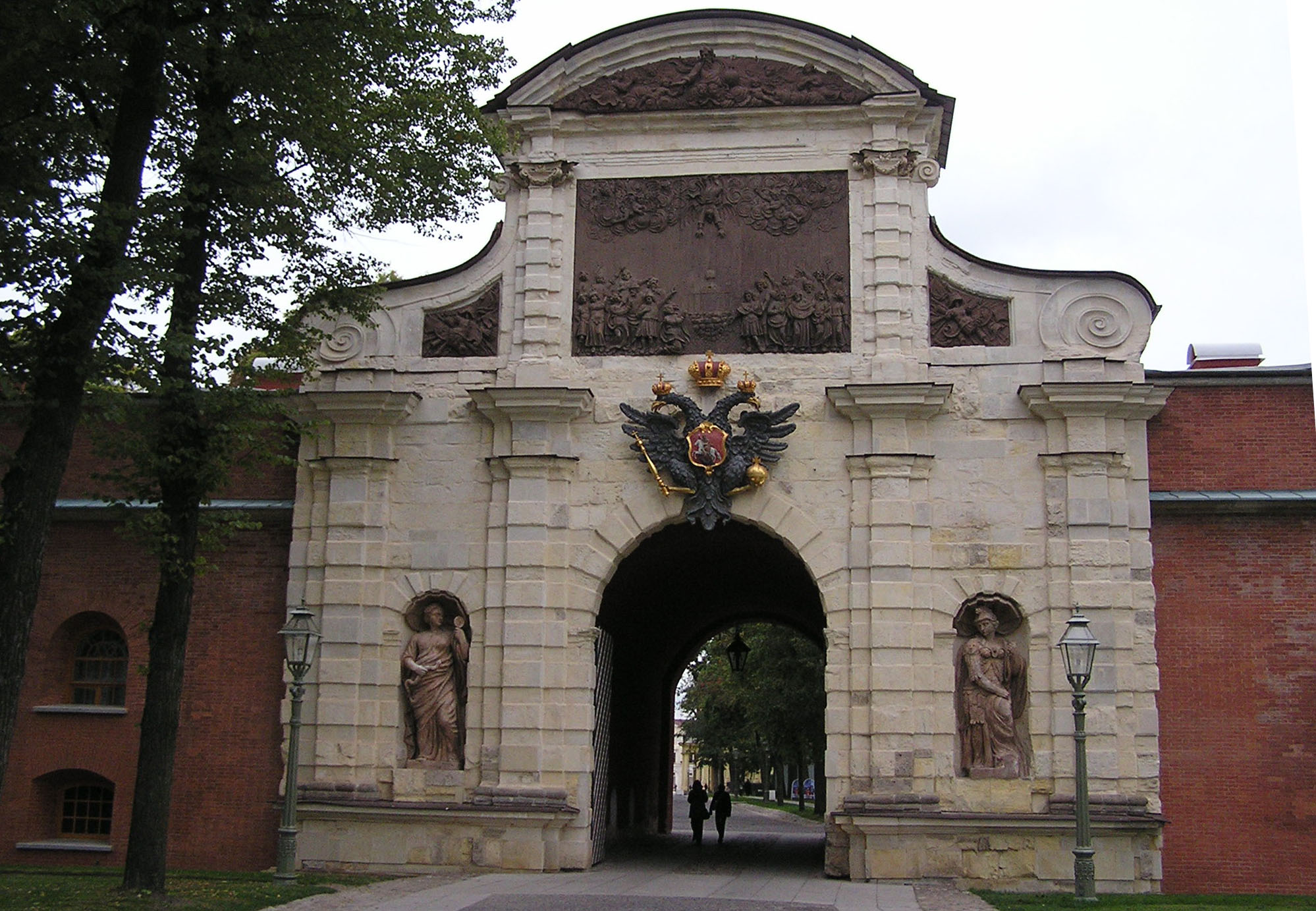
San Pietroburgo, Porta di Pietro I

 Siria 
- Arco di Settimio Severo, Latakia
- Arco monumentale sulla via colonnata, Palmira. L’arco è stato distrutto per mano dei miliziani del gruppo jihādista Stato Islamico nel 2015

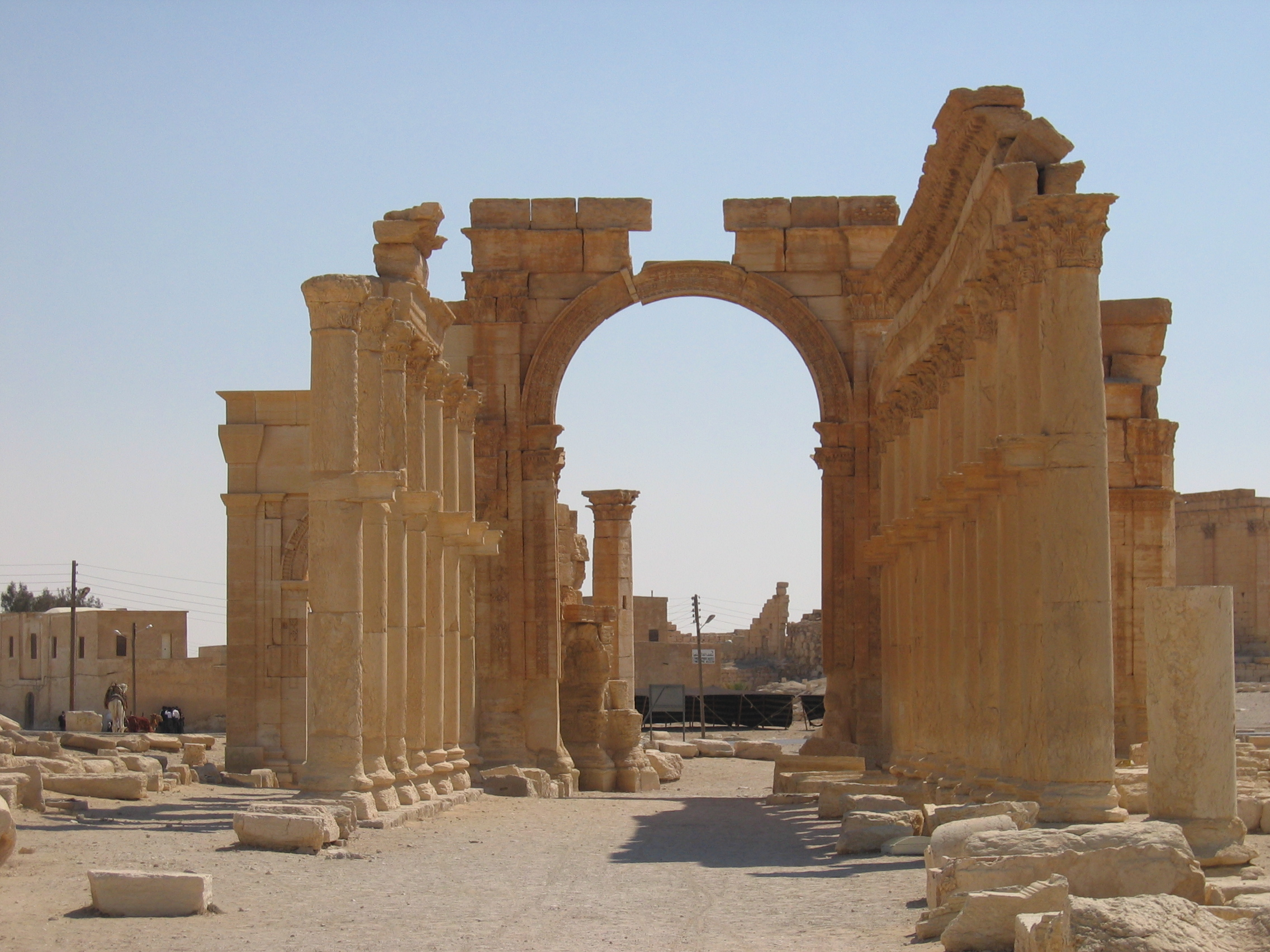
Palmira, Arco monumentale sulla via colonnata
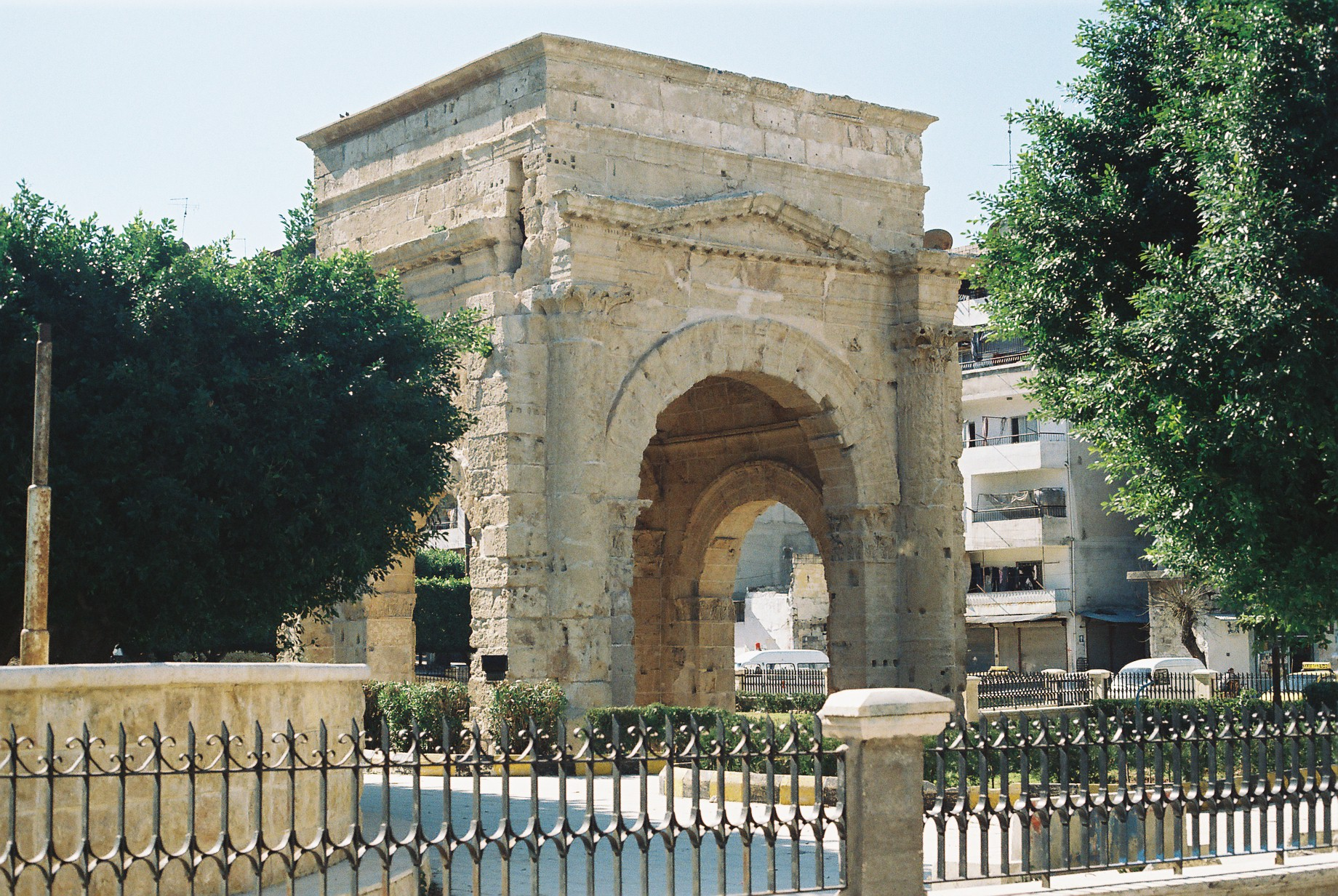
Arco di Settimio Severo, Latakia

 Spagna 
- Arc de Triomf, Barcellona
- Arco de Trajano, Mérida
- Puerta de las Granadas, Granada
- Puerta de Alcalá, Madrid
- Roda de Barà (Tarragona)
- Arco de la Victoria, Madrid

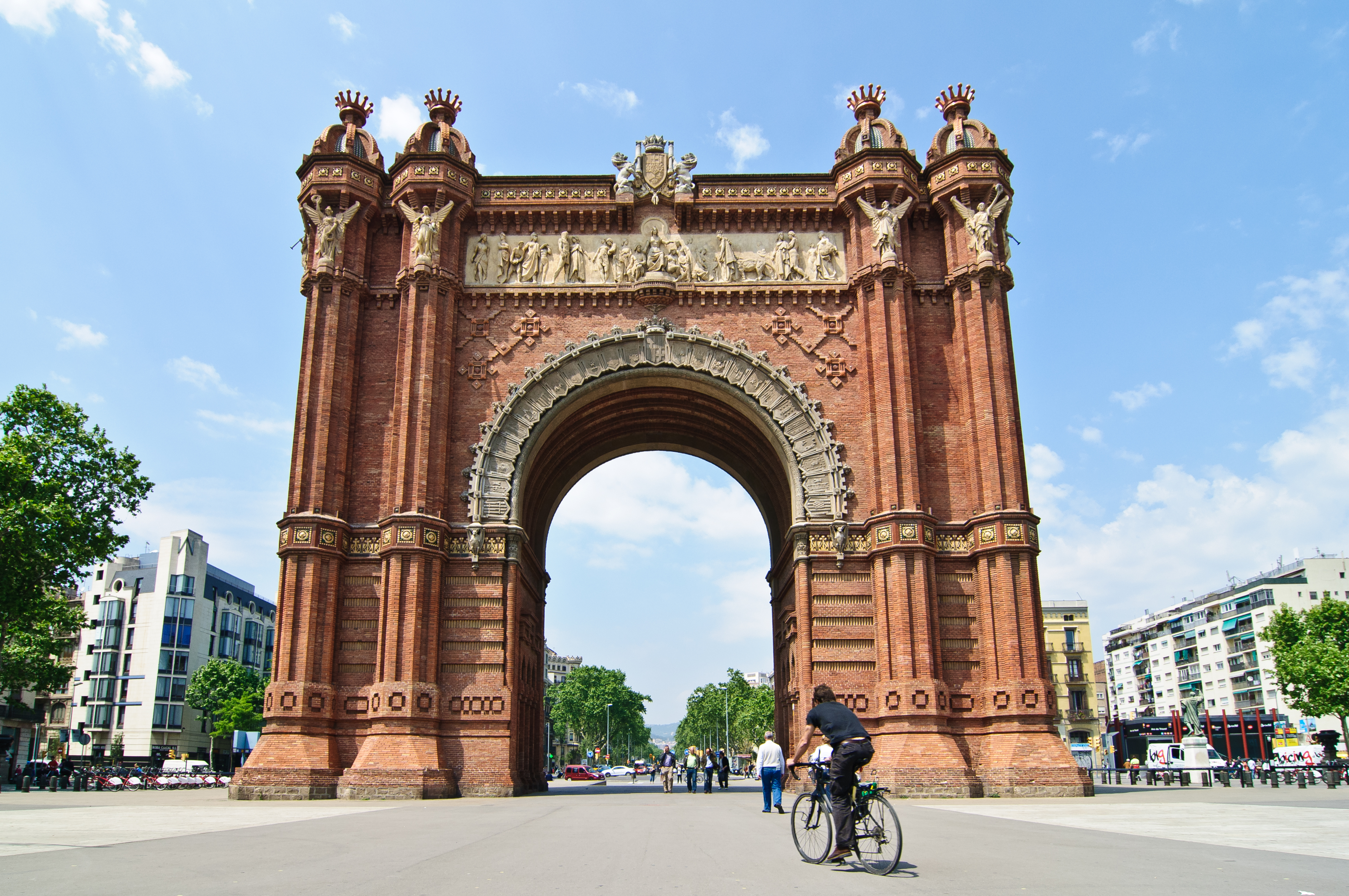
Barcellona, Arc de Triomf
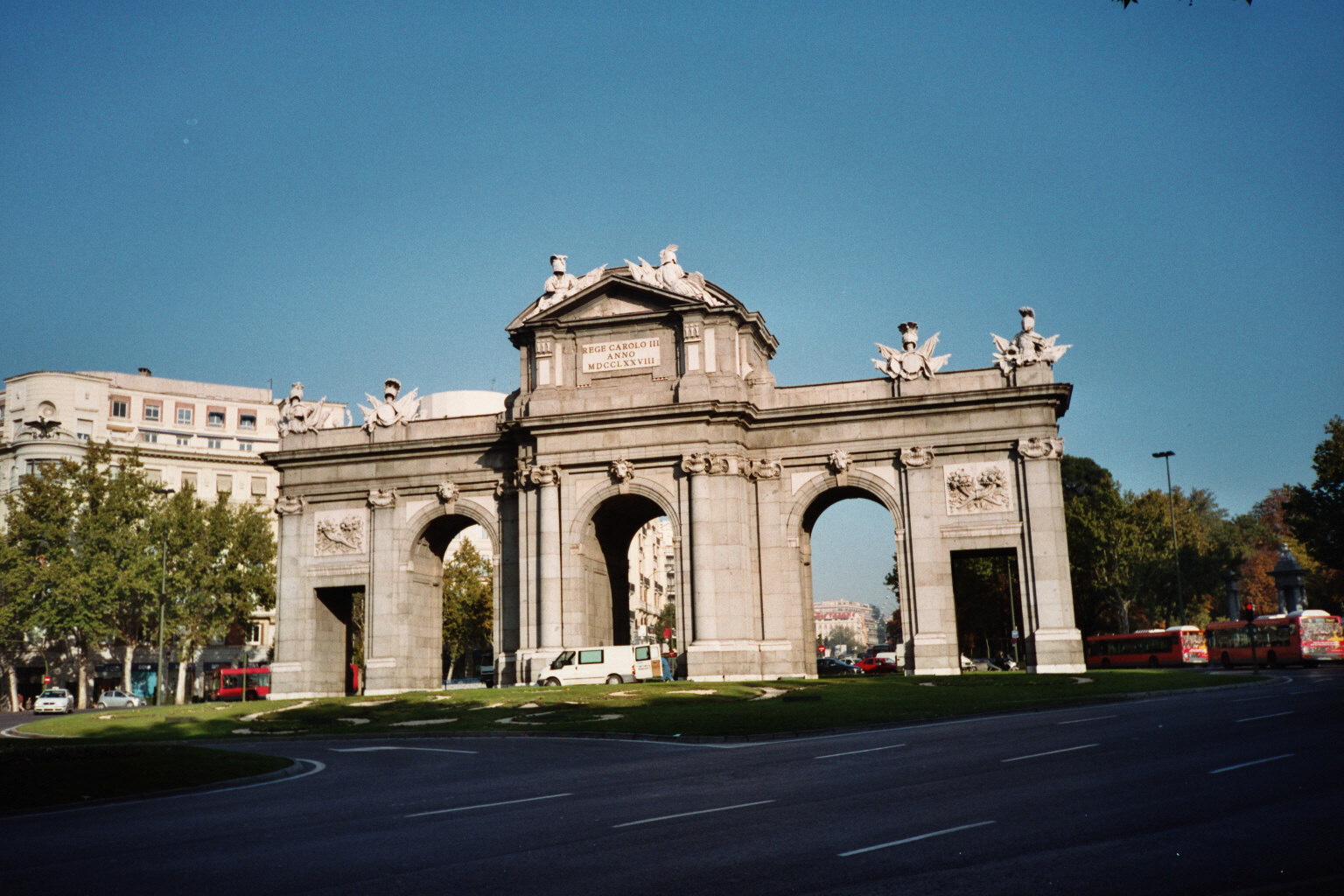
Madrid, Puerta de Alcalá
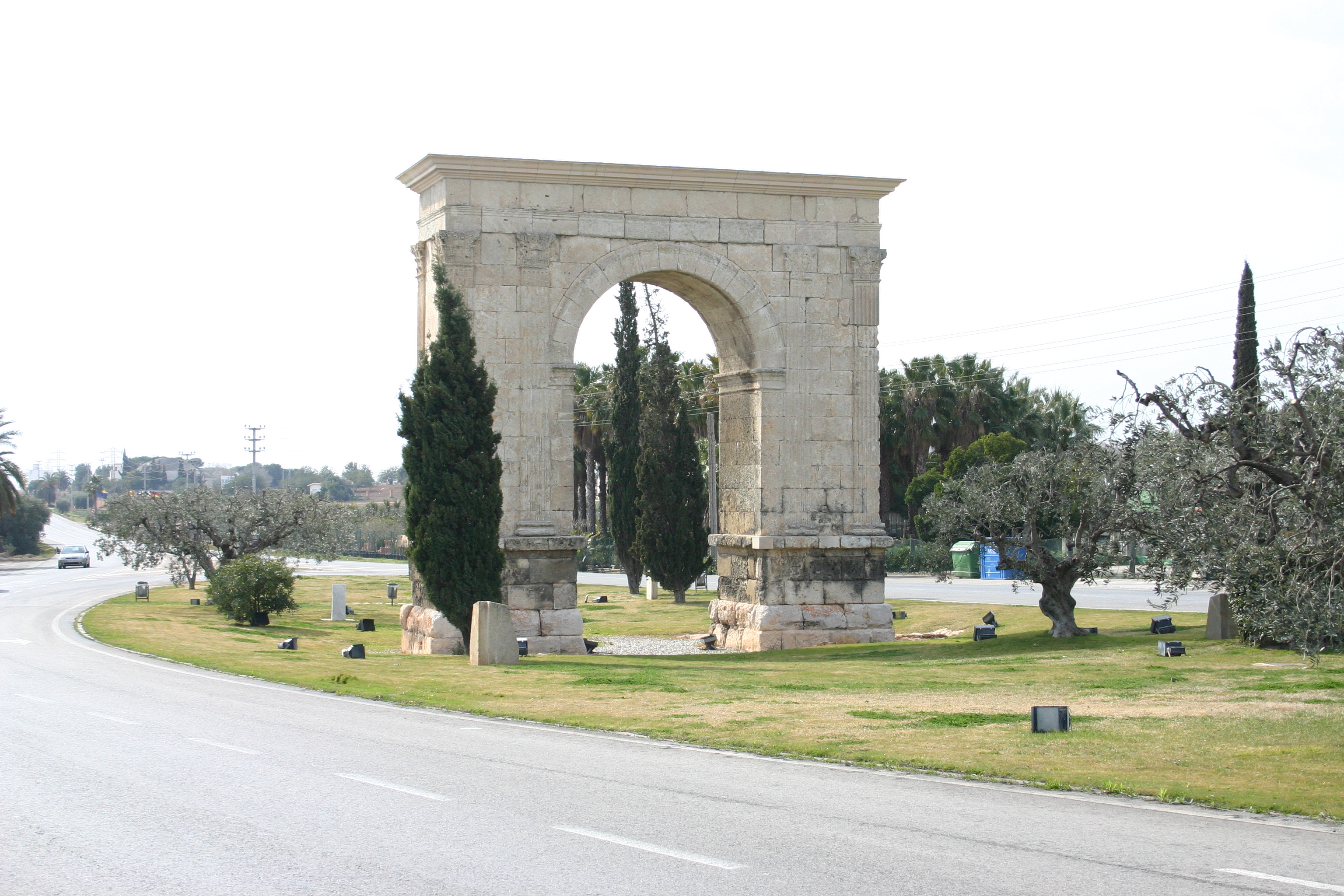
Tarragona, Roda de Barà, l'arco di Licinio Sura dedicato (si pensa) ad Augusto
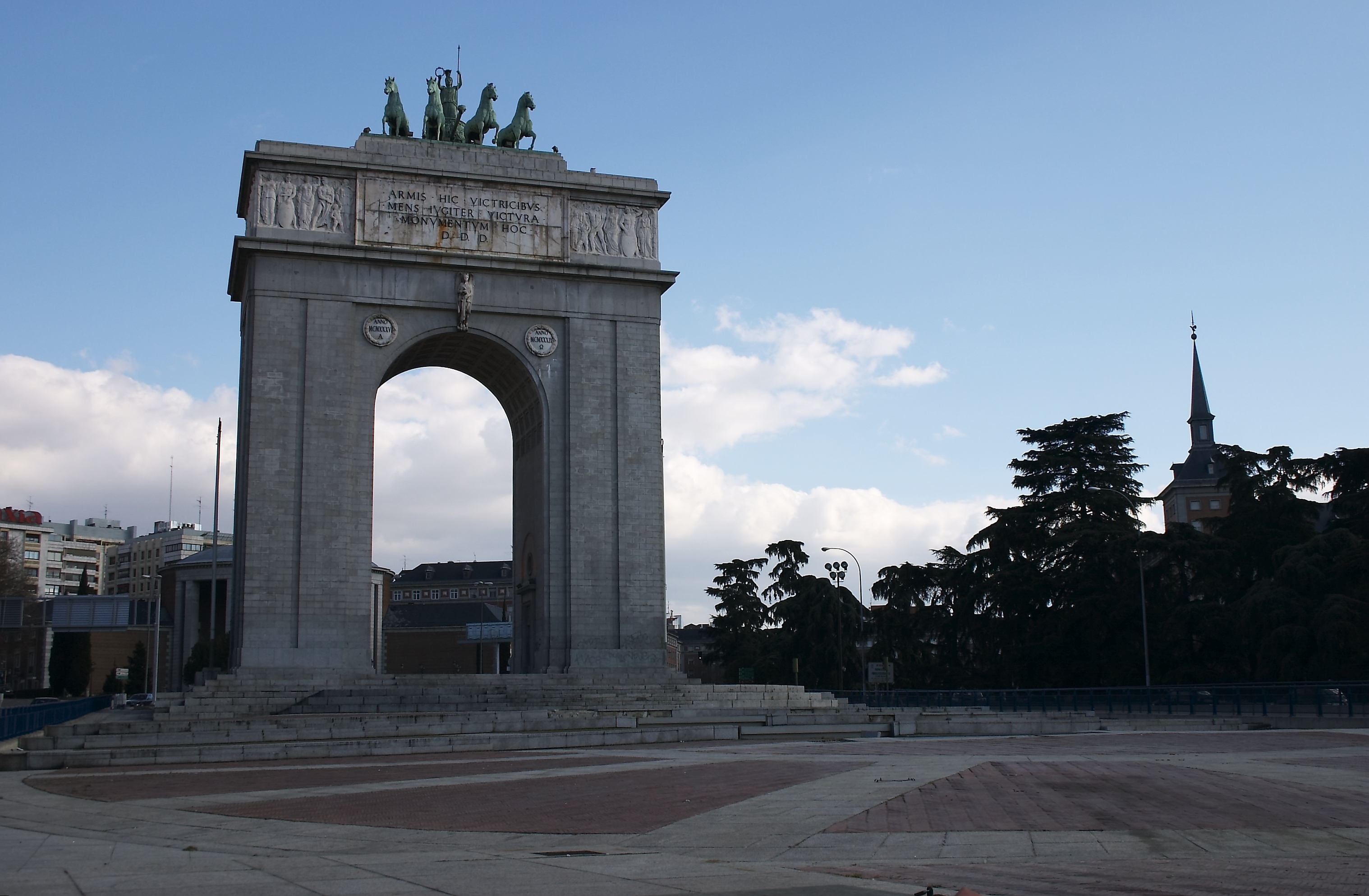
Madrid, l'Arco della Vittoria costruito per commemorare la vittoria franchista nella guerra civile spagnola

 Regno Unito 
- Marble Arch, Londra
- Wellington Arch, Londra
- Rutupiae

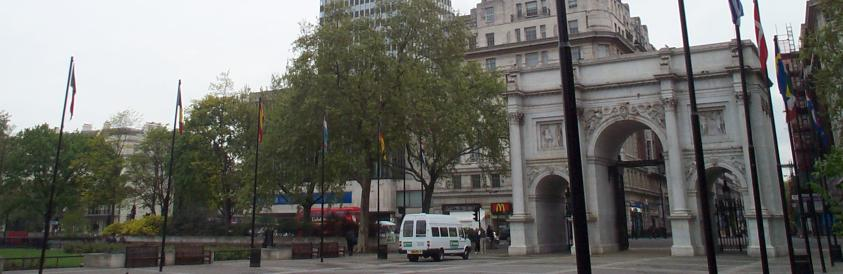
Londra, Marble Arch
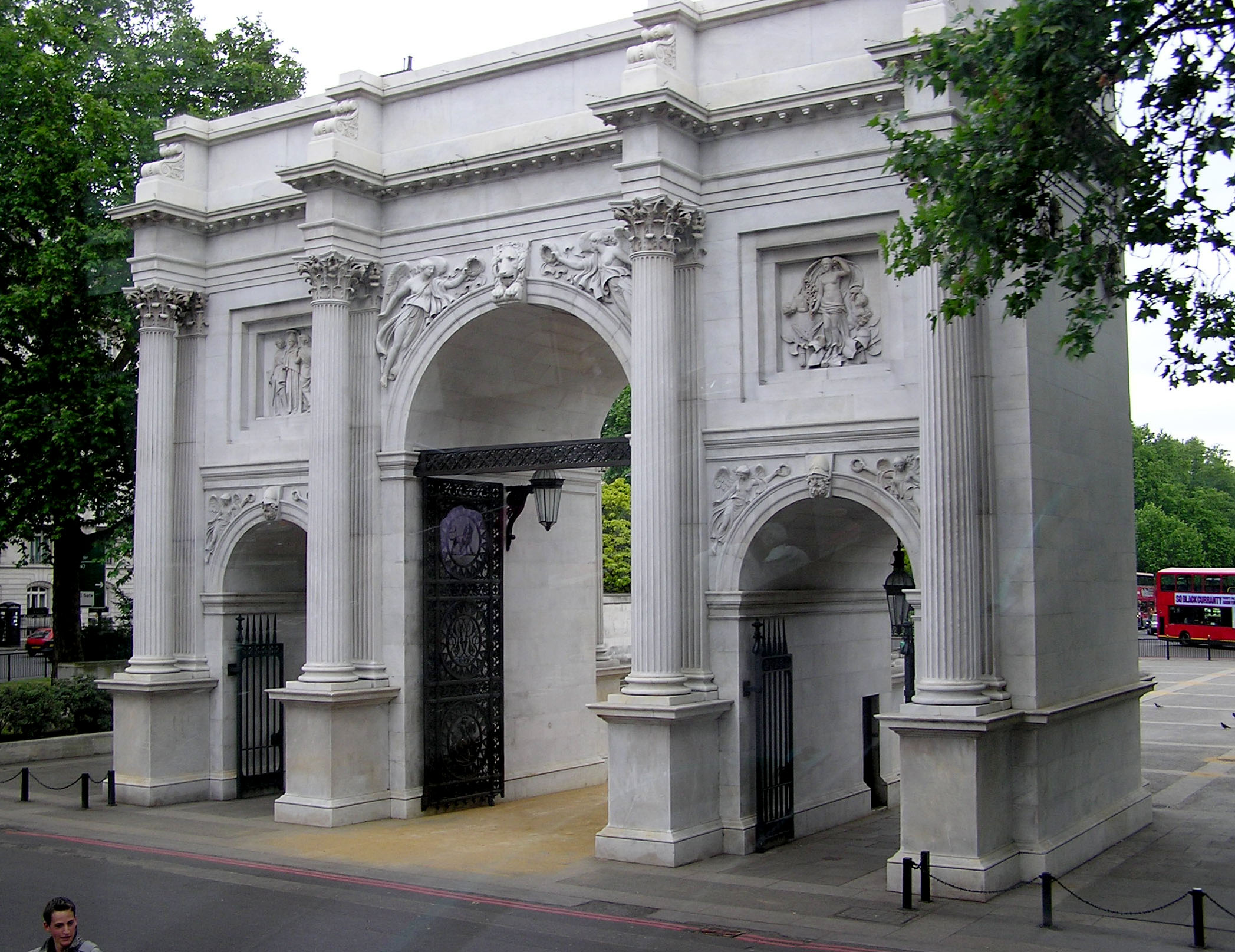
Londra, Marble Arch, prospetto
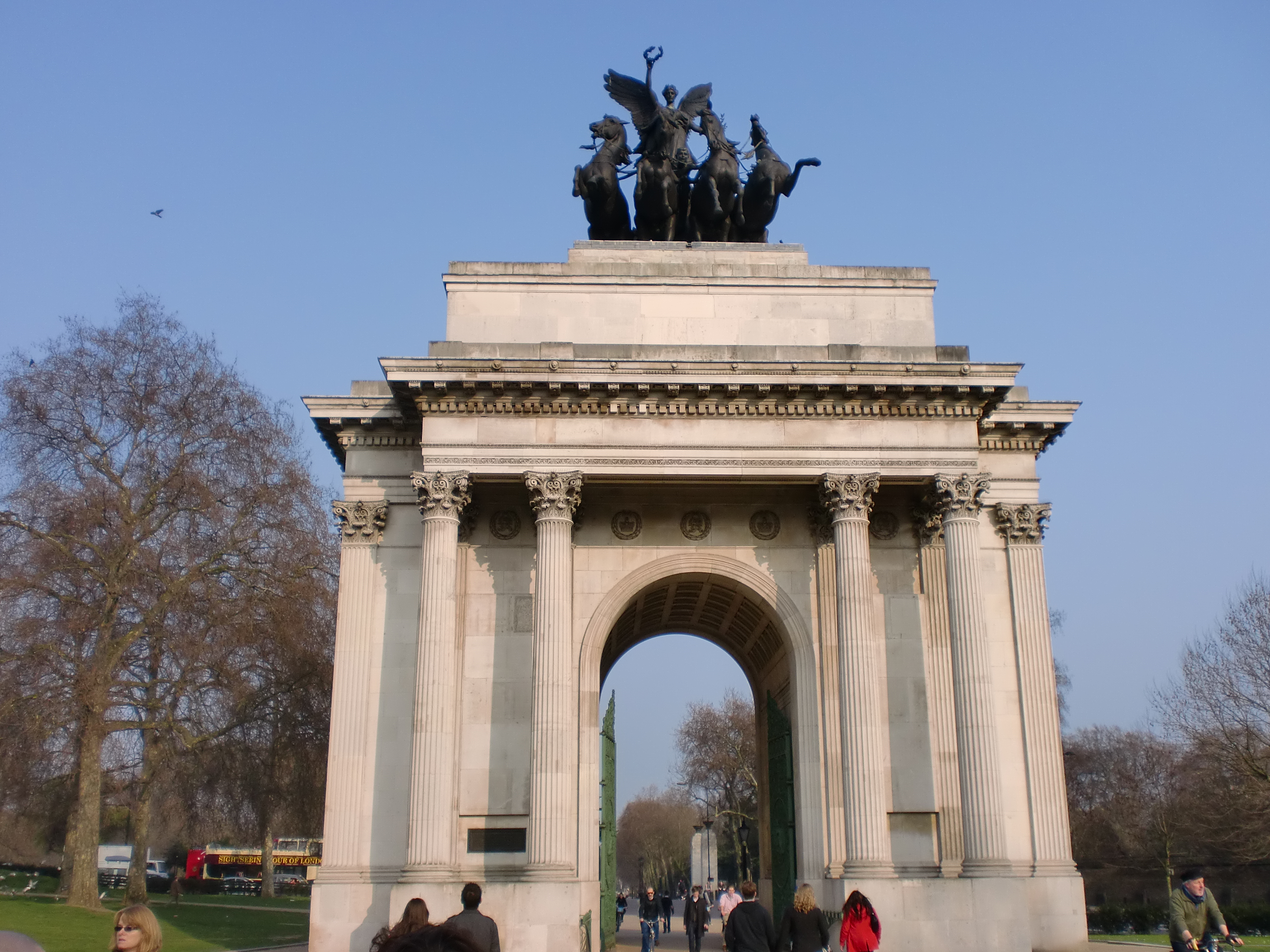
Londra, Wellington Arch

 Tunisia 
- Arco di Alessandro Severo, Dougga
- Arco di Settimio Severo, (Dougga)
- Arco di trionfo di Colonia Cillitana, Kasserine
- Arco fatimide della Grande Moschea, Mahdia
- Arco di Traiano, Maktar (antica Mactaris)
- Arco di Diocleziano, Sbeitla
- Arco di Antonino Pio, Sbeitla

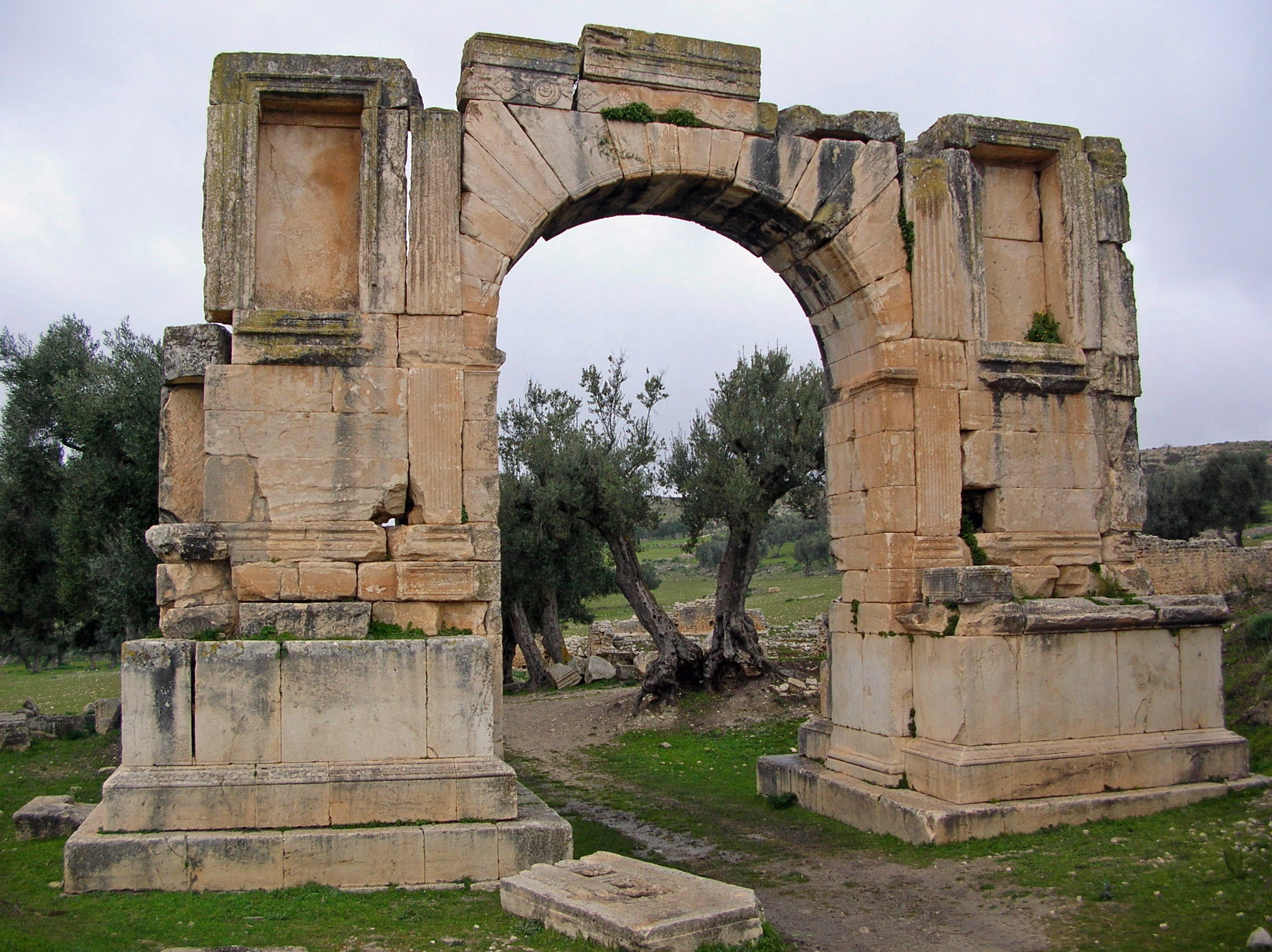
Dougga, Arco di Alessandro Severo (III sec.)
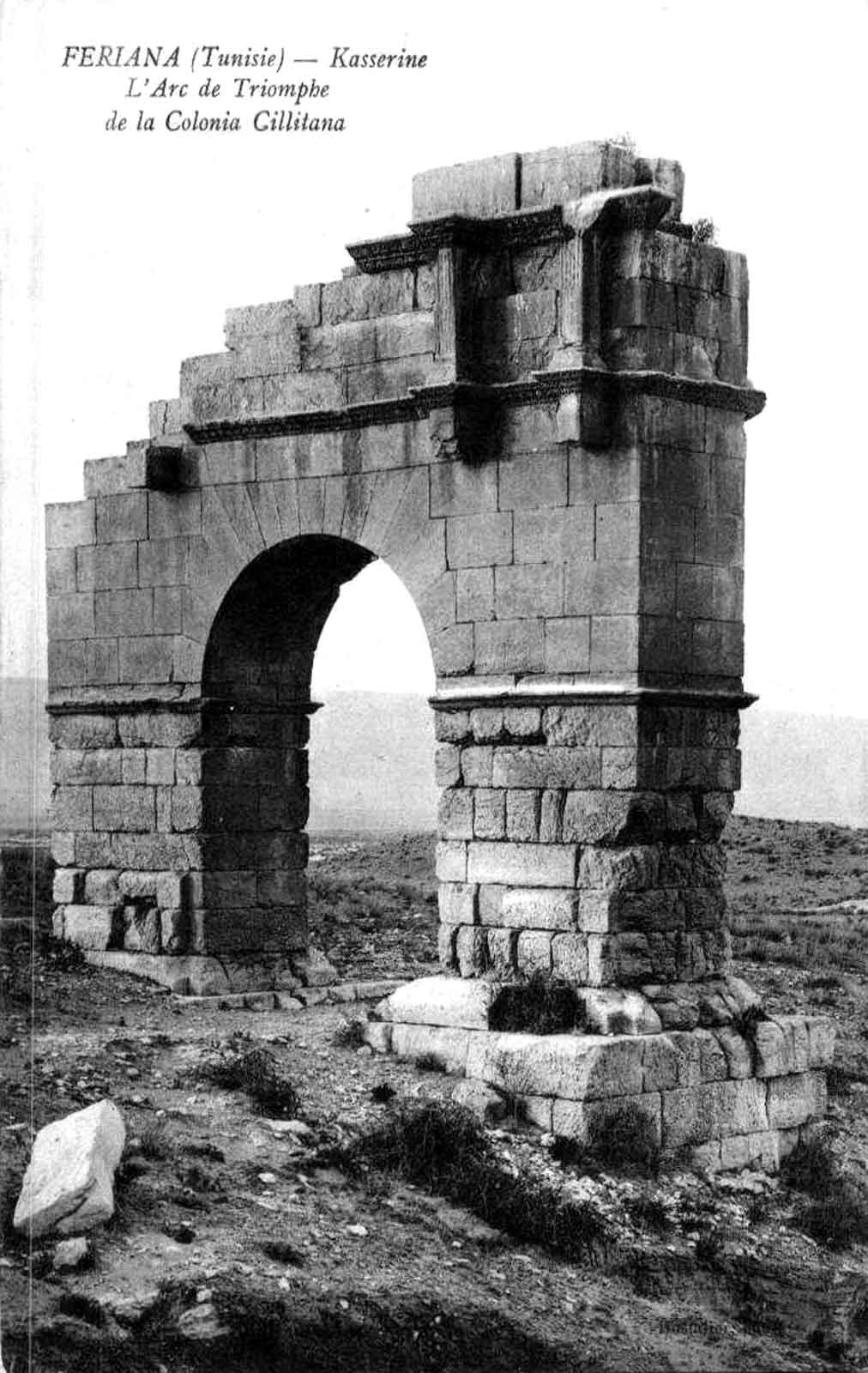
Kasserine, Arco di trionfo di Colonia Cillitana
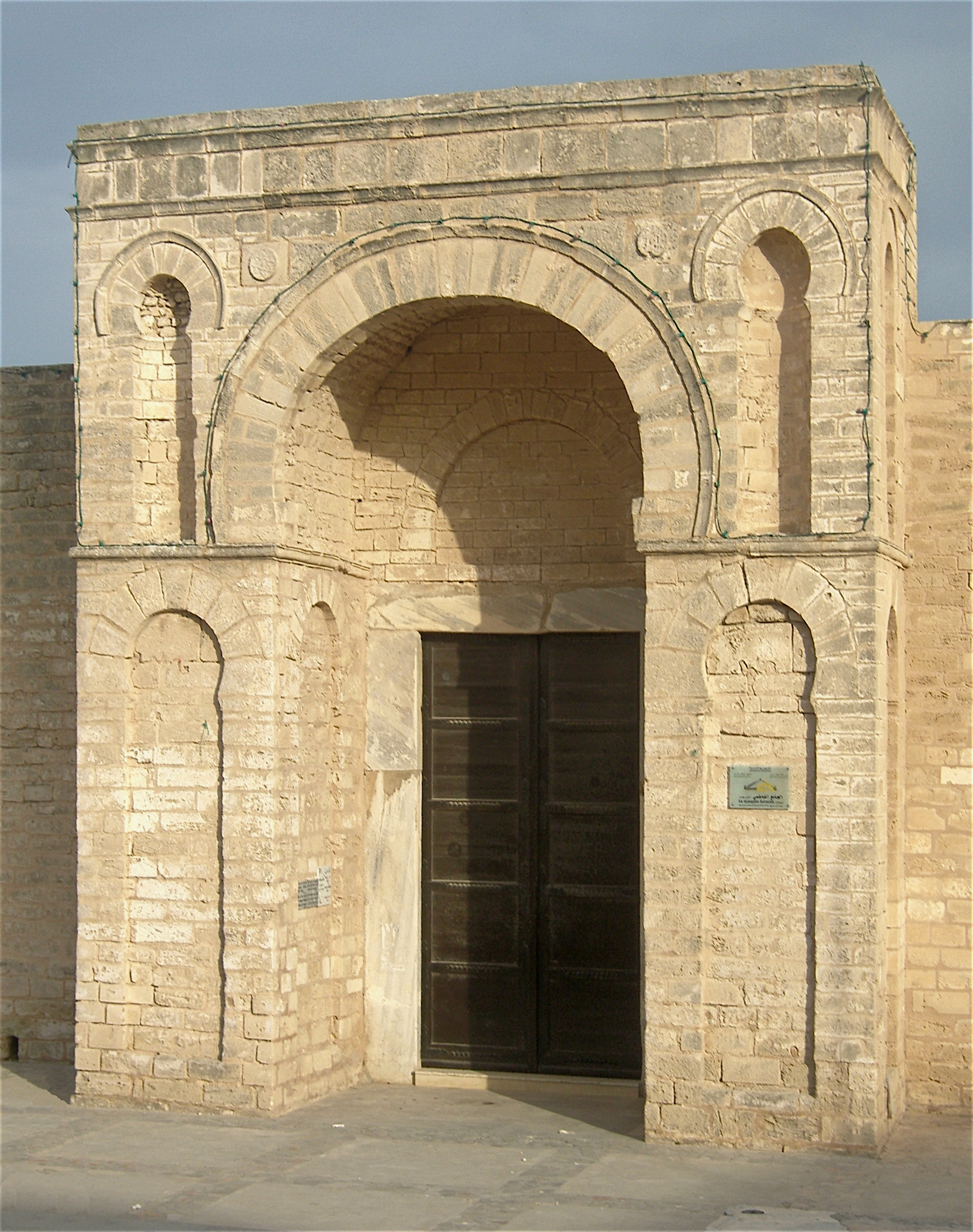
Mahdia, Portale fatimide (X sec.) della Grande Moschea
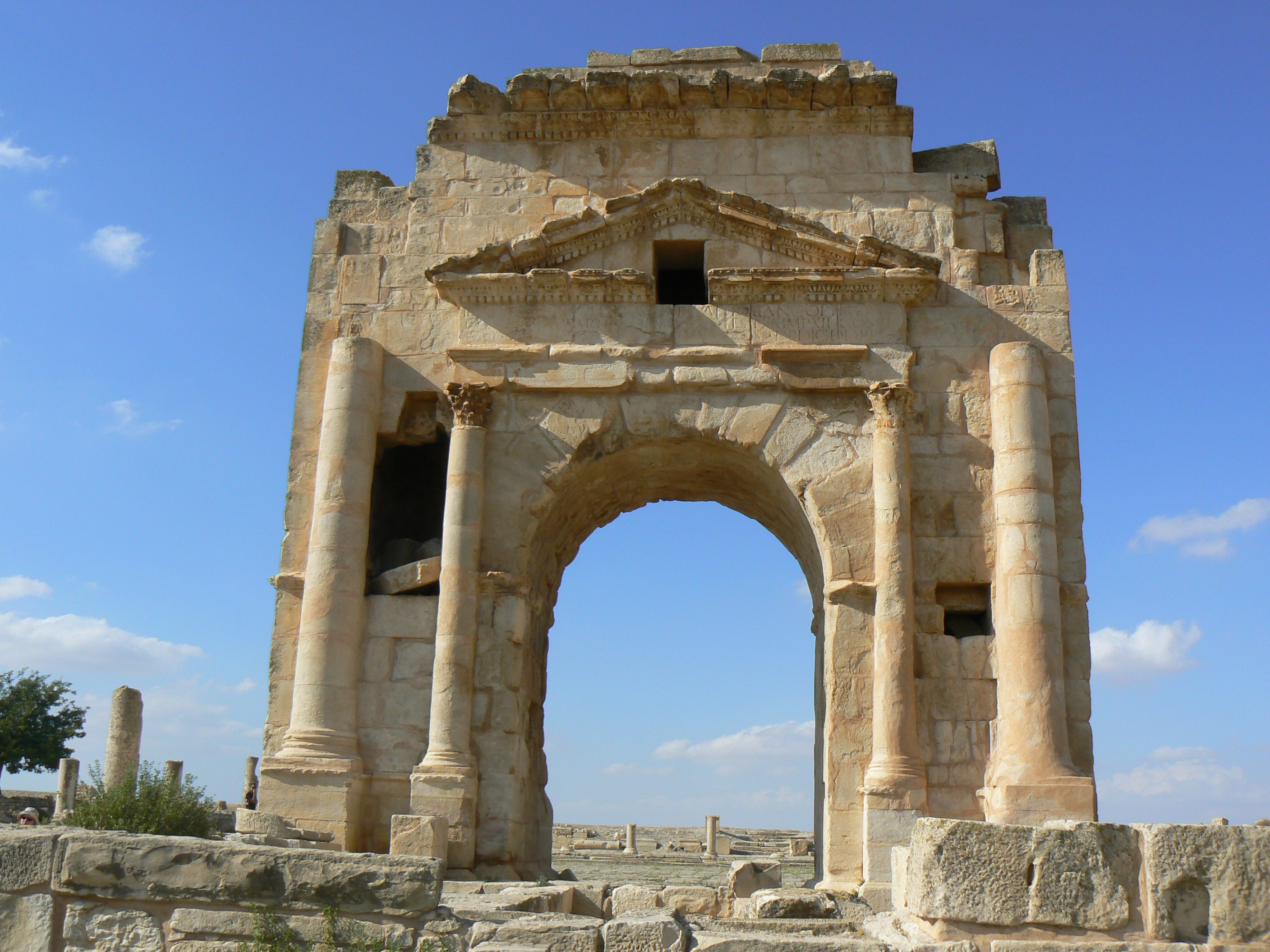
Maktar, Arco di Traiano (II sec.)
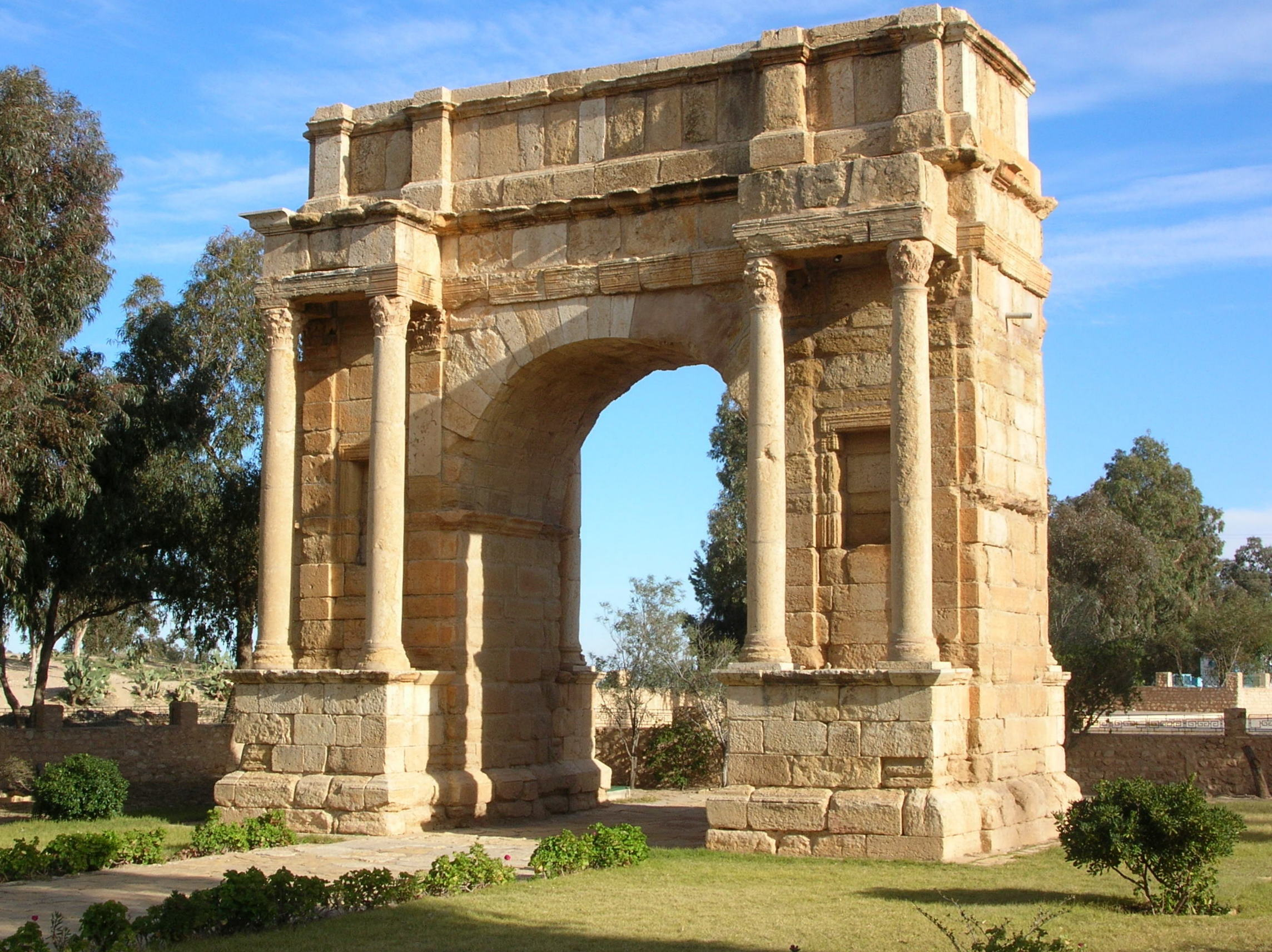
Sbeitla, Arco di Diocleziano (fine III sec.)
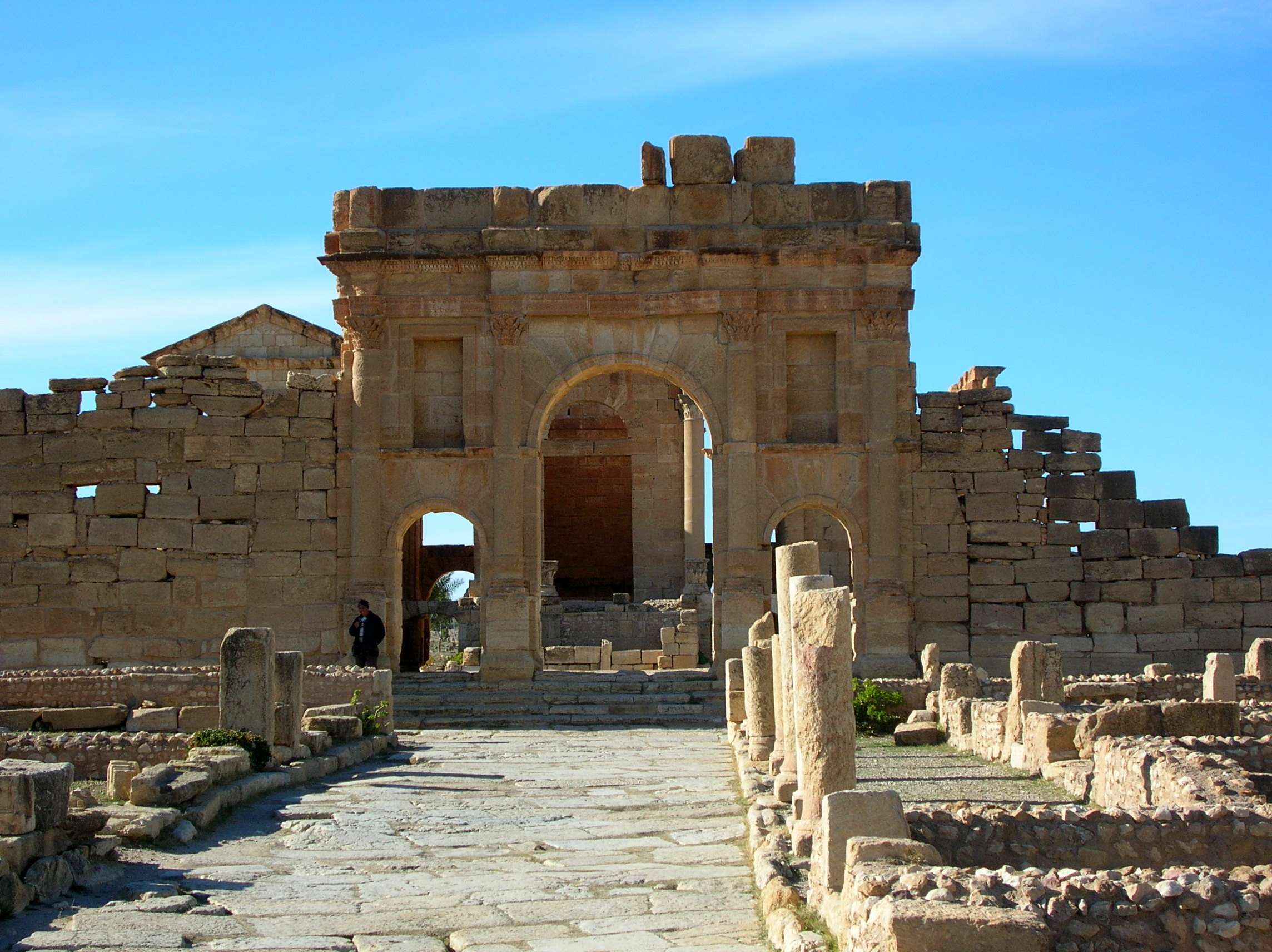
Sbeitla, Arco di Antonino Pio (II sec.)

 Turchia 
- Anazarbus (Cilicia)  - Arco di Anazarbus

 Ungheria 

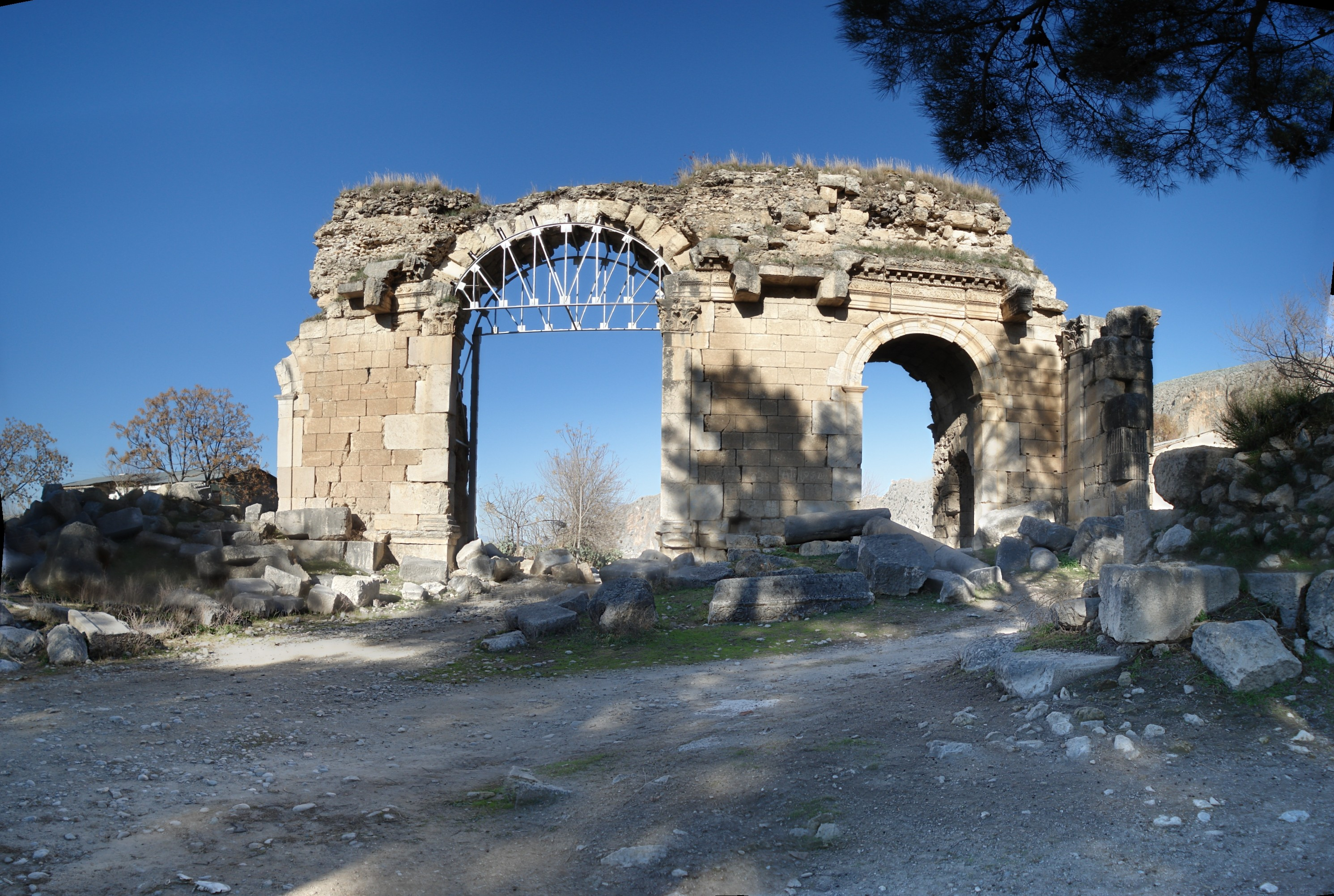
Arco di Vác  - Vác, l'arco di trionfo

 USA 

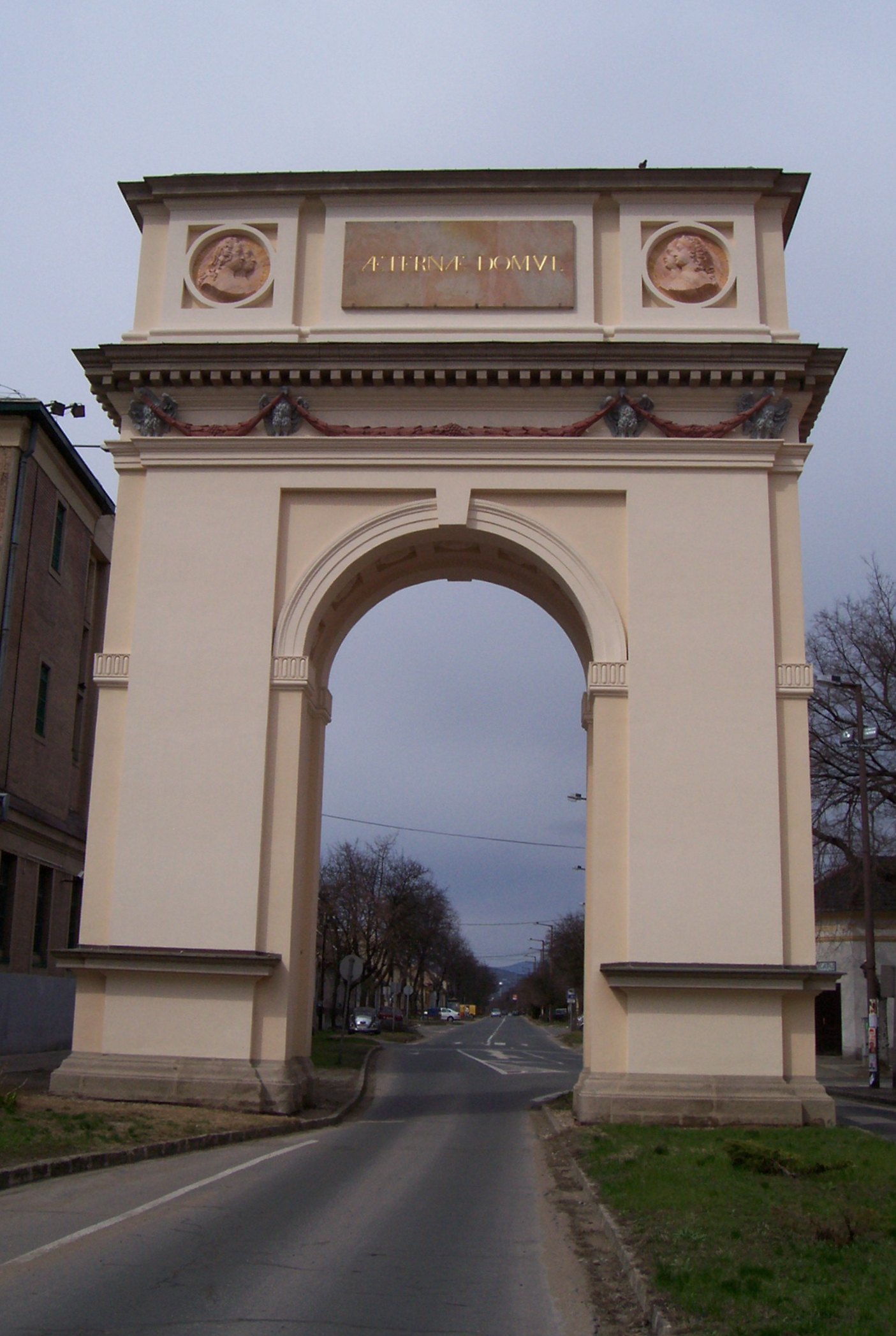
Vác, l'arco di trionfo

- Soldiers and Sailors Memorial Arch, Grand Army Plaza, New York
- Monumental Arch, Galveston, Texas
- Washington Square Park, New York

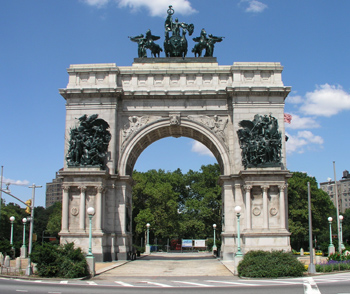
Soldiers and Sailors Memorial Arch, New York
Arco di Washington Square, New York

 Venezuela 
- Arco della Federazione, Caracas

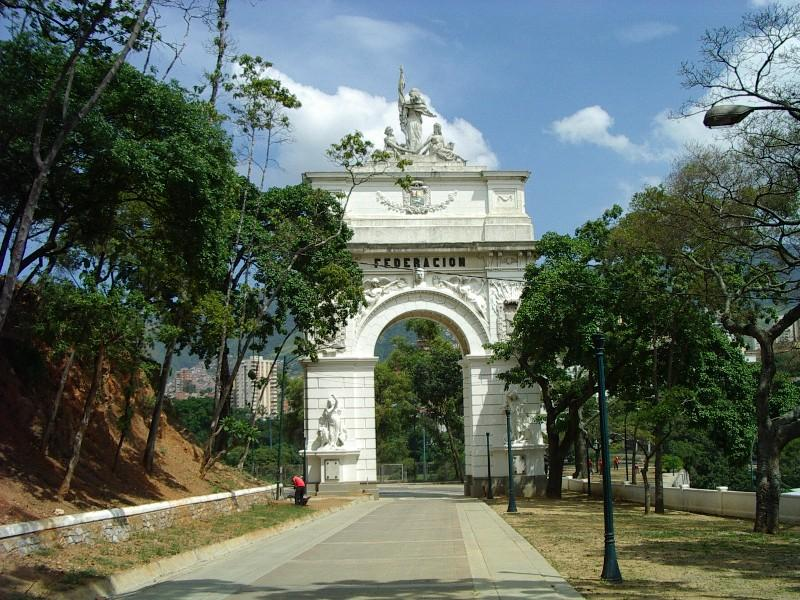
Caracas, arco della federazione

 Altri archi trionfali 

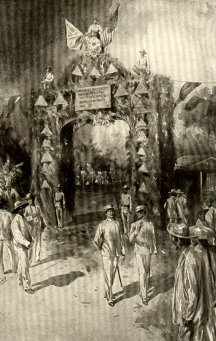
L'arco di trionfo temporaneo che celebrava l'elezione di Emilio Aguinaldo come presidente delle Filippine, 1899
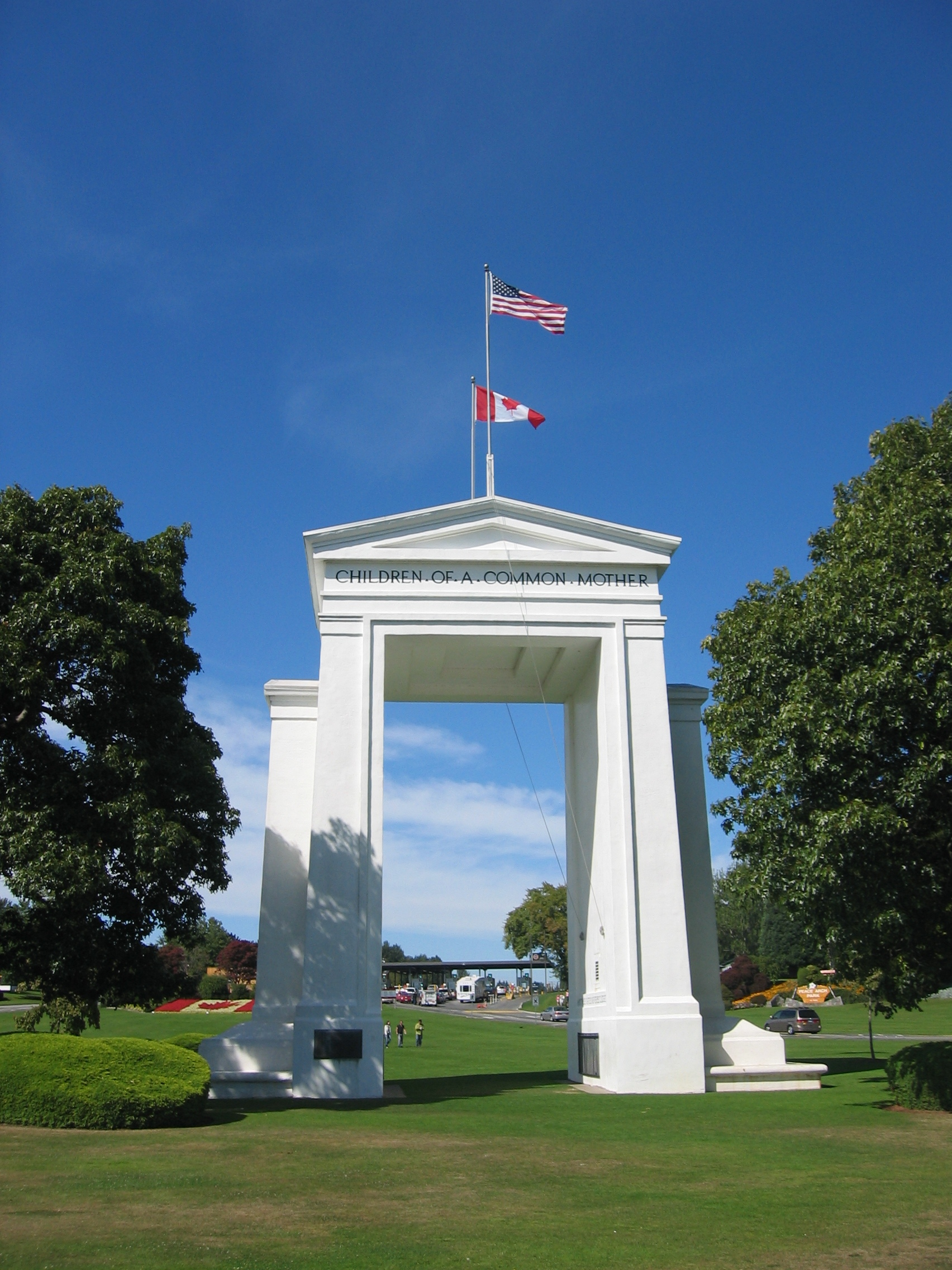
Il Peace Arch, costruito per commemorare la firma del Trattato di Gand nel 1814 che pose fine alla guerra tra gli USA e il Regno Unito. Quest'arco si trova esattamente sul confine tra Canada e Stati Uniti.